# 日本の路面標示

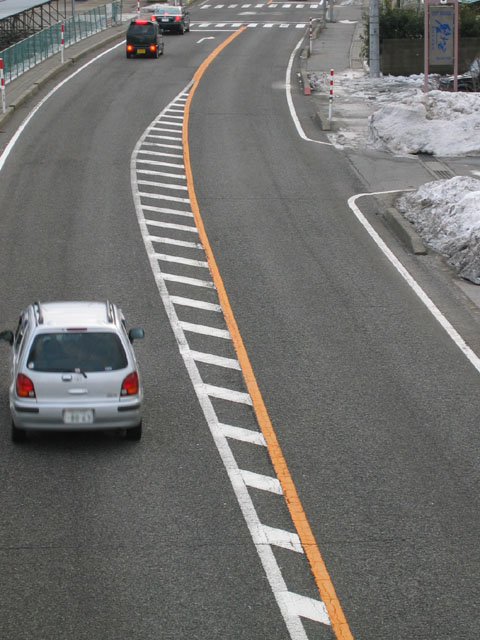
導流帯と（102）追越しのための右側部分はみ出し通行禁止。車両はこれらの路面標示に従い通行する。

本項では、日本の路面標示（ろめんひょうじ）について記述する。
日本では道路上の安全と円滑のために路面標示が設置され、同じ目的で設置される道路標識や交通信号機とは連関が図られる。路面標示の様式や設置方法などは道路標識、区画線及び道路標示に関する命令に基づいて定められている。この命令の中で路面標示は都道府県公安委員会が設置する道路標示と道路管理者が設置する区画線に大別され、道路標示はさらに規制標示と指示標示に分けられる。なお、この命令では定められていない「法定外表示」が設置されることもある。
路面標示で用いられる塗料の品質は日本産業規格（JIS）によって定められている。そして、実際に設置される道路の状況・環境や使用する材料に応じて路面標示の設置工事が行われる。
日本では大正時代から路面標示が設置され始め、戦後に全国統一の様式が定められている。そして、国内の道路交通情勢の変化や技術進歩に伴って路面標示に改良が加えられ、現在に至る。

## 概要

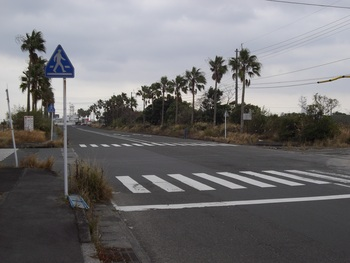
道路標識などと有機的に設置される（横断歩道の例）

路面標示は道路交通に対して必要な案内、誘導、警戒、規制、指示などを路面標示用塗料、道路鋲、石などによって行うものである。道路標識や交通信号機とともに有機的かつ補完的に設置される交通安全施設という位置付けである。安価ではありながらも、交通の流れを整え、運転者の注意を適切な場所に集中させる能力が大きく、交通の安全と円滑の寄与には非常に有効である。
路面標示は大別して道路標示と区画線から構成され、道路標示は都道府県公安委員会が、区画線は道路管理者が設置することになっている。道路標示はさらに規制標示と指示標示に分かれ、規制標示は特定の通行方法を制限または指定する目的で設置され、「転回禁止」「最高速度」など29種類ある。指示標示は特定の通行方法ができることや、その区間・場所の道路交通法上の意味、通行すべき道路の部分などを示す目的で設置され、「横断歩道」「停止線」など15種類ある。区画線は道路の構造の保全や交通の流れを適切に誘導する目的で設置され、「車道中央線」「車道外側線」など8種類ある。
道路標示は道路標識との関係が深く、道路標示と道路標識をセットで設置するものがある。この道路標示と区画線では意味等が全く同じもの、または類似した形態のものがある。そのため、道路交通法第2条第2項により一部の区画線は道路標示とみなすようになっている。色彩は区画線は白色のみ、道路標示は白色と黄色が用いられる。
道路標示・区画線のいずれにも分類されないものを法定外の標示としている。また、NEXCO（旧：日本道路公団）関係では路面標示を「レーンマーク」と称する。

## 法律上の扱い
路面標示の根拠は道路法や道路交通法である。道路法に基づいて区画線を、道路交通法に基いて道路標示（規制標示・指示標示）を設置するよう規定されている。また、道路管理者は区画線を設置し、都道府県公安委員会は道路標示を設置する。区画線と道路標示の法律上の根拠となる条文を以下に引用する。
様式や設置者の区分、設置位置などの項目が道路標識、区画線及び道路標示に関する命令（以下、標識令）によって定められている。以下の条文に基づき、内閣府令・国土交通省令として標識令が定められている。
ただし、道路状況によって様式を変えることが認められているため、更新のための時間・費用を削減する目的で標識令とは異なる寸法の標示を設置している地域もある。
道路標識・道路標示が設置されていない限り、道路交通法による法定の規制に従って道路を通行すればよい。このことを「標識標示主義」という。言い換えれば、法定の規制は道路標識・道路標示が無い場所ではじめて成り立つ。
設置されている道路標示が不適切であることが判明した場合、道路交通法違反の取締が取り消されることがある。また、勝手に標示を引くことは禁止されており、道路交通法違反として扱われる。

## 路面標示の種類
以下の説明において、「（）」は標識令での番号を示す。

### 道路標示
規制標示・指示標示の具体的な様式は標識令別表第6で規定されている。

#### 規制標示
規制標示は特定の通行方法を制限または指定する目的で設置され、「転回禁止」（橙色で、Uターン矢印にX記号）・「最高速度」（橙色の数字）など全てで29種類ある。

規制標示の様式
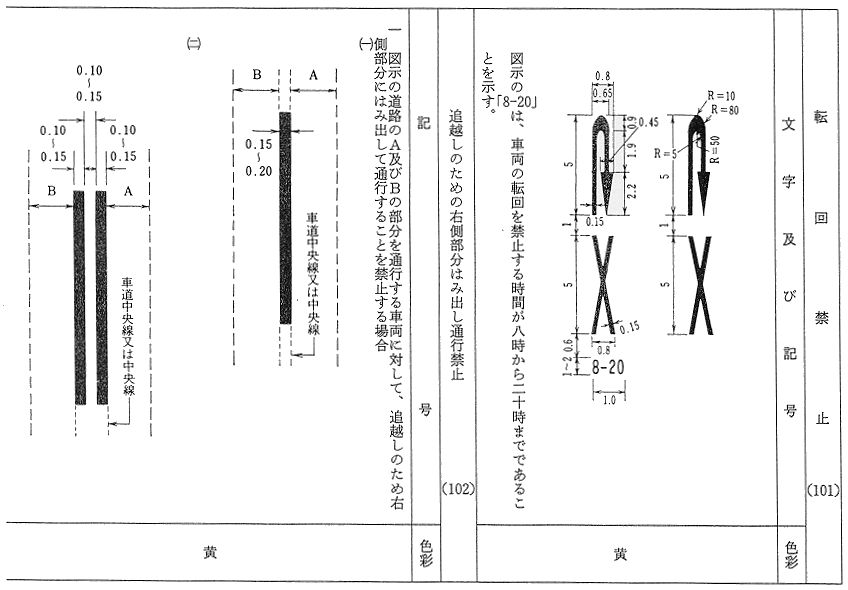
101 - 102
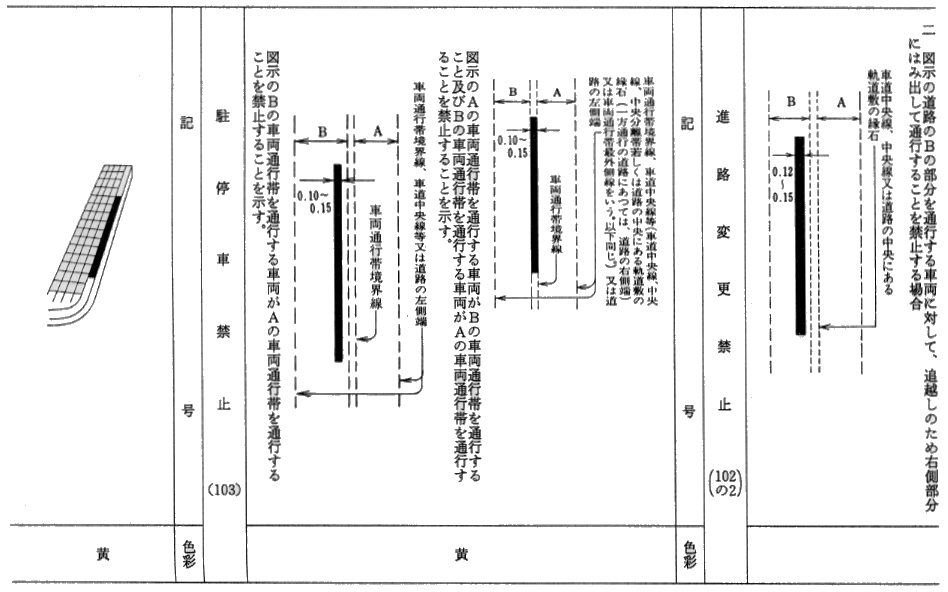
102 - 103
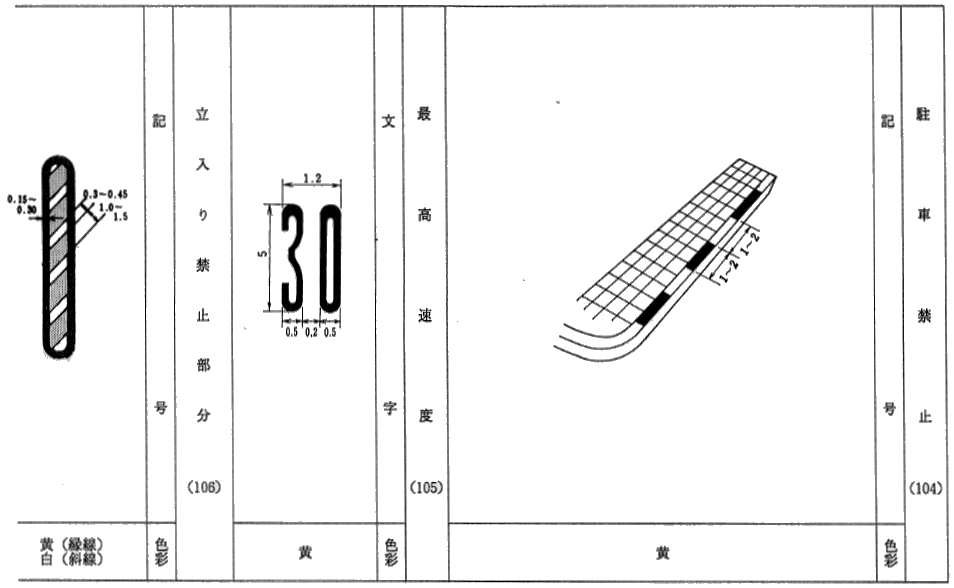
104 - 106
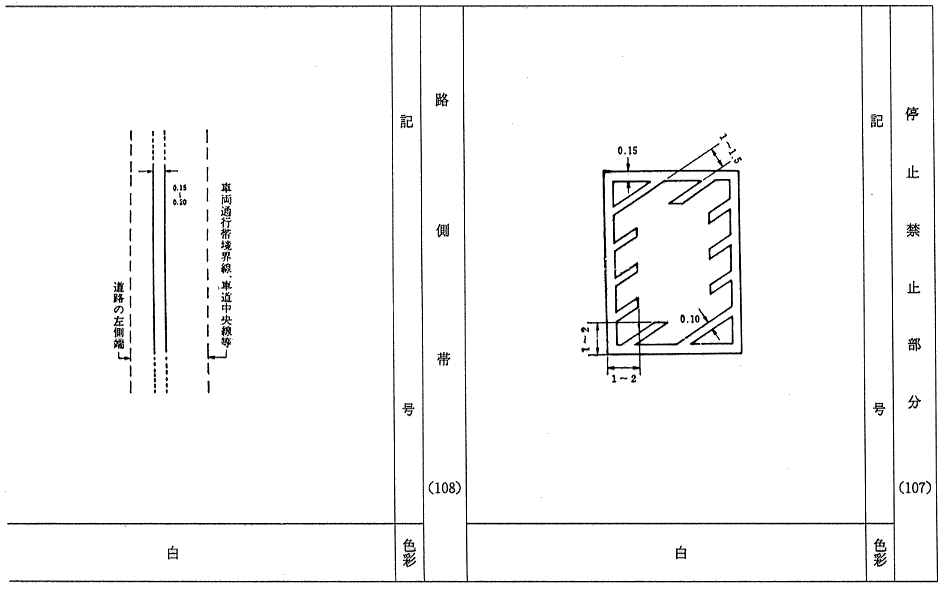
107 - 108
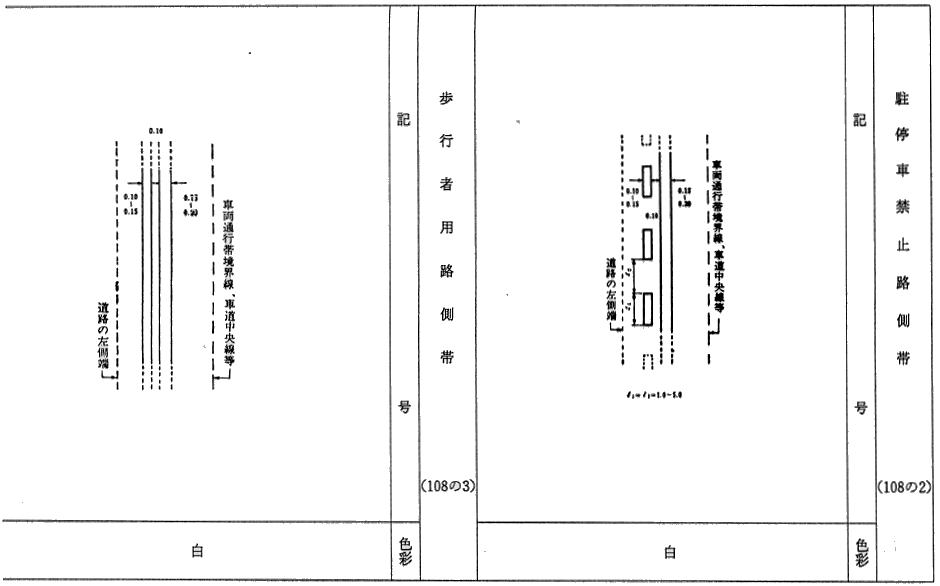
108の2 - 108の3
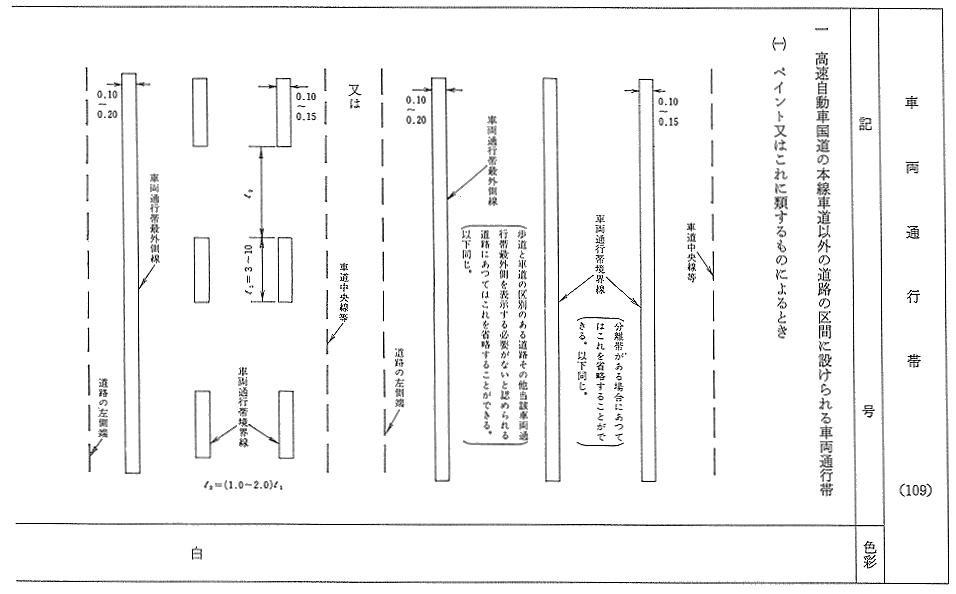
109（その1）
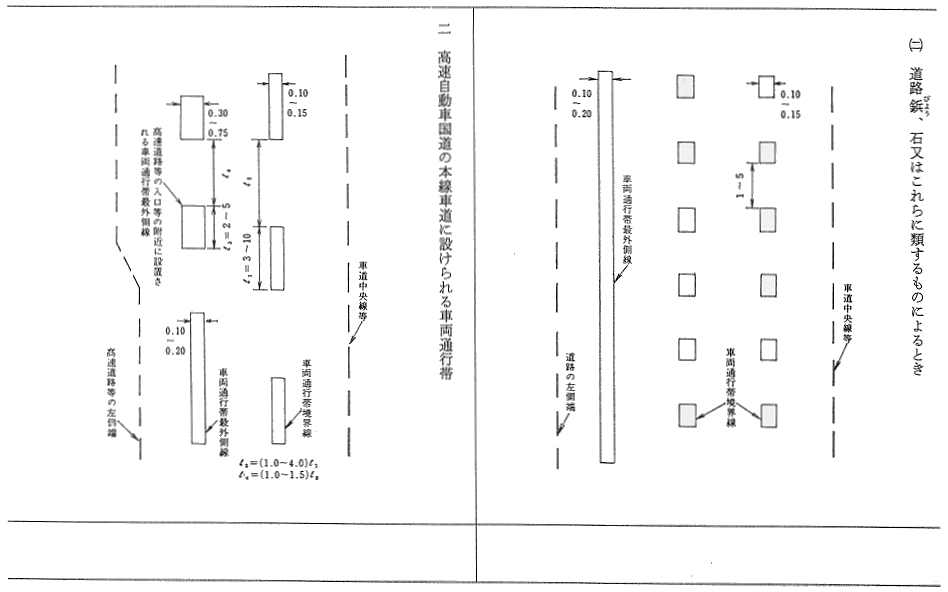
109（その2）
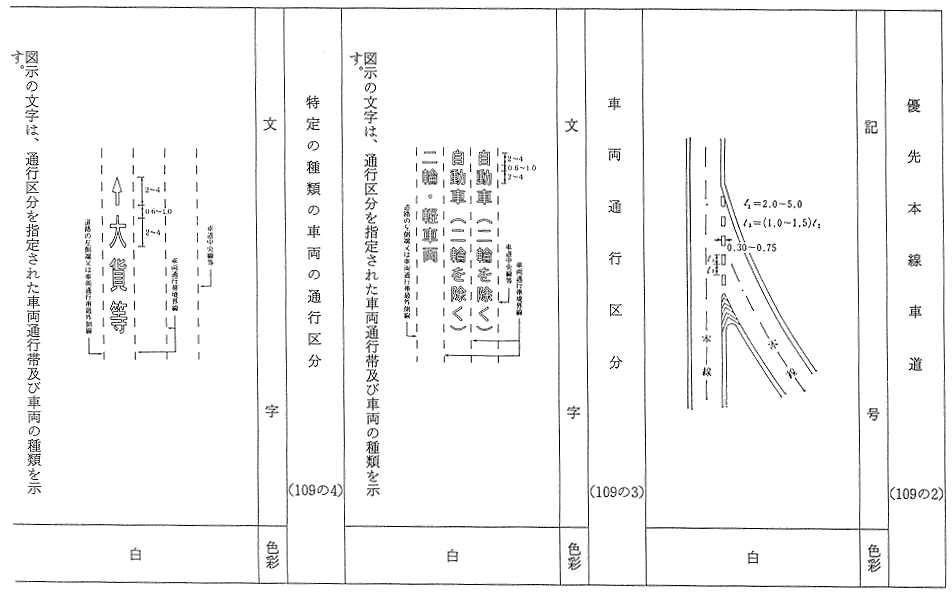
109の2 - 109の4
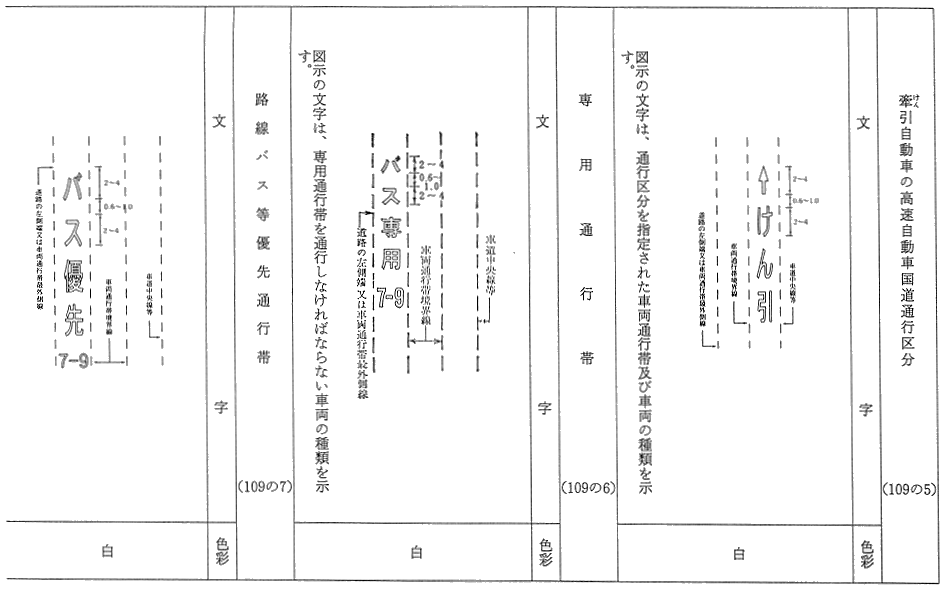
109の5 - 109の7
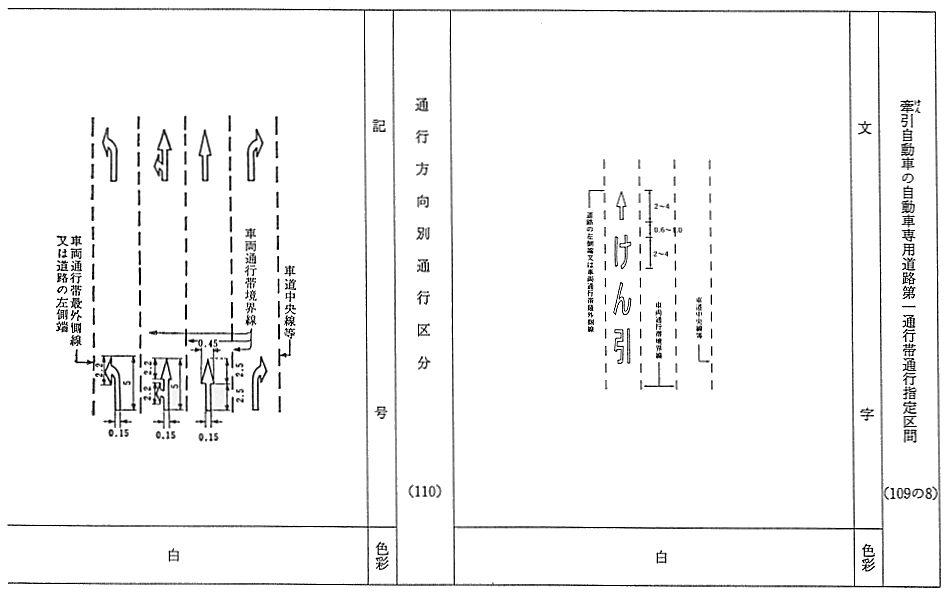
109の8 - 110
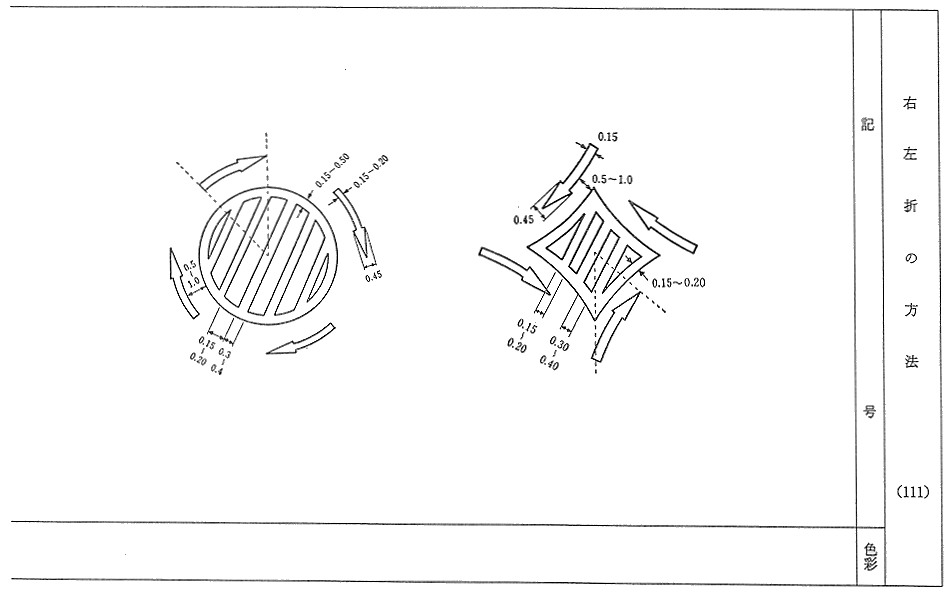
111（その1）
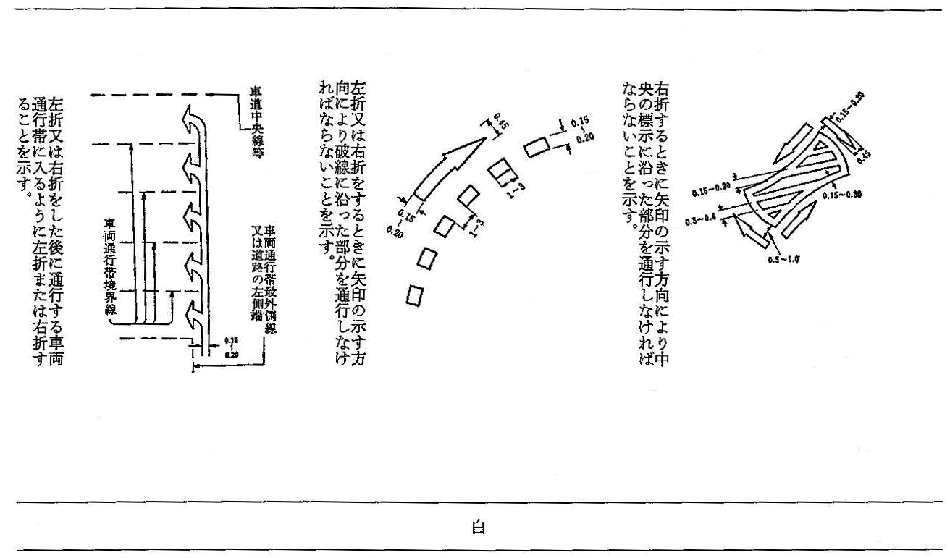
111（その2）
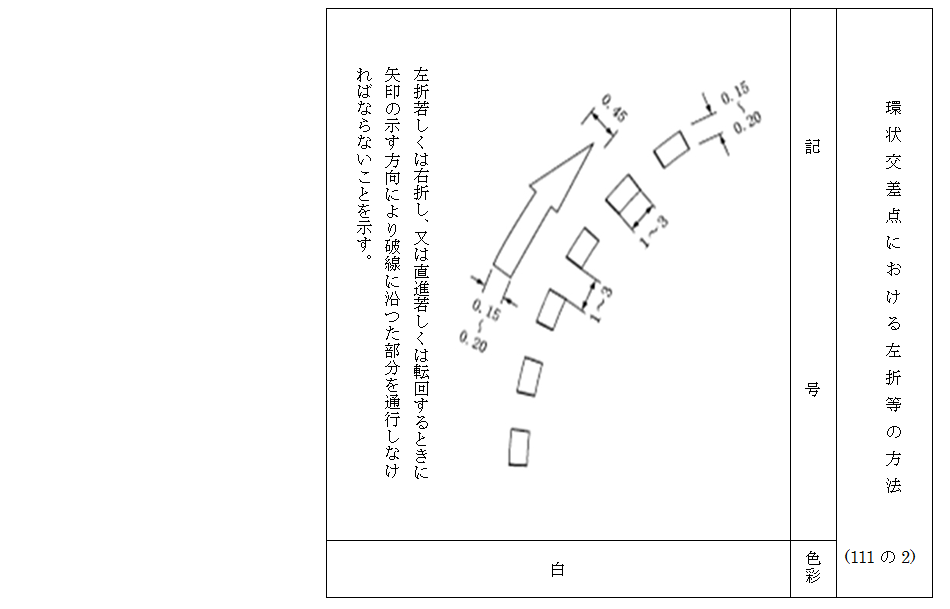
111の2
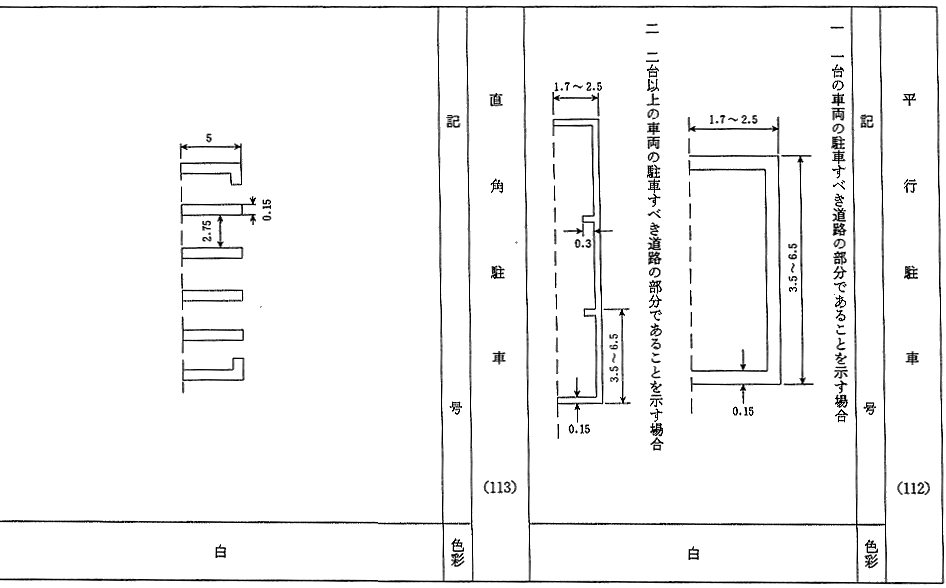
112 - 113
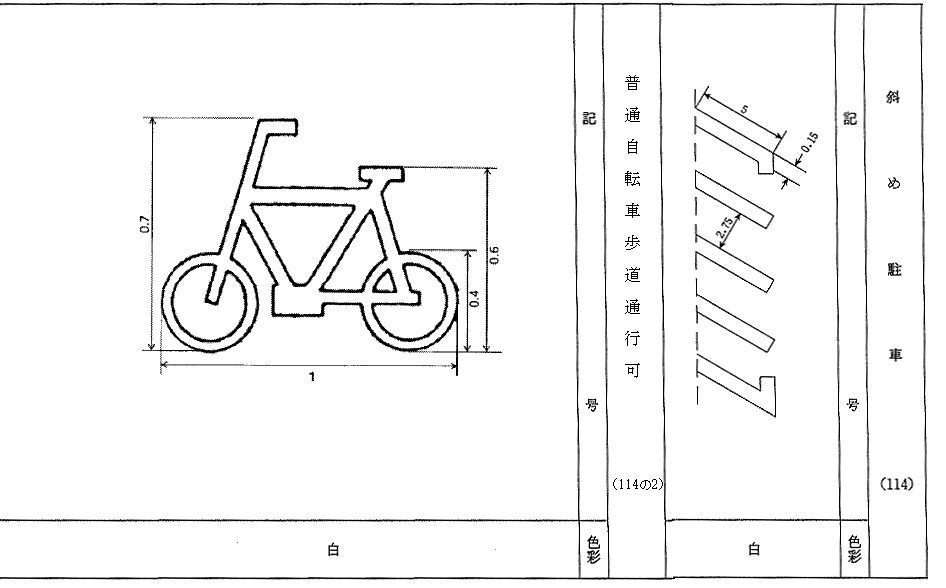
114 - 114の2
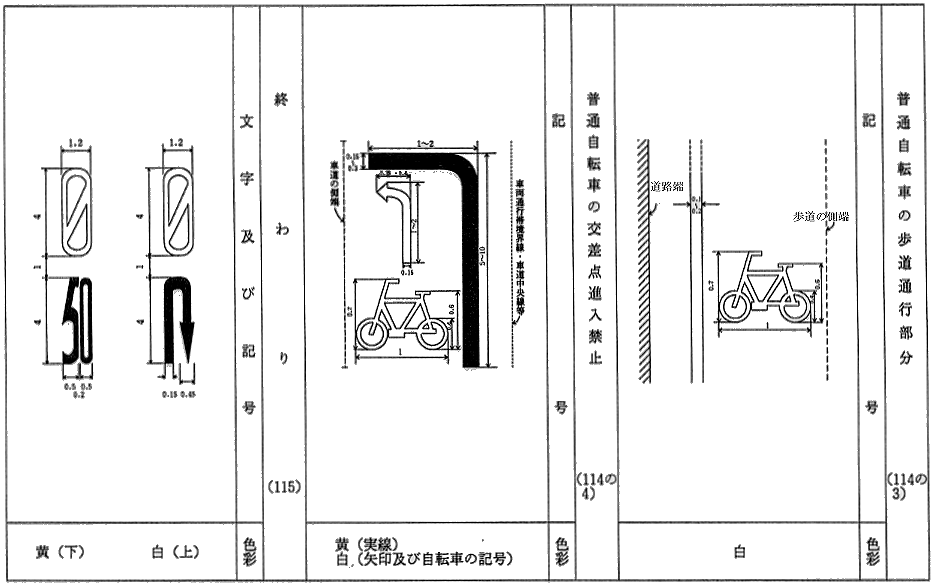
114の3 - 115

| 番号   | 名称                                             | 様式 | 備考 |
| ------ | ------------------------------------------------ | --- | --- |
| 101    | 転回禁止                                         | Uターン矢印とX記号の組み合わせで黄色で表示。時間で規制する場合は後尾に「8-20」などと表示する。 | 同名の道路標識に併せてこの道路標示を設置するものとする。また、橋梁やトンネル等にかかる場合やまたは特定の位置に他の道路標識が集中する場合は、同名の道路標識に代えてこの道路標示を設置する。 |
| 102    | 追越しのための右側部分はみ出し通行禁止           | 橙色の実線（幅は15 - 20 cm）。片方向の車両に向けてのみ規制を実施する場合は中央線に沿って設ける。                                                                                                   | 略して「はみ禁」「はみ出し禁止」とも。車両が追越しのために右側部分にはみ出すことを禁じて、交通の危険を防ぐ。原則として道路標示による規制であり、同名の道路標識は規制の始点・終点を除いて原則として設置しない。この道路標示を特に強調したい場合は2本線のものを用いることができるほか、道路鋲の設置・道路標示のワイド化や高輝度化を検討するのが望ましい。高速自動車国道等での非分離2車線区間においては、簡易中央分離施設を設けるよう努めなければならない。 |
| 102の2 | 進路変更禁止                                     | 車線（車両通行帯）の境界部に橙色の実線（幅は10 - 15 cm）。片側の車線のみを対象として規制を設置する場合は車線境界線に沿って設置する。                                                               | 車両通行帯を通行している車両がこの標示を越えて進路を変えることを禁止することを示す。進行方向別通行区分が行われている交差点や横断歩道の手前、カーブ・急勾配・トンネル等で進路変更が危険な場所などで実施される。交差点手前で実施する場合はおおむね30 mの規制とする。一方の車両通行帯のみから進路の変更を禁ずる場合は車両通行帯境界線と併用する。 |
| 103    | 駐停車禁止                                       | 縁石の上に橙色の実線。必要に応じて縁石の側面にも標示できる。 | 停車及び駐車を禁止する。設置方法や設置基準は（104）駐車禁止に準じる。ただし、駐車禁止の区間に法定駐停車禁止の区間が現れる場合はこの道路標示を設置する。 |
| 104    | 駐車禁止                                         | 縁石の上に橙色の破線（1 - 2 mごとに空白と実線を繰り返す）。必要に応じて縁石の側面にも標示できる。                                                                                                  | 車両の駐車を禁止する。歩車道の区別がある道路の区間で、駐車禁止の規制を実施する場合は原則としてこの道路標示を設置しなければならない。ただし、駐車禁止の規制を日または時間を限定して実施する場合はこの道路標示を設置しない。 |
| 105    | 最高速度                                         | 最高速度として指定する速度の数字を橙色で図示（縦5.0 m、横1.2 m） | 道路標識に代替・補助の役割として設置される。 |
| 106    | 立入り禁止部分                                   | 立入り禁止とする部分の縁線部は橙色の実線（幅15 - 30 cm）として、内部は1.0 - 1.5 m間隔で斜線（斜線の幅は30 - 45 cm）。形状は様式通りの楕円状とは限らない。                                          | 車両の通行の用に供しない部分を指定し、車両の立入りを禁ずる。見通しの悪い曲線などによって車両の衝突を避ける場合、または車線数の増減などで車両の導流を図る場合に設置される。この道路標示は物理的・構造的に車両の立入りを防ぐことができない場合に限って実施され、真に必要である場合を除いて中央分離帯の代替として設置することは認められない。 |
| 107    | 停止禁止部分                                     | 停止禁止とする部分の周囲を白色の実線（幅15 cm）として、内部は1.0 - 1.5 m間隔で斜線（斜線の幅は10 cm）                                                                                              | 標示されている部分の上で停止してはならないことを示す。緊急自動車やバスの出入口付近に設置されるほか、交通整理の行われていない交差点や滞留車両が踏切に及ぶ可能性があって特に必要な場所でも設置される。 |
| 108    | 路側帯                                           | 路側帯と車道の境界に白色の実線（幅は15 - 20 cm） | 標識令第7条により、歩道が設けられていない道路または道路の歩道が設けられていない側の車道外側線が路側帯とみなされる。路側帯の設置によって歩道が無い場合の歩行者や軽車両の通行場所を確保する目的で設置される。原則として1.5 m以上の幅員を確保し、やむ得ない場合のみ0.5 m以上とする。 |
| 108の2 | 駐停車禁止路側帯                                 | （108）路側帯の白色の実線に追加して道路左側に白色の破線（幅は10 - 15 cm、破線の長さおよび設置間隔は1 - 3 m）                                                                                       | この路側帯によって、車両（軽車両を除く）の通行に加え駐停車も禁止される。原則として1.5 m以上の幅員を確保し、やむ得ない場合のみ0.75 m以上とする。 |
| 108の3 | 歩行者用路側帯                                   | （108）路側帯の白色の実線に追加してもう1本の白色の実線（幅は、路側帯の路端寄りに新設する場合は10 cm、車道寄りに新設する場合は15 - 20 cm）                                                          | この路側帯は軽車両も通行・駐停車を禁じる。原則として1.0 m以上の幅員を確保し、やむ得ない場合のみ0.75 m以上とする。 |
| 109    | 車両通行帯                                       | この道路標示は「車両通行帯境界線」（白色の破線、必要に応じて実線）と「車両通行帯最外側線」（白色の実線）に分かれる。                                                                               | 車線を規定し、交通流の整序化を図る。区画線の（102）車線境界線は車両通行帯境界線、（103）車道外側線は車両通行帯最外側線として取り扱うことができる。 |
| 109の2 | 優先本線車道                                     | 優先道路側の路端で合流部において白色の破線（幅は30 - 75 cm、延長2.0 - 5.0 mの白線を1.0 - 1.5 m間隔で設置）                                                                                         | 高速自動車国道等で本線車道が他の本線車道に合流する場合において、一方の本線車道が優先道路であることを明示するための標示。劣後側の道路には（211）前方優先道路を設置する。 |
| 109の3 | 車両通行区分                                     | 各車両通行帯に通行を指定する車両を文字で表記。 | 車両通行帯が設けられた道路で車両の通行区分を設ける。混合交通による交通事故や交通渋滞を防ぐ目的のほか、騒音や振動などの交通公害を防止する目的で規制が行われる場合もある。簡潔な標示をするため、「〇〇（〇〇を除く）」のような表記を行い、3種類以上の車両を列記してはならない。 |
| 109の4 | 特定の種類の車両の通行区分                       | 特定の車両通行帯に通行を指定する車両を文字で表記し、その後方に矢印（いずれも白色） | 車両通行帯が設けられた道路で、特定の車両が走行すべき車両通行帯を指定する。一般道路では混合交通による交通事故や交通渋滞を防ぐ目的のほか、騒音や振動などの交通公害を防止する目的で規制が行われる場合もある。高速自動車国道等では原則として大型貨物自動車等の第一通行帯への指定に限定される。 |
| 109の5 | 牽引自動車の高速自動車国道通行区分               | 指定する車両通行帯に「けん引」と表記し、その奥側に矢印（いずれも白色） | 重被牽引車を牽引している牽引自動車が走行すべき車両通行帯を指定する。道路交通の安全・円滑を図るとともに、騒音や振動などの交通公害を防ぐ目的で規制される。 |
| 109の6 | 専用通行帯                                       | 専用通行帯を通行しなければならない車両の種類を白色文字で表示する。文字の手前に規制適用時間を「7-9」のように表示する。                                                                              | 特定の車両が通行しなければならない車両通行帯を指定し、かつ特定の車両以外の車両をその車両通行帯から排除する。原則として第1通行帯が指定される。 |
| 109の7 | 路線バス等優先通行帯                             | 「専用通行帯」と同様（文字は「バス優先」）。「優先」と「専用」を時間帯に分けて実施する場合は文字を並べることで実施する（なお、このときは道路標識は可変標識を用いる）。                             | 路線バス等以外の自動車に対して、後方から路線バス等が来て正常な運行に影響を及ぼしそうな場合は当該の車両通行帯から外に出なければならない（混雑によって外に出られなくなるおそれがある場合は当該の車両通行帯を走行してはならない）。原則として第1通行帯を指定する。ただし、道路中央側（一方通行の道路では道路右側）にバス停がある場合などはこの限りではない。                                                                                                |
| 109の8 | 牽引自動車の自動車専用道路第一通行帯通行指定区間 | 第一通行帯に「けん引」と表記し、その奥側に矢印（いずれも白色） | 車両通行帯が設けられた自動車専用道路の本線車道で、重被牽引車を牽引している牽引自動車が第一通行帯を走行しなければならないことを示す。 |
| 110    | 進行方向別通行区分                               | 各車両通行帯に進行方向の矢印 | 車両通行帯の設けられている道路で、車両が交差点で進行する方向に関して通行の区分を設けて交通流の整序化を図る。規制区間は交差点の手前30 - 50 mを基準とする。交通量が著しく多く道路標示が読み取れないおそれがある場合などは同名の道路標識を併設する。なお、道路の状況によって特に必要がある場合は、破線による予告標示を設けることができる。 |
| 111    | 右左折の方法                                     | 「左右内小回り」、「右折小回り」、「右折内小回り及び右折外小回り」、矢印の方向に破線に沿って誘導するもの、左折または右折した後に入るべき車両通行帯を矢印で表示するものに分けられる（いずれも白色） | 車両が交差点で右左折時に通行すべき部分を指定する。ただし、二段階右折しなければならない原付はこの道路標示に従わない。交差点の形状・交通の状況に応じて様式を使い分け、変形して用いる。 |
| 111の2 | 環状交差点における左折等の方法                   | 幅15 - 20 cmの破線（実線と間隔が交互に1 - 3 mずつ）と矢印（いずれも白色）。車両はこの標示の破線に沿って通行する                                                                                    | 環状交差点に必ず設置しなければならないものではなく、法に規定された通りに通行した場合に交通の安全・円滑を害する場合に車両を誘導するために設置される。 |
| 112    | 平行駐車                                         | 道路延長方向に沿って3.5 - 6.5 m、道路横断方向に1.7 - 2.5 mの区域を幅15 cmの白色実線で区切る | 車両は駐車時に道路側端に設けられた道路標示に従って駐車しなければならない。非舗装道路等で道路標示の設置が困難な場合は必要に応じて道路標識を設置しなければならない。 |
| 113    | 直角駐車                                         | 道路延長方向に沿って2.75 m、道路横断方向に5.0 mの区域を幅15 cmの白色実線で区切る | 車両は駐車時に道路側端に設けられた道路標示に従って駐車しなければならない。非舗装道路等で道路標示の設置が困難な場合は必要に応じて道路標識を設置しなければならない。 |
| 114    | 斜め駐車                                         | （113）直角駐車を斜めに設置 | 車両は駐車時に道路側端に設けられた道路標示に従って駐車しなければならない。非舗装道路等で道路標示の設置が困難な場合は必要に応じて道路標識を設置しなければならない。 |
| 114の2 | 普通自転車歩道通行可                             | 縦0.7 m、横1.0 mの自転車の記号 | 普通自転車が歩道を通行できることを示すものであり、この規制を強調する場合は（325の3）自転車及び歩行者専用を設置する。 |
| 114の3 | 普通自転車の歩道通行部分                         | 縦0.7 m、横1.0 mの自転車の記号を設置し、通行すべき歩道の部分との境界に白色の実線（幅10 -20 cm） | 普通自転車が通行すべき歩道の部分を指定する。歩道の車道寄りを指定し、通行部分の幅員は1.5 m以上を確保すること。横断歩道やバス停などの近くで歩行者が滞留する部分には設けない。この規制を強調する場合は（325の3）自転車及び歩行者専用を設置する。 |
| 114の4 | 普通自転車の交差点進入禁止                       | 道路進行方向に向かって自転車の記号と歩道の方向を示す矢印を設置し、その右側に橙色の実線をL字型に設置                                                                                                | この標示を越えて普通自転車が交差点に進入することを防ぐ標示。当該交差点の大型自動車の交通量が多く、かつ普通自転車の歩道通行可が実施されている場合に限り導入される。 |
| 115    | 終わり                                           | 右上から左下にかけて斜線がある白色の円形。該当する交通規制の規制標示を手前に配置する | 交通規制が終了する地点にて、道路標識の設置に併せて設置される。この記号は単独では設置されない。 |

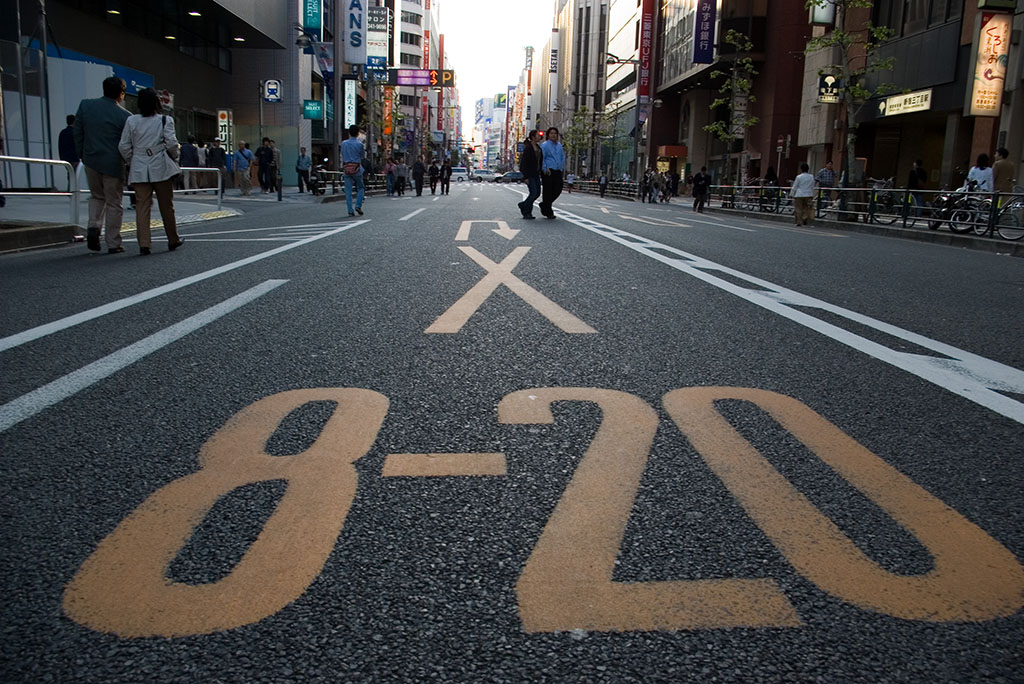
（101）転回禁止
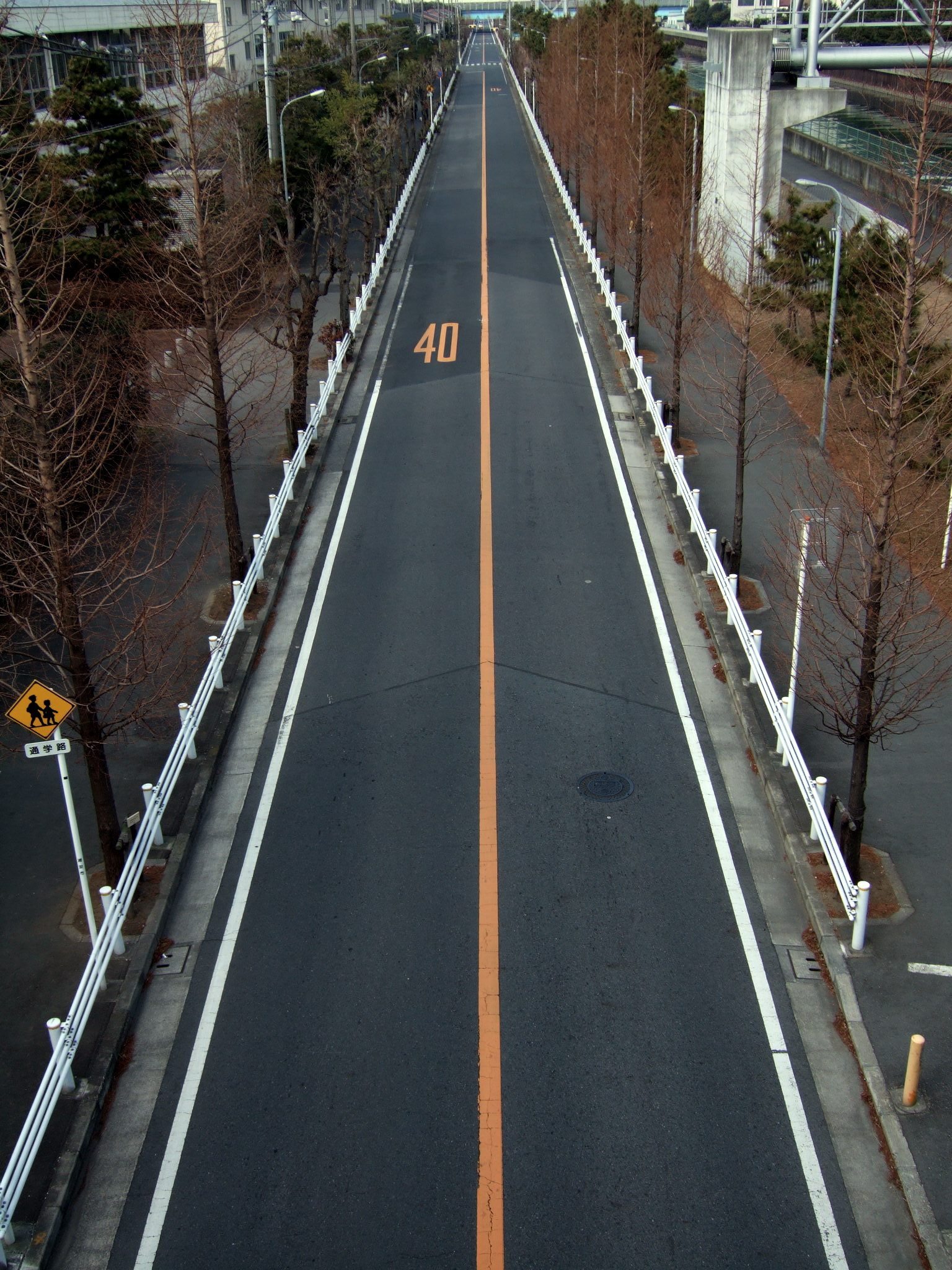
（102）追越しのための右側部分はみ出し通行禁止
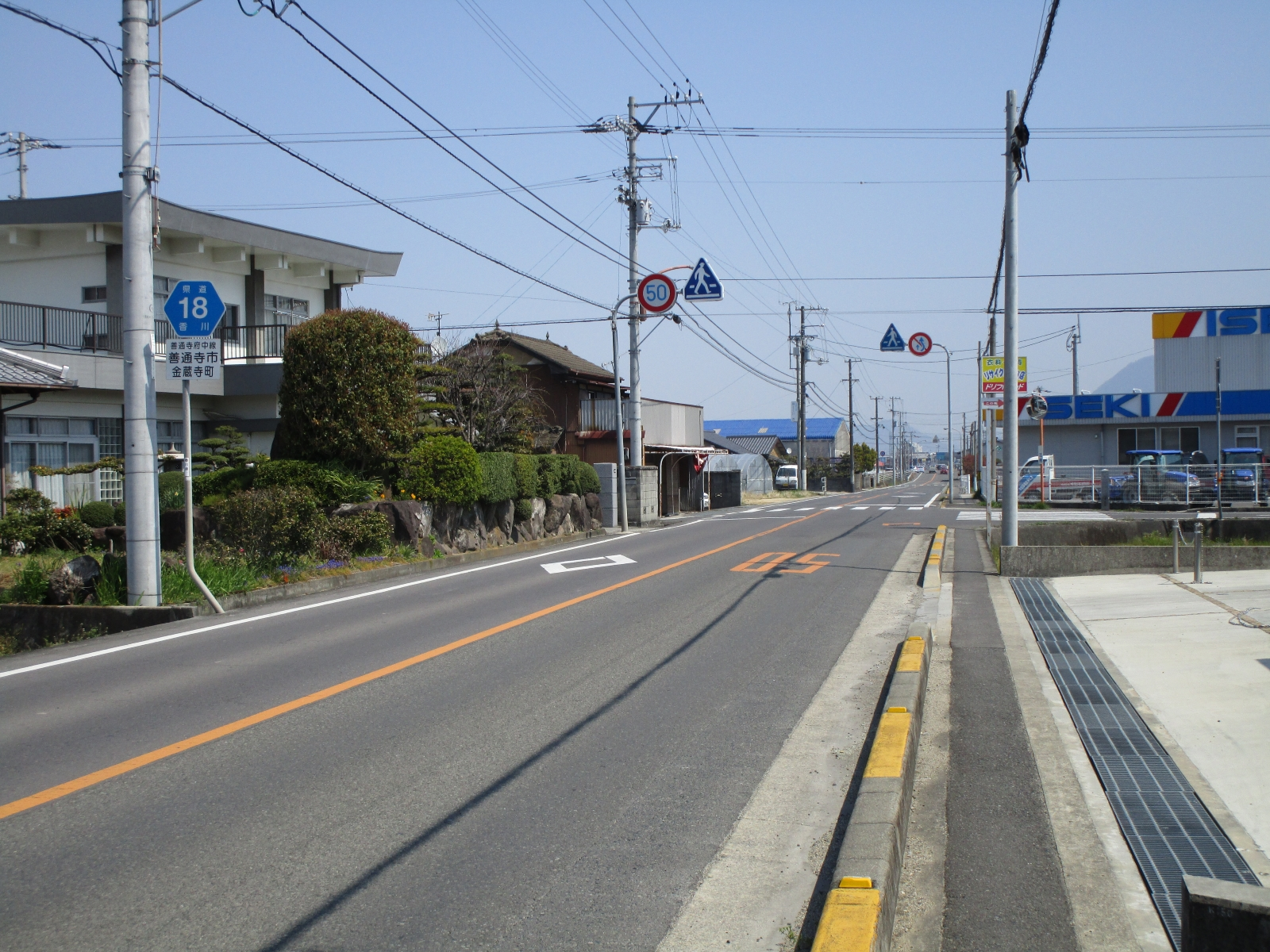
（104）駐車禁止が写真右側の縁石に設置されている
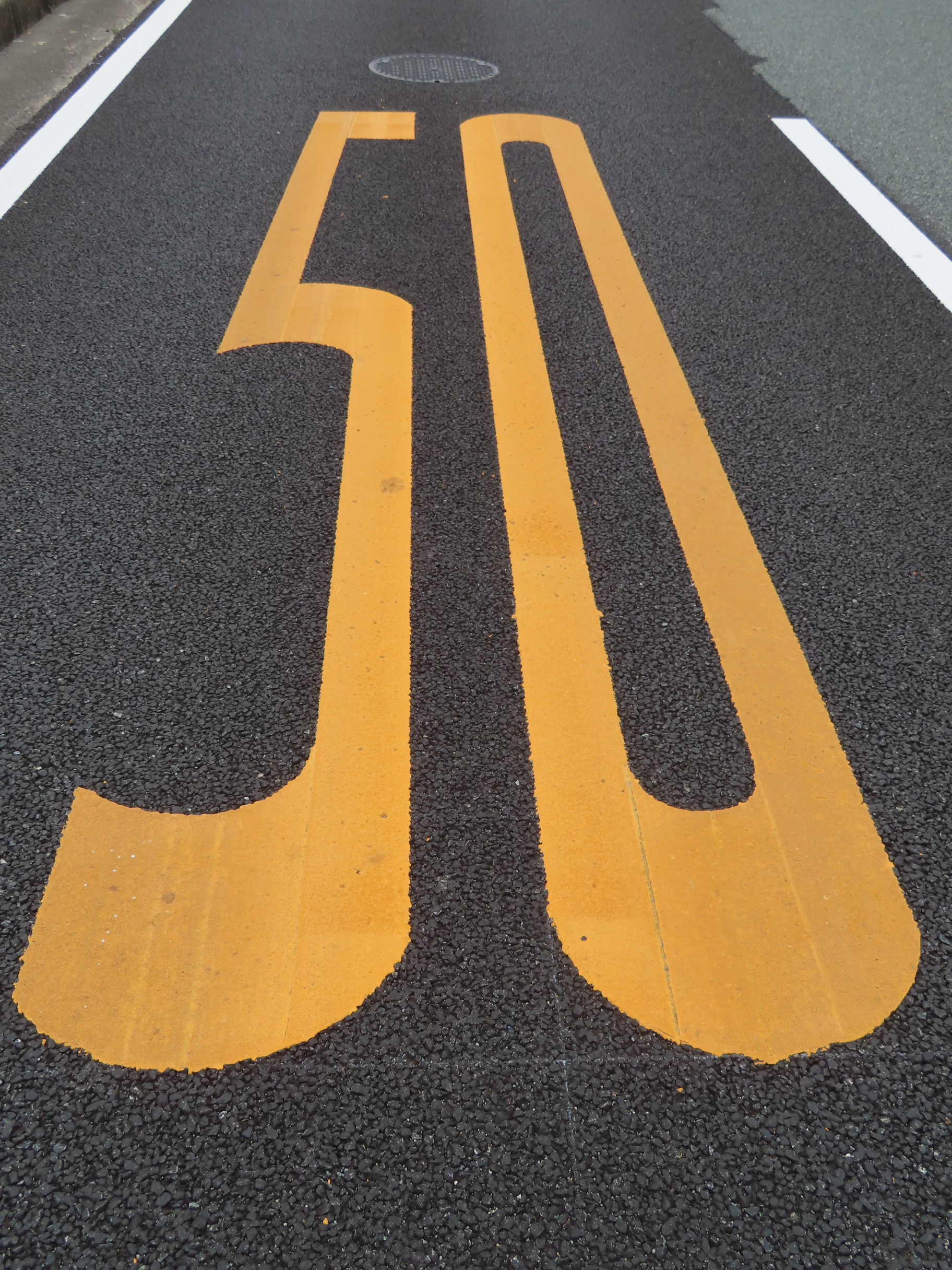
（105）最高速度
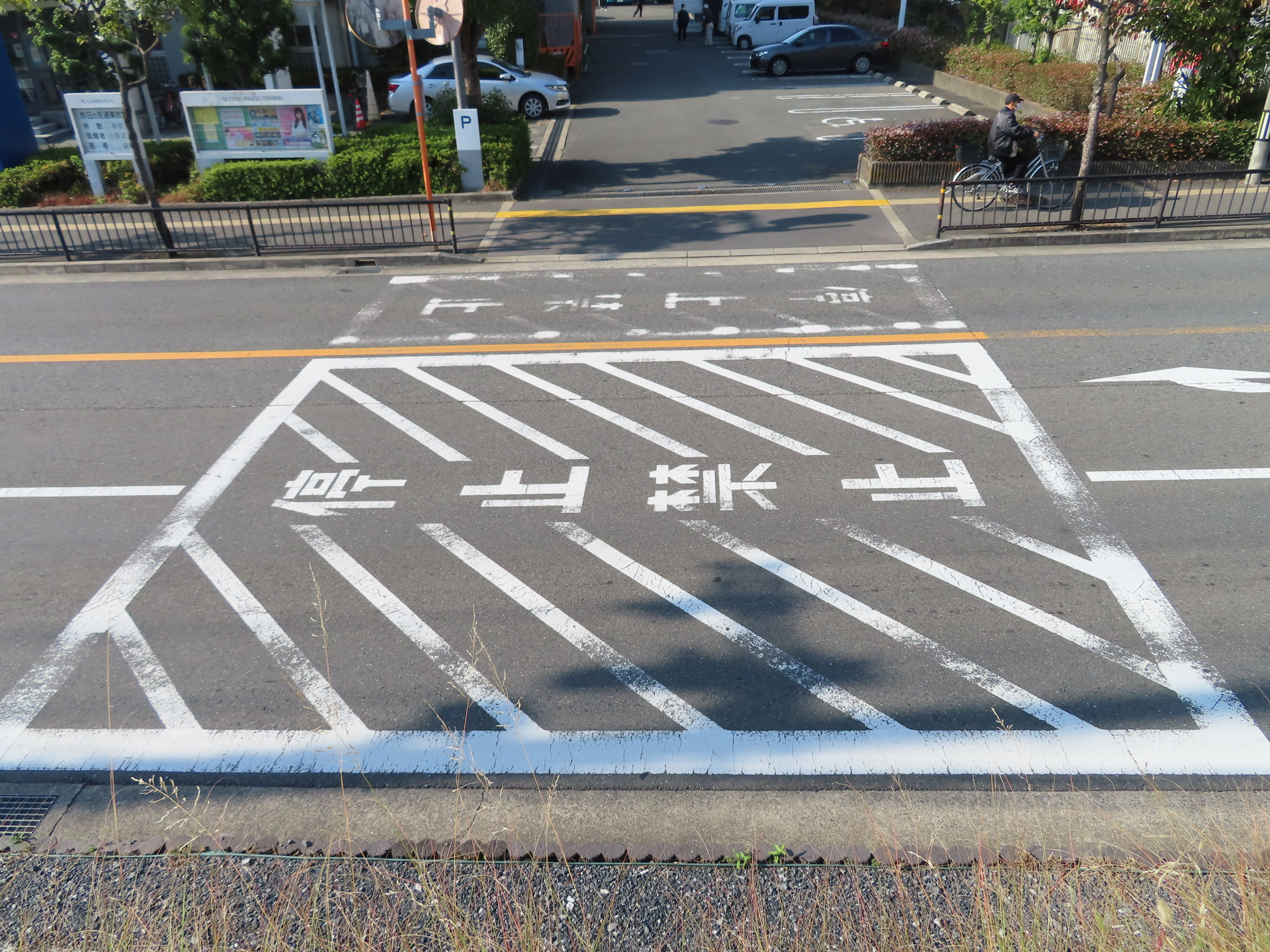
（107）停止禁止区域
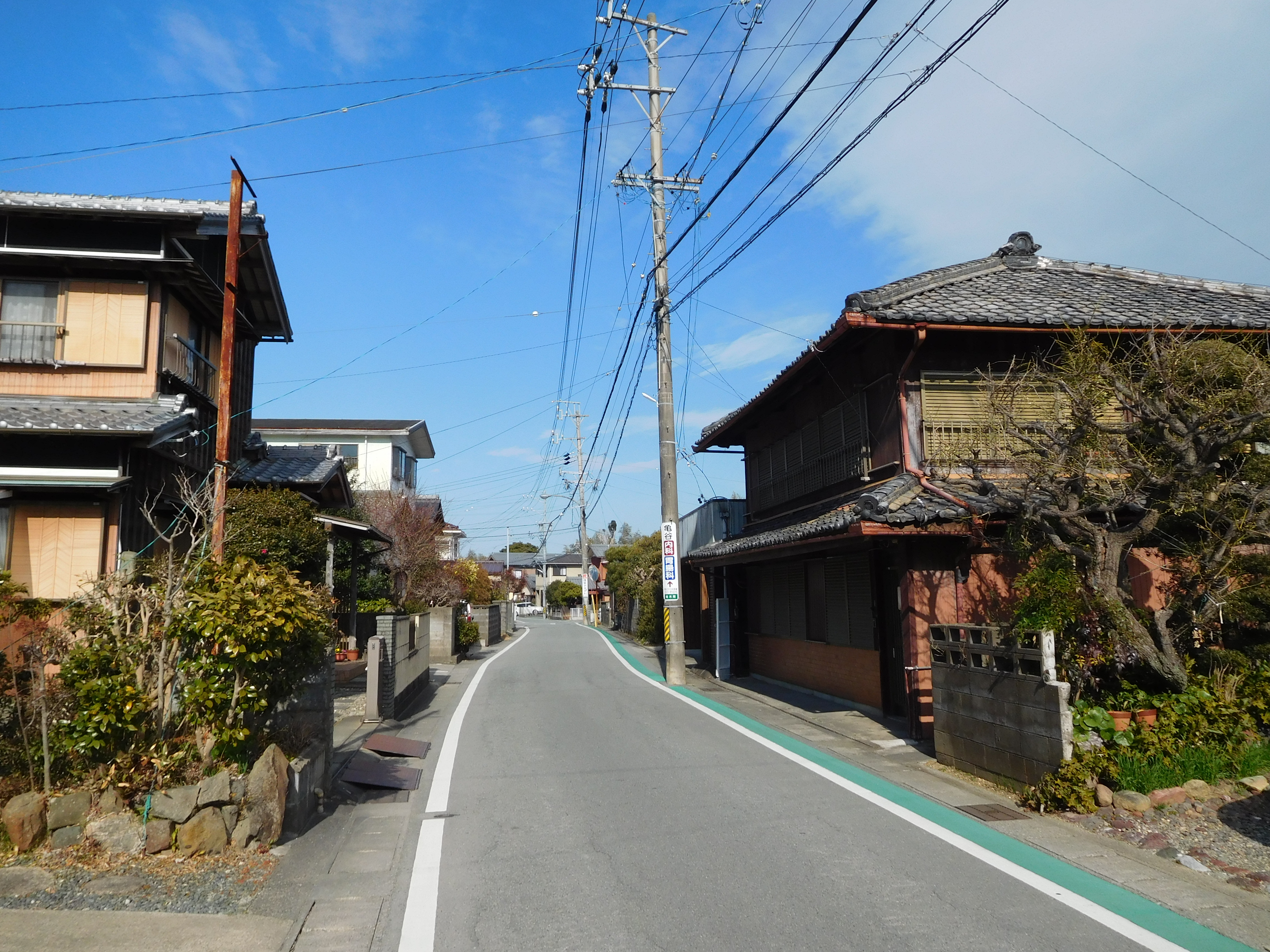
道路の両側に（108）路側帯が設置されている。路側帯を強調するため、右側には緑色のカラー舗装が施されている
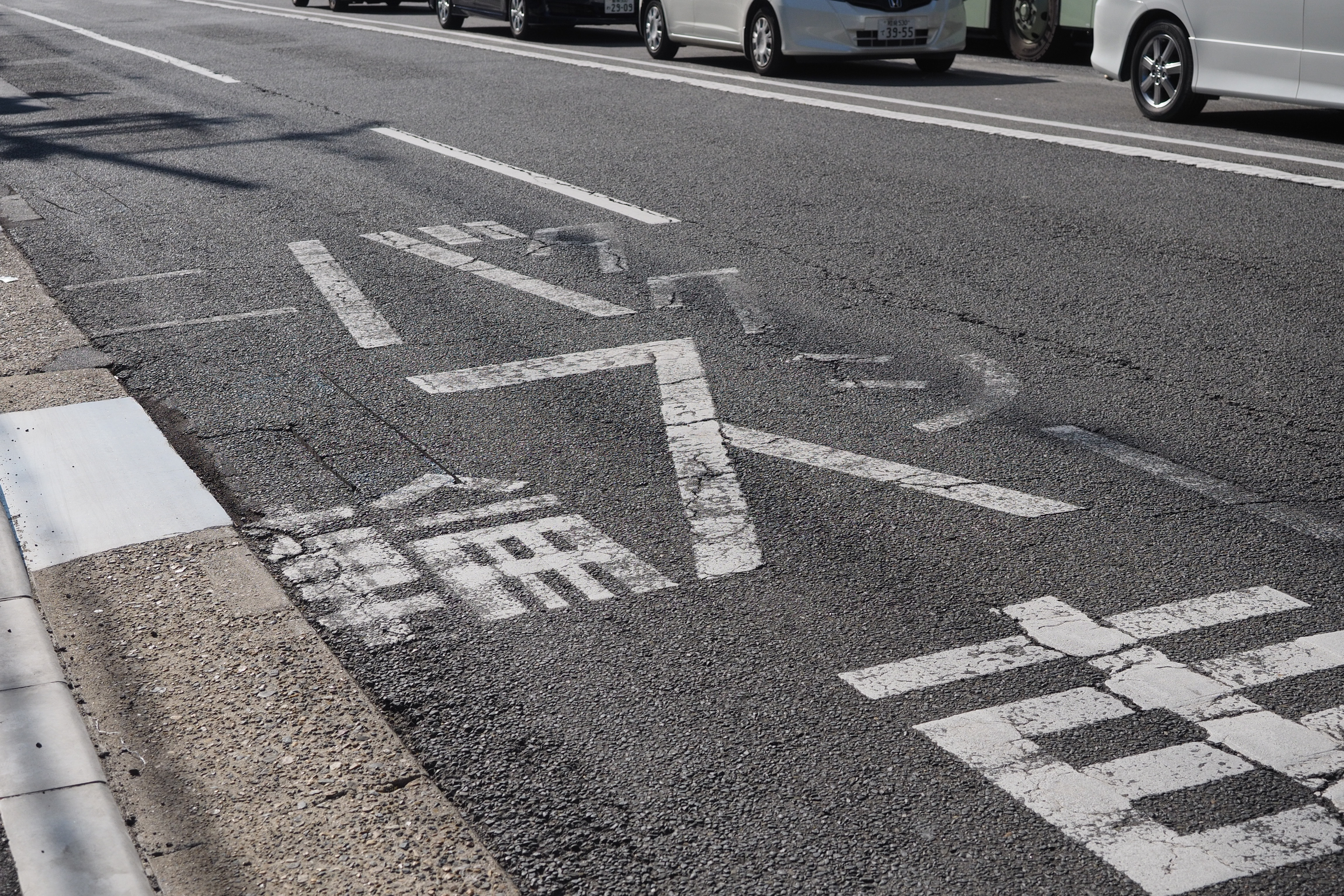
（109の6）専用通行帯
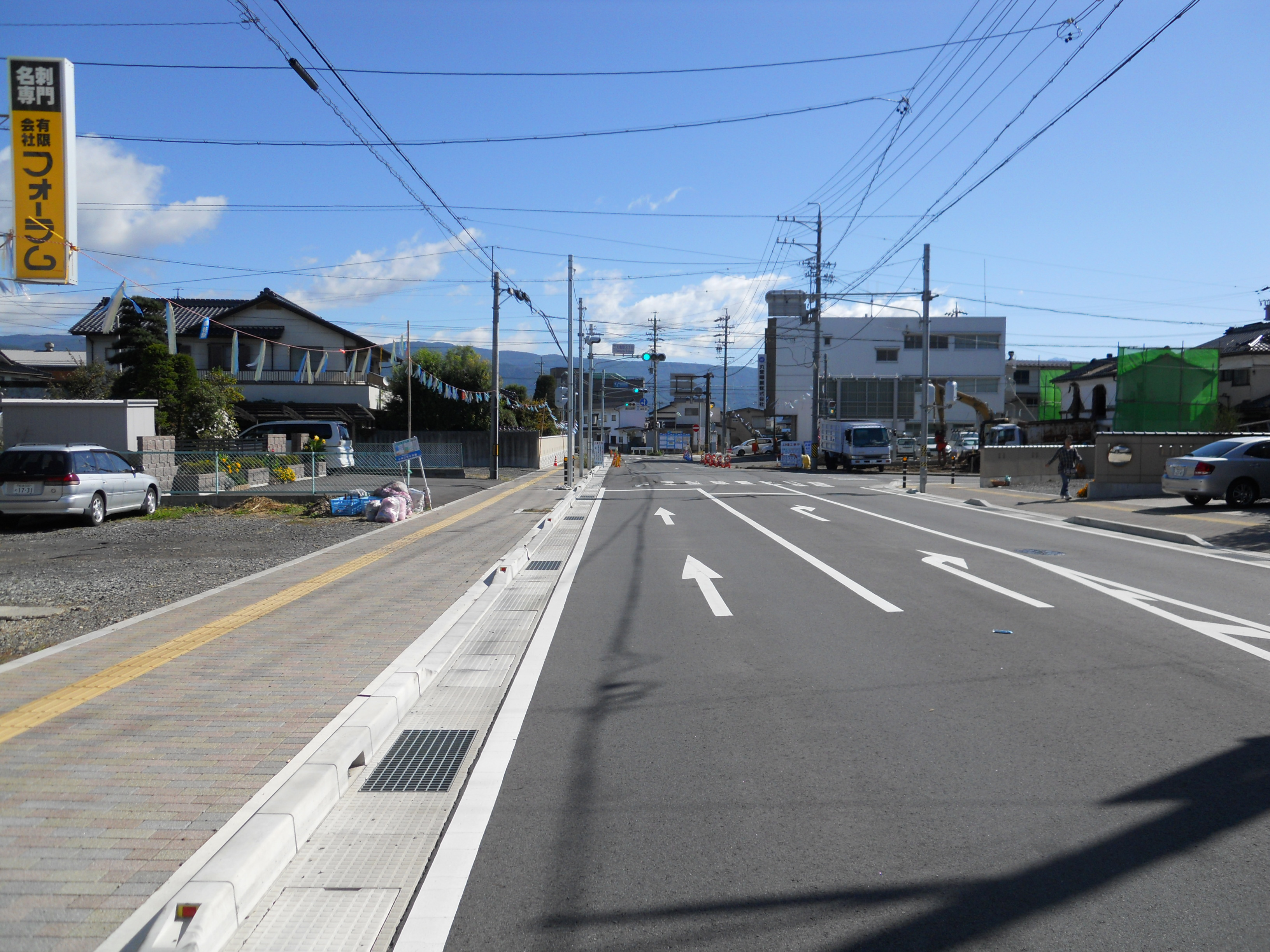
（110）進行方向別通行区分によって直進用車線と右折用車線に分離されている
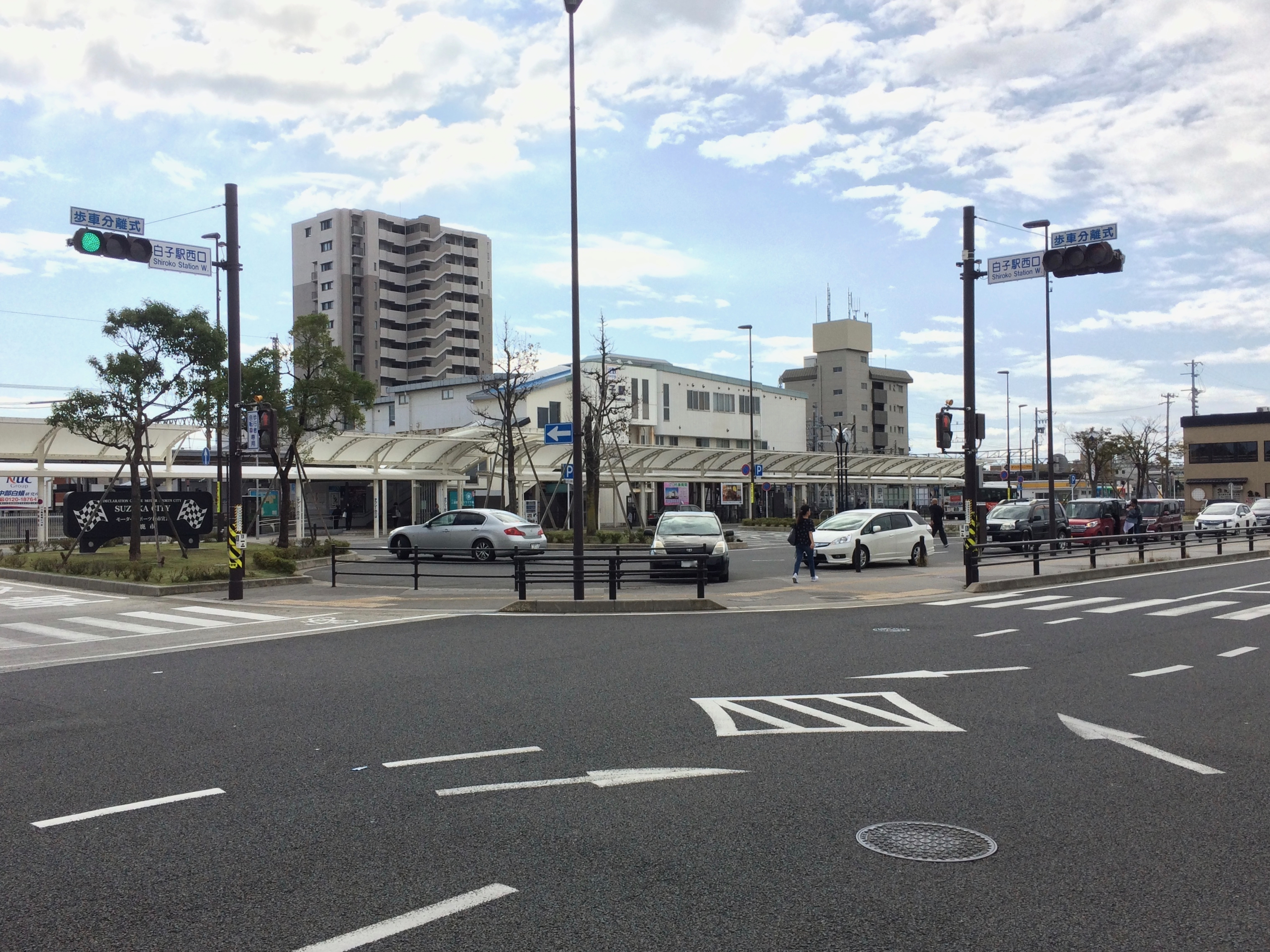
交差点中央に（111）右左折の方法の標示が設置されている
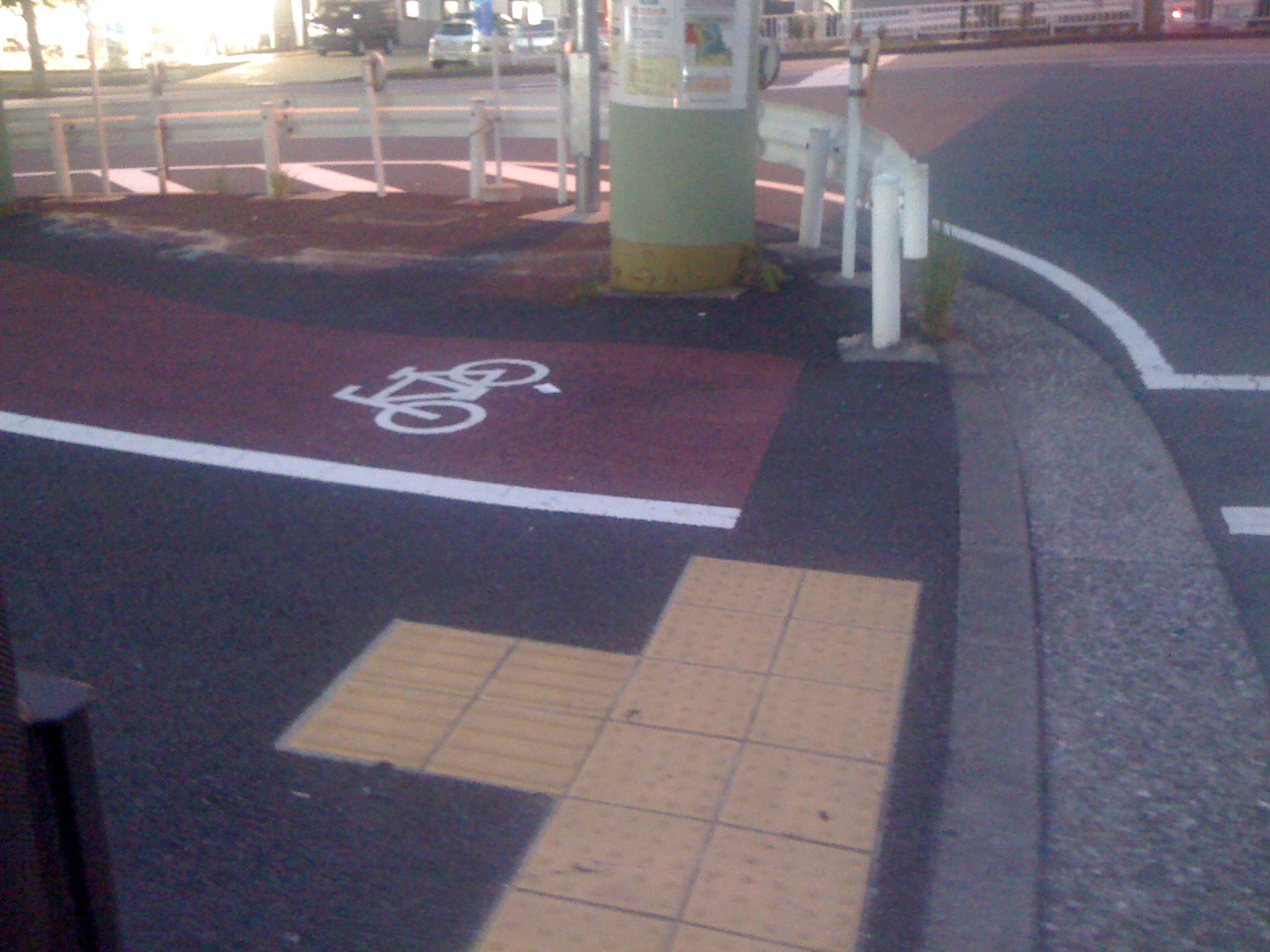
（114の3）普通自転車の歩道通行部分。標示の効果を高めるためカラー舗装が併用されている

#### 指示標示
指示標示は特定の通行方法ができることや、その区間・場所の道路交通法上の意味、通行すべき道路の部分などを示す目的で設置され、「横断歩道」（ゼブラ状の記号）・「停止線」（道路を横切る白線）など全てで15種類ある。

指示標示の様式
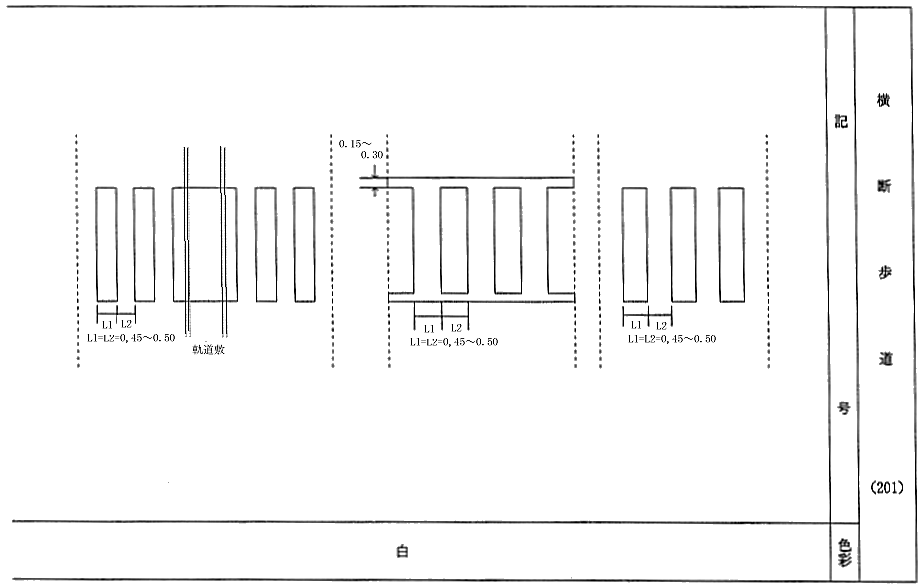
201（その1）
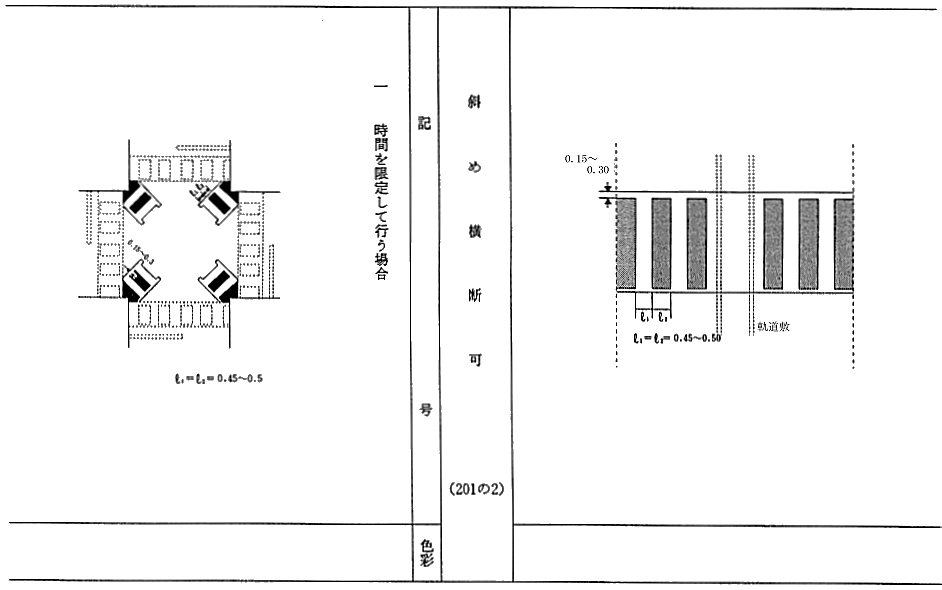
201（その2）・201の2（その1）
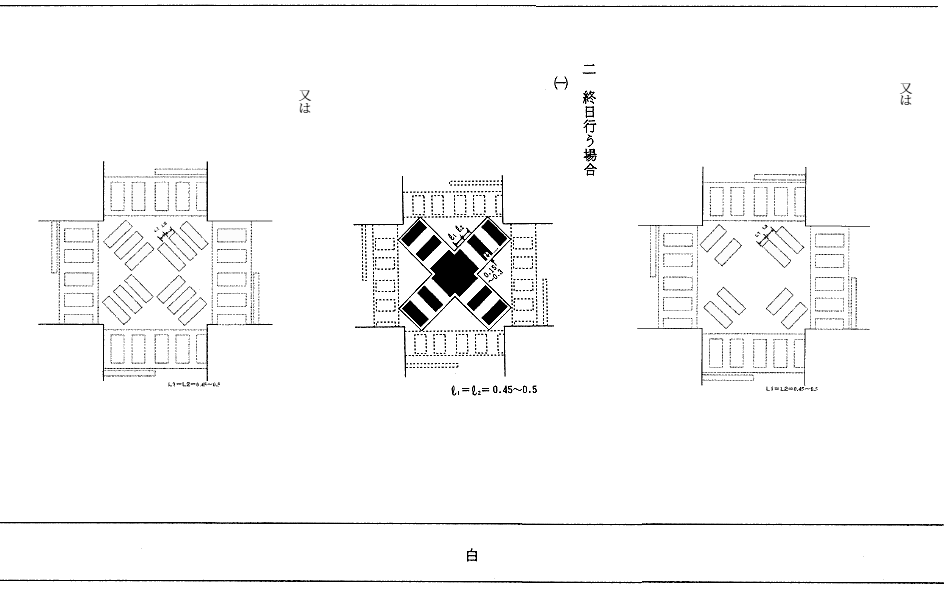
201の2（その2）
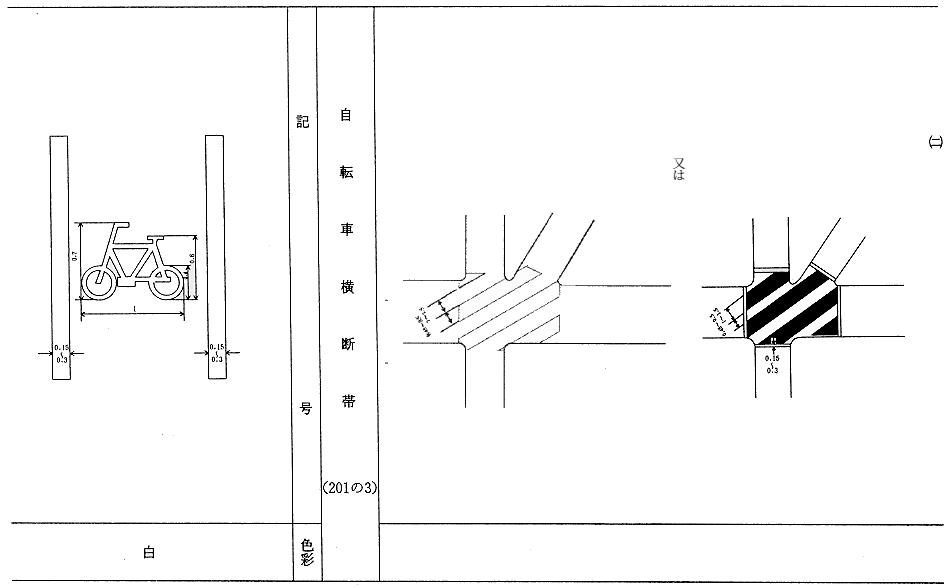
201の2（その3）- 201の3
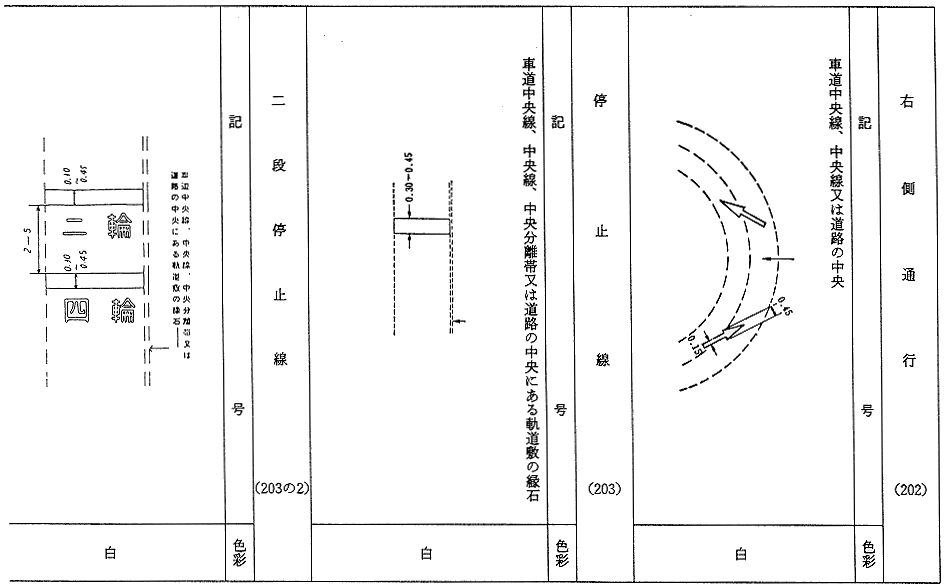
202 - 203の2
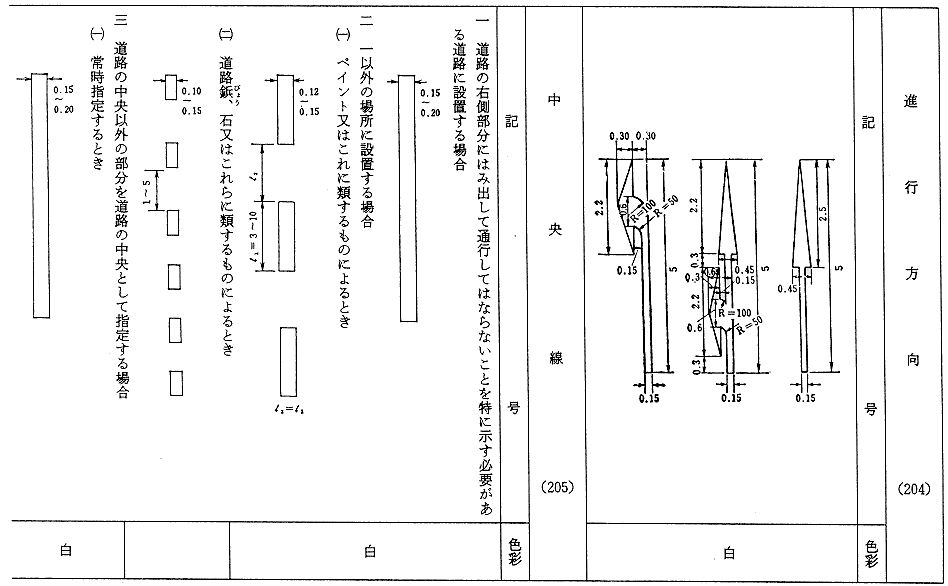
204 - 205（その1）
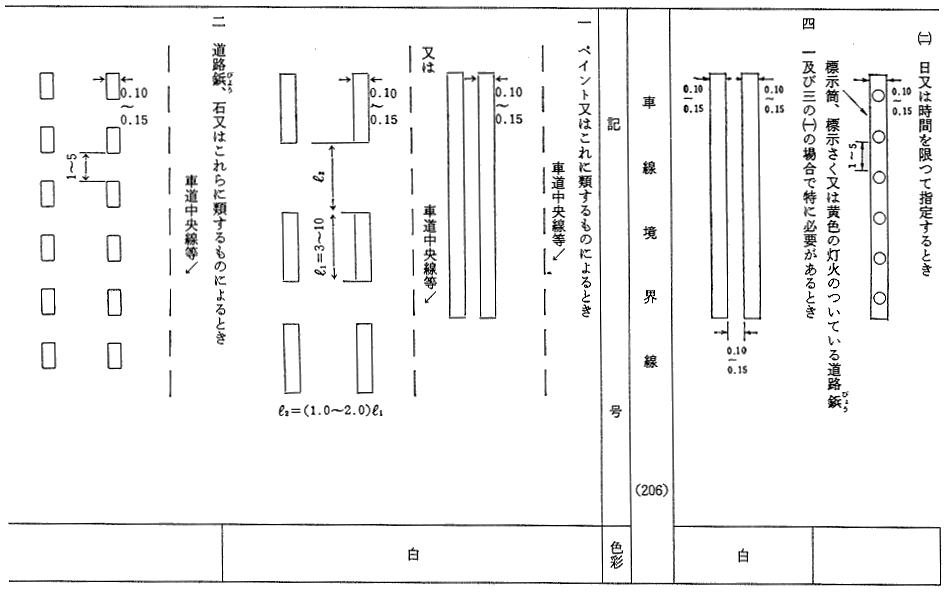
205（その2）- 206
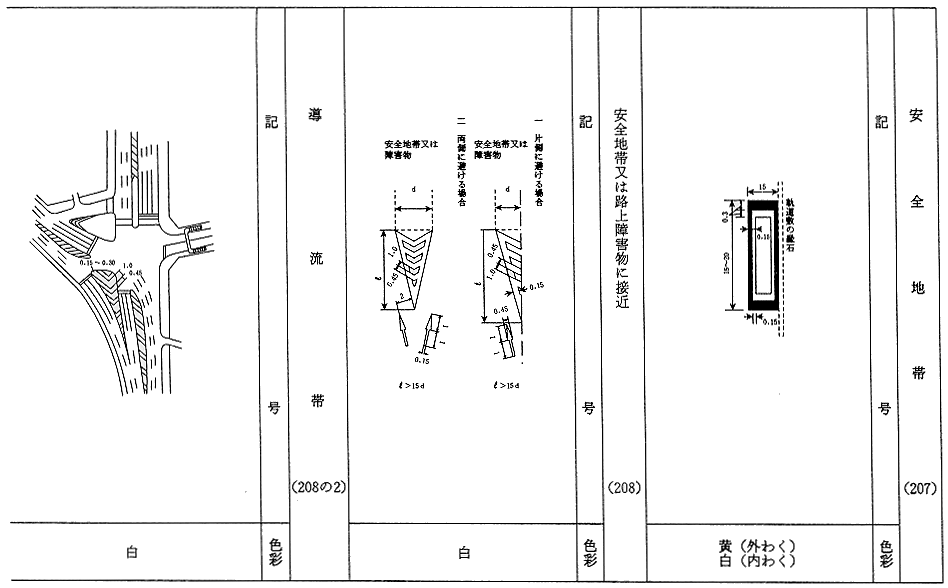
207 - 208の2
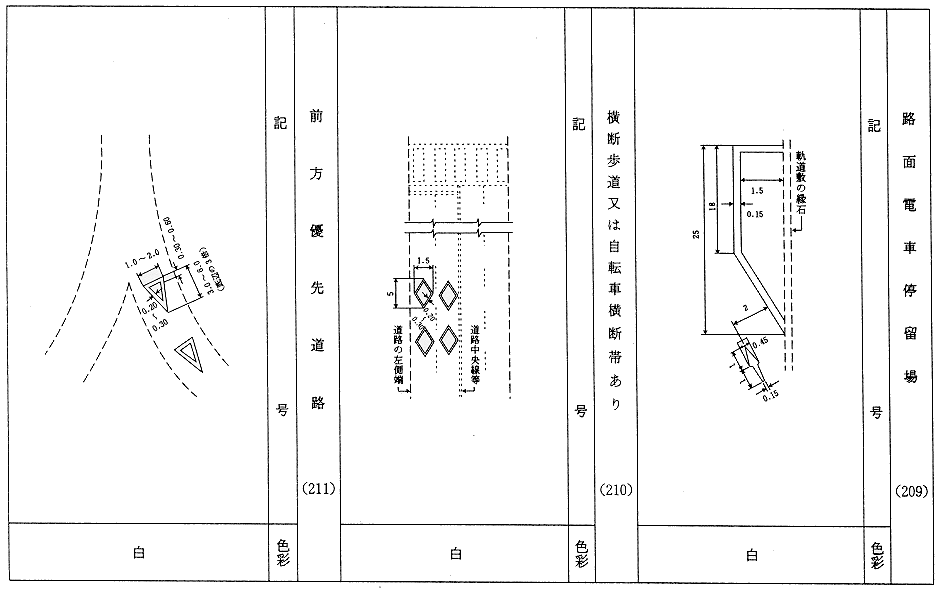
209 - 211

| 番号   | 名称                         | 様式 | 備考 |
| ------ | ---------------------------- | --- | --- |
| 201    | 横断歩道                     | 幅45 - 50 cmごとに白線と間隔を設けるゼブラ模様の標示。縁線を設ける場合（ハシゴ型にする場合）は白線の前後に15 - 30 cmの側線を設ける。                                      | 歩行者の横断場所を指定し、かつ車両等に対して歩行者保護の義務を課す。交差点では歩行者を無用に迂回させないようにできるかぎり流れに自然となるように設置しなければならない。また、交差点の面積を無駄に大きくしないよう、交差点の内側に近づける方が望ましい。通常は車道と直角になるよう設置しなければならないが、交差点部に設置する場合は交差する車両の動線に平行に設けることも認められる。横断歩道の長さは15 m（メートル）以下にすべきであり、それ以上の長さになるならば交通弱者に配慮して退避スペースを設けなければならない。横断歩道の幅員は4 mを標準とし、車椅子横断者のすれ違いができるよう最小は2 mとなる。 1992年（平成4年）11月1日以前に設置されたものはゼブラ状の標示に側線を敷いたハシゴ型のものが用いられており、都市の美観向上・水はけの改善・設置や補修の簡易化のため設置されなくなった。                                                                        |
| 201の2 | 斜め横断可                   | 十字路の場合は交差点内に対角線上の横断歩道を設ける。時間を限定して行う場合は途中で横断歩道の標示を切る。変形交差点の場合は交差点内全域に幅0.45 m、間隔1.5 mで白線を敷く。 | 歩行者が交差点において斜め横断できることを示す。信号機によるスクランブル処理が行われている場合はこの標示を用いる。この道路標示を設置する場合、斜め横断をする歩行者が容易に視認できる歩行者用信号機を設置しなければならない。 |
| 201の3 | 自転車横断帯                 | 幅15 - 30 cmの2本の白色実線の中に、縦0.7 m、横1.0 mの自転車の記号を必要な場所に設ける。                                                                                   | 自転車の横断場所を指定し、かつ車両等に対して自転車保護の義務を課す。横断歩道と併設する場合は5 cm（センチメートル）程度の間隔を空ける。自転車どうしのすれ違いを考慮して、幅員は最低でも1.5 m以上にするべきである。 |
| 202    | 右側通行                     | 右側にはみ出す部分と左側に戻る部分にそれぞれに白色の矢印。 | 勾配が急な道路の曲がり角付近で、車両が道路の中央から右側の部分を通行することができる部分を指定する。車道中央線がある曲線半径50 m以下の屈曲部で設置される。 |
| 203    | 停止線                       | 道路進行方向からみて直角な30 - 45 cm幅の白色実線。 | 車両のいかなる部分もこの線を越えて停止してはならないことを示す。信号交差点や横断歩道、一時停止の規制を受けている交差点の手前には必ず設置しなければならない。停止線を横断歩道の手前に設置する時は最低1 mの間隔を開ける。右左折してくる車両の軌跡を考慮して、特に狭い道路では後退するなどして設置位置を考慮しなければならない。いかなる停止線も交差道路の歩道の延長線上より前に出してはならない。この道路標示の設置が困難な場合、視認性に問題がある場合は道路標識を道路標示に併せて、またはこれに代えて設置する。 |
| 203の2 | 二段停止線                   | 停止線を2つ設け、それぞれ「二輪」「四輪」の文字。停止線の間隔は交通状況に応じて3 - 4 mとし、「二輪」「四輪」の文字の大きさはそれぞれ1 m四方とする。                       | 二輪と二輪以外の車両とでそれぞれ異なる停止位置を示す。 |
| 204    | 進行方向                     | 進行方向を示す白色の矢印 | 車両が進行できる方向を示す。車両通行止めや一方通行等の規制が施されている場合に補助的手段として設置されるほか、道路の安全・円滑のために車両の進行できる方向を示すべき場所に設置される。この道路標示は指示標示であるため車両の通行を制限できるものではない。 |
| 205    | 中央線                       | 白色の実線、もしくは破線 | 「センターライン」とも。道路の中央であることを示す。道路管理者が設置した区画線の（101）車道中央線はこの道路標示とみなされる。追越しのための右側部分はみ出し通行禁止は中央線を表示する道路標示と役割を兼ねる。片側6 m以上の道路に設置する場合、法定追越し禁止の場所に設置する場合は実線を用いる。法廷追越し禁止の場所以外で片側6 m未満の道路に設置する場合は破線を用いる。この破線の間隔は5 mとする。実線・破線問わず、中央線の幅は原則15 cmであるが、車両通行帯が設置される場所やその場所と連続する場所の場合は20 cmとする。原則としてペイントによるものとするが、特に必要な場合は道路鋲・石等を用いることができる。多車線道路で中央線を設置する場合など、必要に応じて中央線を2本の実線で表示することができる（ただし、2本の実線の間隔は10 - 15 cm取る）。リバーシブルレーンを実施する場合、中央線となるいずれの線も実線とする（その場合、自発光式の道路鋲も併設する）。 |
| 206    | 車線境界線                   | 白色の実線、もしくは破線 | 4車線以上の道路で車線の境界を示したい場合に設置される。一般的には破線が設けられるが、屈曲部などで追越しが望ましくない場合は実線にする。破線の場合、線の長さは3 - 10 mであり、線どうしの間隔は長さの1倍から2倍となる。線の幅は10 - 15 cmと規定されているが、一般には15 cmが望ましい。ただし、高速道路の走行車線と登坂車線や変速車線（合流や分流の際に加速ないしは減速するための車線）の境界で設けられるものは長さ2 m（変速車線では3 mの場合も）、幅3 m、幅45 cmが一般的である。 |
| 207    | 安全地帯                     | 外枠は縦15 - 30 m、横15 mの橙色実線（幅は長辺15 cm、短辺 30 cm）、内枠は白色実線（幅は同一）                                                                              | 島状の施設が設けられていない路面電車停留所において、歩行者の安全を守るために設置される。この道路標示が設けられる場所には道路標識の（408）安全地帯を必ず設ける。 |
| 208    | 安全地帯又は路上障害物に接近 | 障害物手前にゼブラ状の区域を設置し（45 cm幅の白色実線を1.0 mごとに配置）、その手前に矢印で車両を誘導する                                                                  | 安全地帯や路上障害物（分離帯・路上に設置された橋脚・トンネル等の入口の外壁など）に接近しつつあることを示す。 |
| 208の2 | 導流帯                       | ゼブラ状の区域を設置し（45 cm幅の白色実線を1.0 mごとに配置）、境界面を幅15 - 20 cmの白線で区切る                                                                          | 道路の安全かつ円滑を確保するために車両を誘導する。安全対策上、車両の立入を禁止しなければならない場合は（106）立入り禁止部分の規制を行う。 |
| 209    | 路面電車停留場               | 手前側を斜線として、白色実線（幅15 cm）の台形を設置 | 道路幅員に余裕がなく安全地帯が設置されない場合に路面電車の停留所であることを明示し、歩行者の安全を守るために設置される。 |
| 210    | 横断歩道又は自転車横断帯あり | 縦5.0 m、横1.5 m、幅20 - 30 cmの立菱形 | 交差点に付属する横断歩道や自転車横断帯ではその手前30 mに1か所設置し、さらに10 - 20 m手前にもう1か所設置する。道路状況によってはもう1か所追加する。一方で単路部の場合は30 mより少し上流に設置しても構わない。なお、信号機があるなど前方に横断歩道や自転車横断帯があることが明瞭に分かる場合は設置しなくてもよい。また、一時停止などによって横断歩道を渡る歩行者を妨げる可能性が低い場所も設置しなくてもよい。 |
| 211    | 前方優先道路                 | 底辺1.0 - 2.0 m、高さは底辺の3倍とした白色の三角形（枠の幅は20 - 30 cm）                                                                                                  | 交通整理の行われていない交差点で、交差する道路が優先道路であることを示す。 |

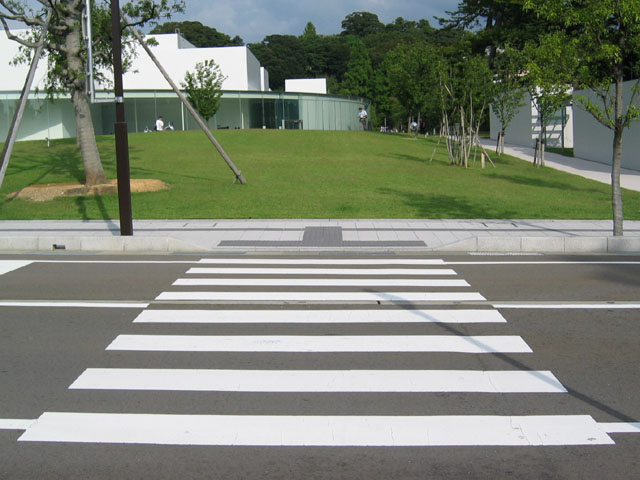
（201）横断歩道
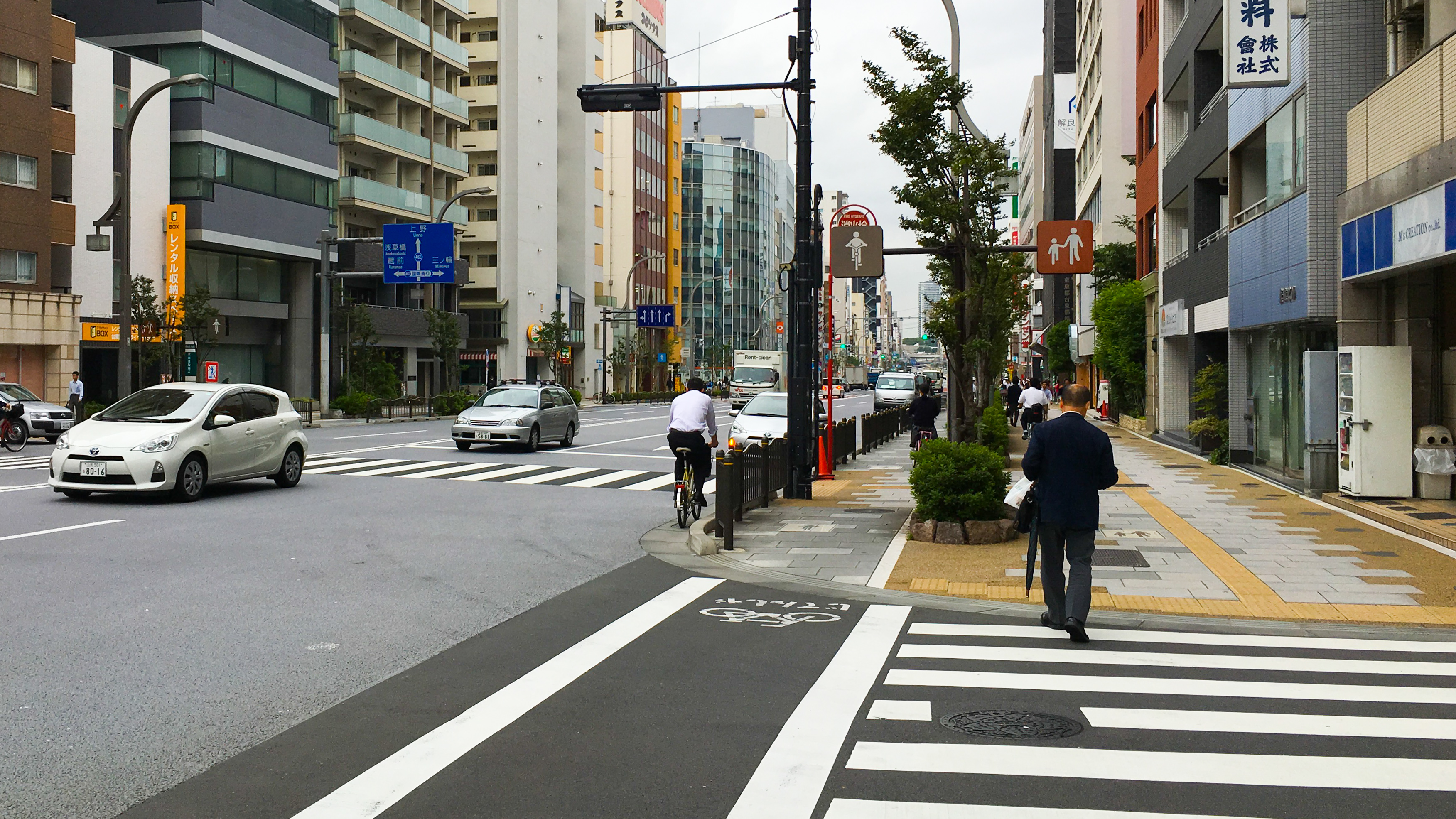
（201）横断歩道と（201の3）自転車横断帯
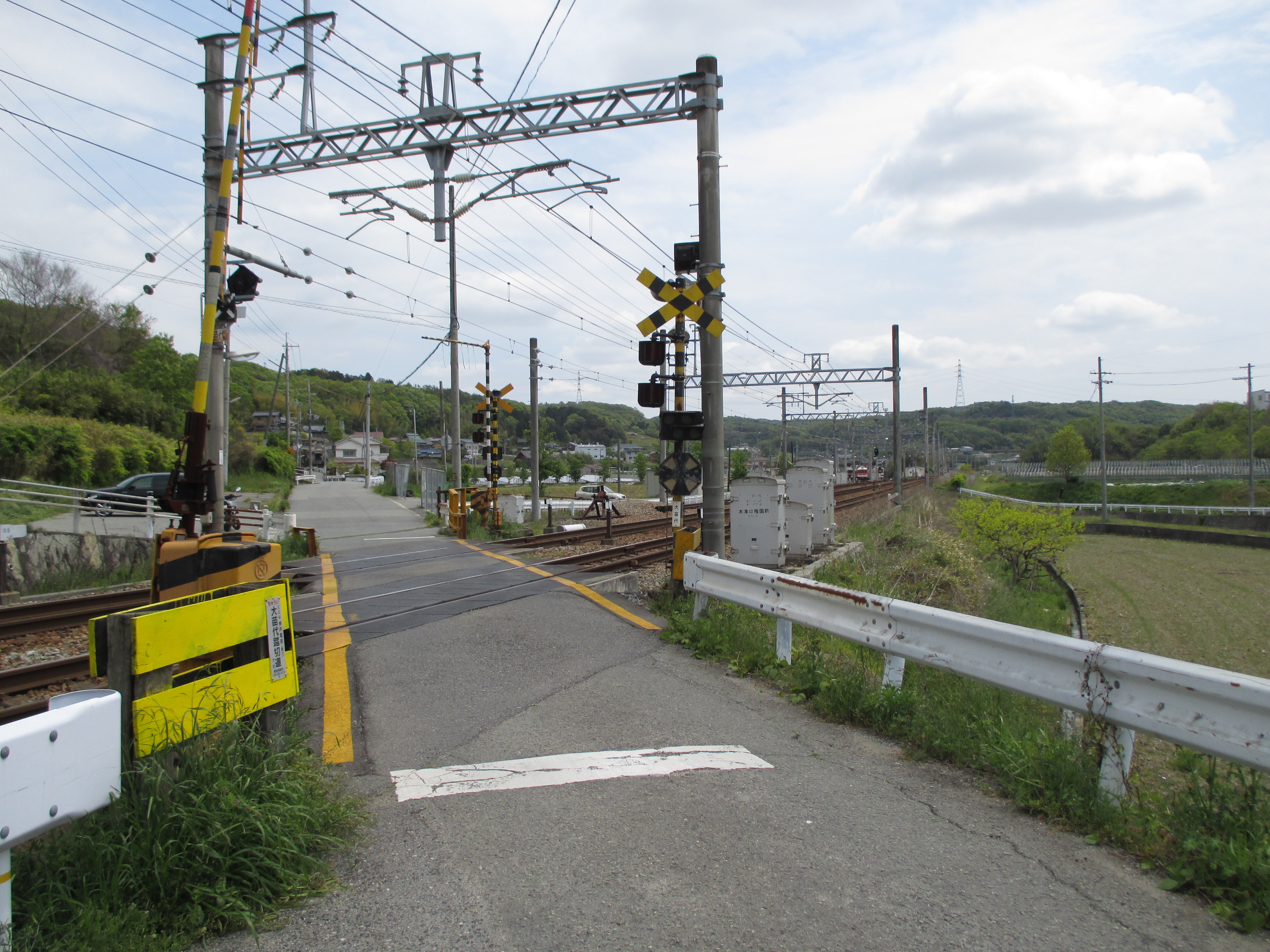
（203）停止線。踏切の手前に設置されている
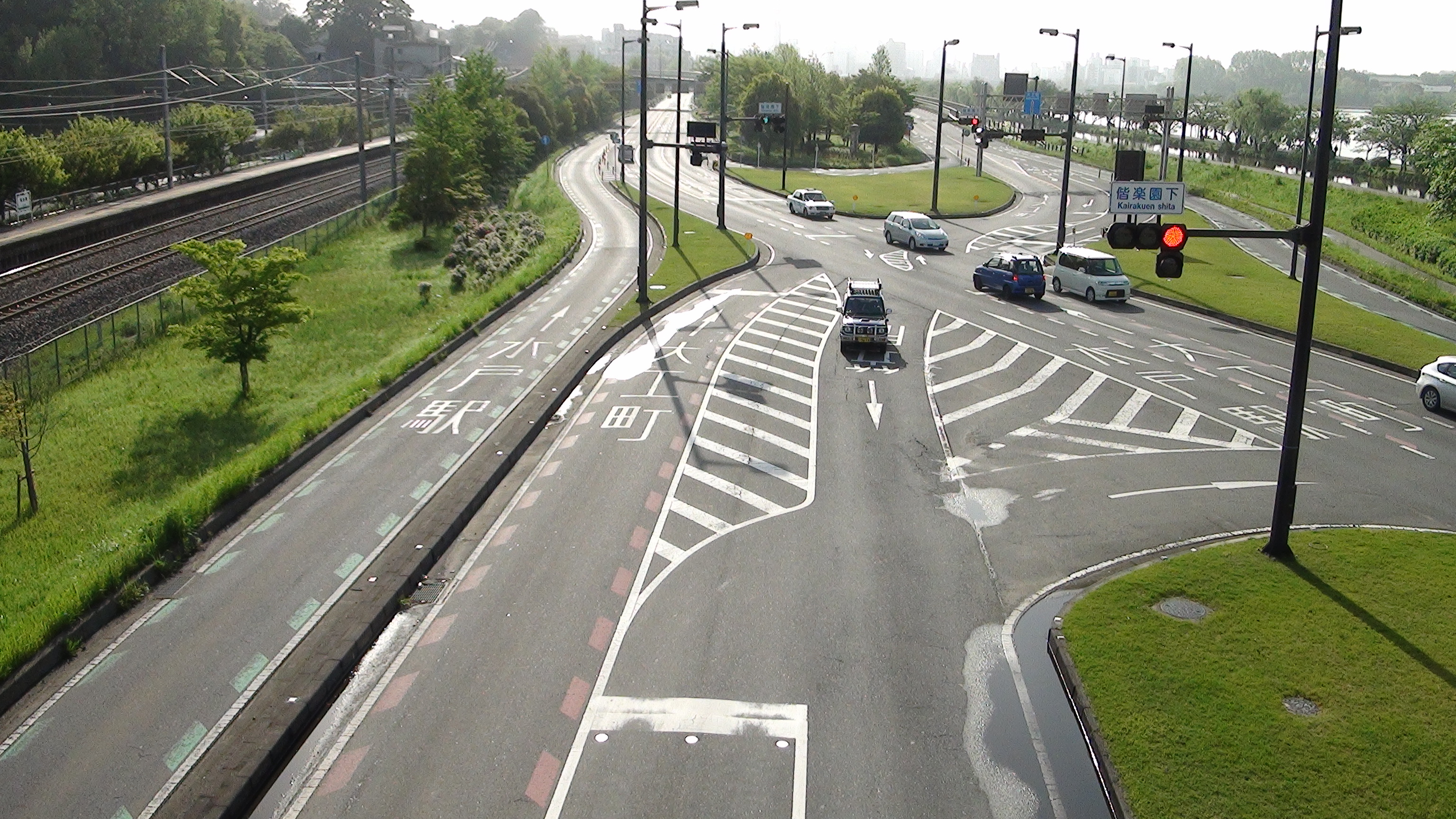
交差点でスムーズに交通を処理するため（208の2）導流帯が設けられている
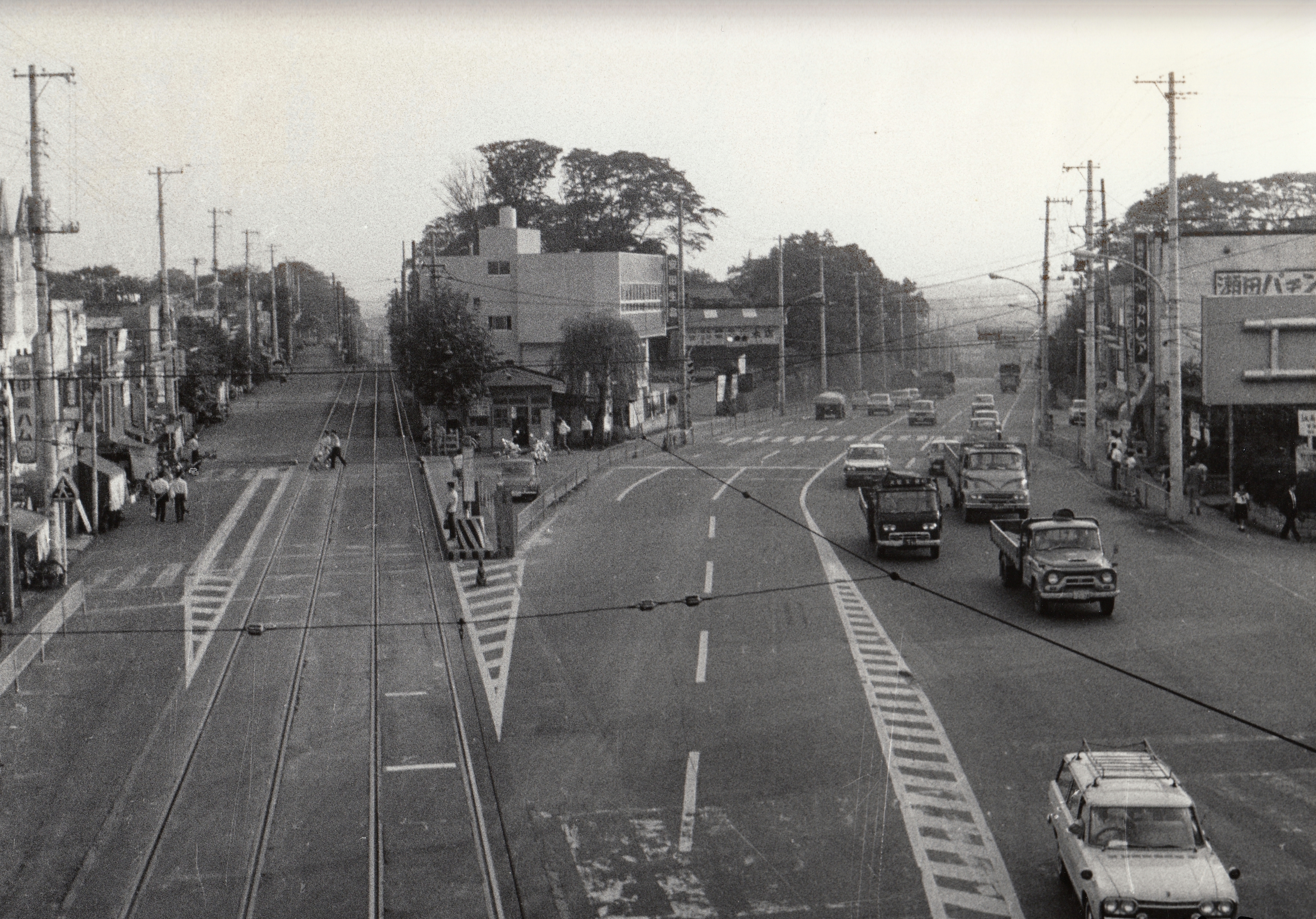
（208の2）導流帯によって安全・円滑に交通を流すように施されている。また、左側の電停には（209）路面電車停留所を設置して乗降場を確保している
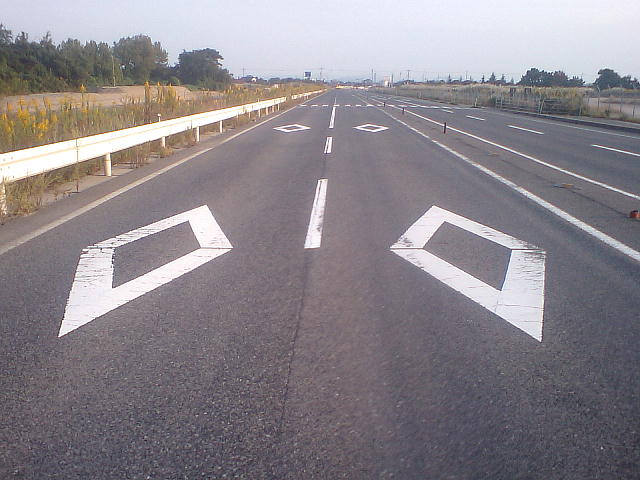
（210）横断歩道及び自転車横断帯あり
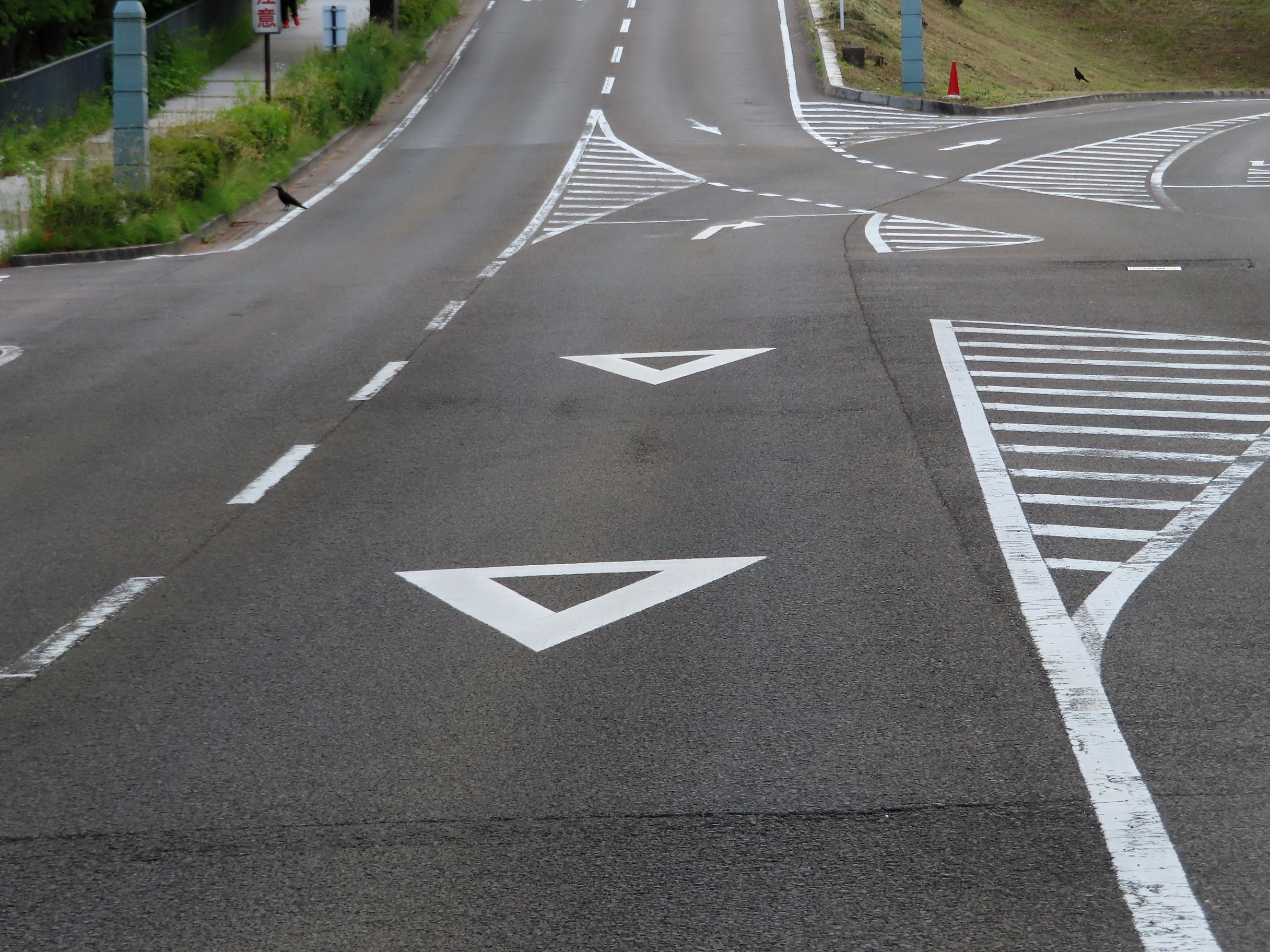
手前の▽×2は（211）前方優先道路

### 区画線
区画線は道路の構造の保全や交通の流れを適切に誘導する目的で設置され、「車道中央線」（道路中央部の白色の破線）・「車道外側線」（道路の外側に設けられる白線）など全てで8種類ある。区画線の具体的な様式は標識令別表第4で規定されている。

区画線の様式
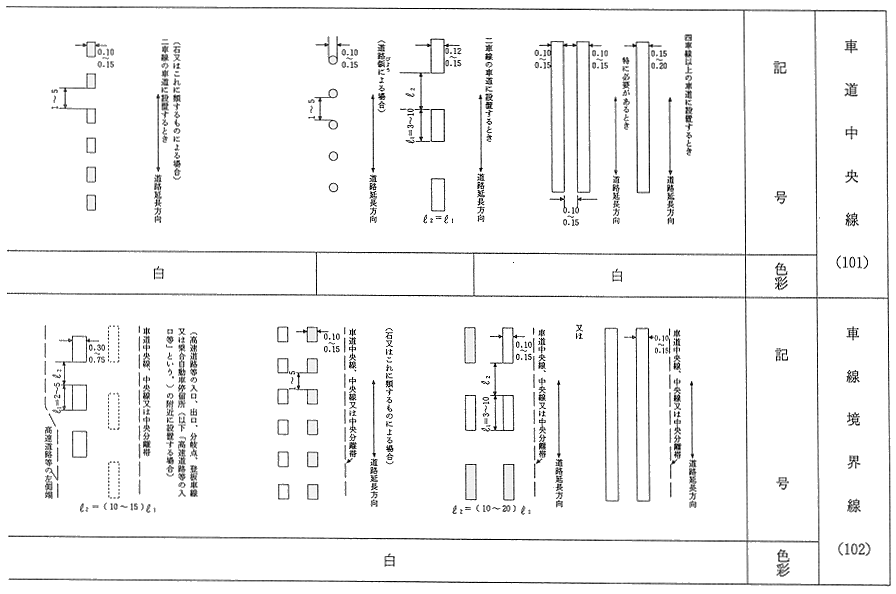
101 - 102
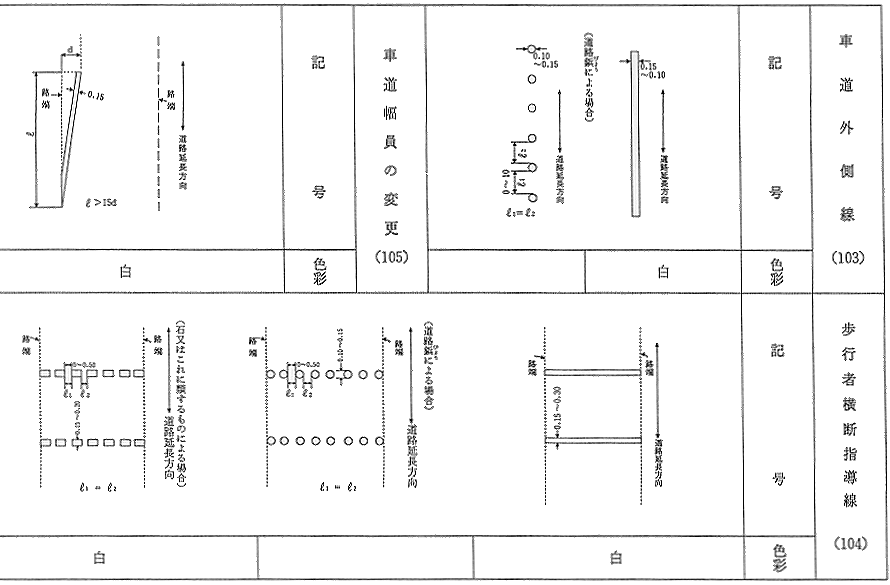
103 - 105
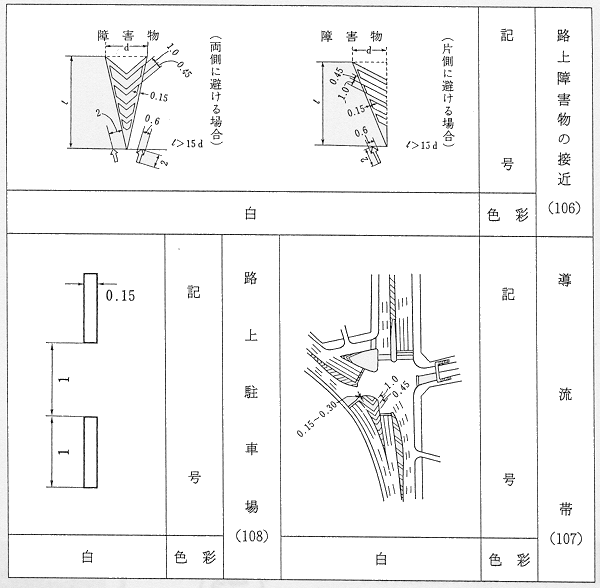
106 - 107

| 番号 | 名称             | 様式                                                       | 備考 |
| ---- | ---------------- | ---------------------------------------------------------- | --- |
| 101  | 車道中央線       | 指示標示の（205）中央線と同一。                            | 指示標示の（205）中央線と同一。 |
| 102  | 車線境界線       | 指示標示の（206）車線境界線と同一。                        | 指示標示の（206）車線境界線と同一。 |
| 103  | 車道外側線       | 幅15 - 20 cmで白色実線、もしくは1 - 10 mごとに道路鋲の配置 | 一般に車道と路肩の境界を明示する。交差点において交差する道路にも車道外側線がある場合は連続して設置するほか、交差する道路の部分に破線（ドット線）を敷くことで幹線道路側の視線誘導を図る場合がある。街渠や防護柵によって車道と路肩・歩道との境界が明瞭な場合は設置しないこともある。 |
| 104  | 歩行者横断指導線 | 道路延長方向に対してほぼ直角に2本の白線（幅15 - 20 cm）。  | 歩行者の車道の横断を指導する必要がある場所に設置される。 |
| 105  | 車道幅員の変更   | 異なる幅員の接続点において、白色実線で道路の外側を結ぶ     | 車道の幅員が変わることを示す必要がある場合に白色実線で車道幅員の変更を示す。白色実線の外側に導流帯を設ければ表示効果が向上する。 |
| 106  | 路上障害物の接近 | 指示標示の（208）安全地帯又は路上障害物に接近と同一。      | 指示標示の（208）安全地帯又は路上障害物に接近と同一。 |
| 107  | 導流帯           | 指示標示の（208の2）導流帯と同一。                         | 指示標示の（208の2）導流帯と同一。 |
| 108  | 路上駐車場       | 幅15 cmの白色破線（実線部1 m、間隔1 m）                    | 路上駐車場を設ける場合、その外縁に設置される。 |

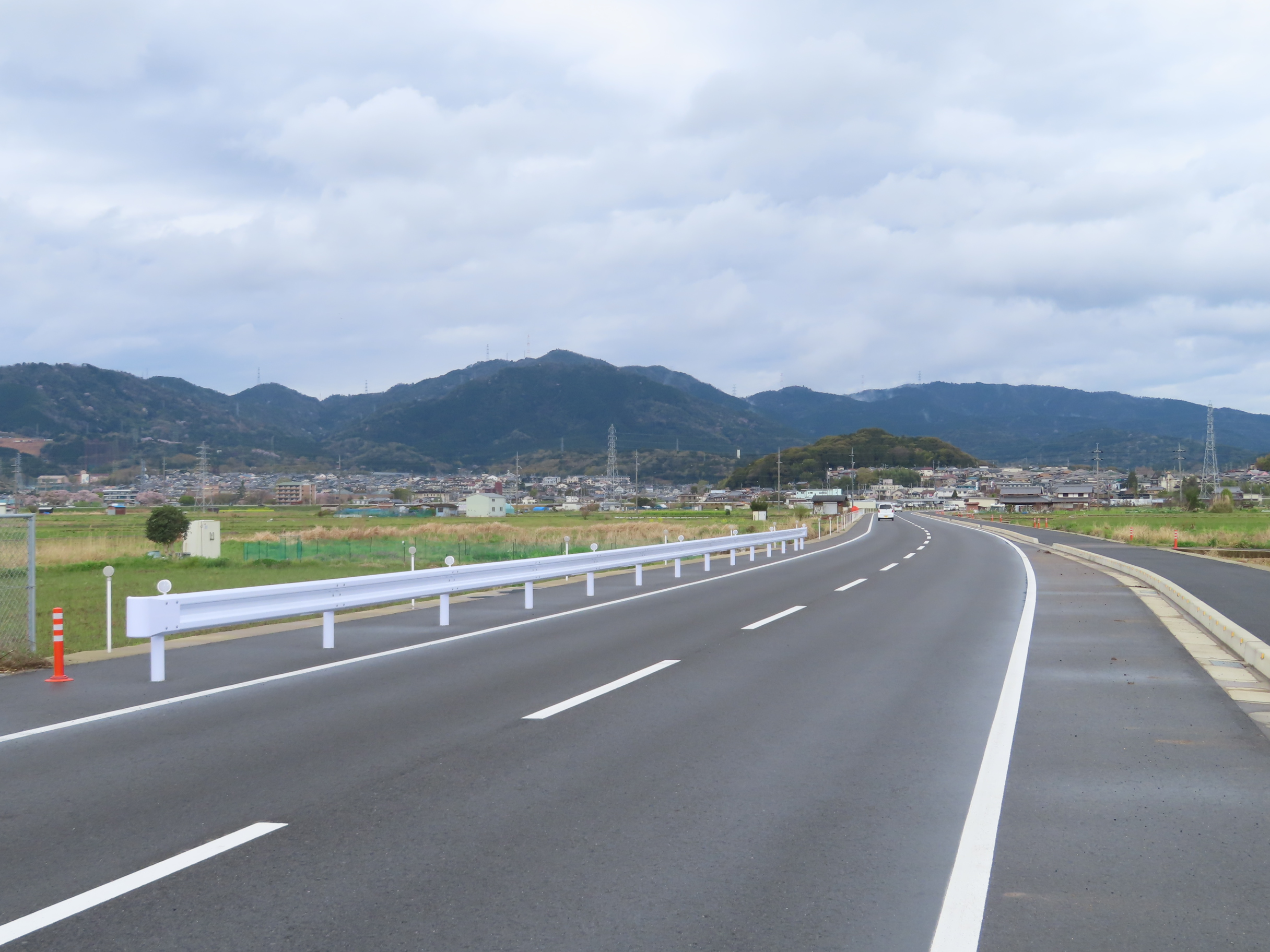
中央線（道路中央）と車道外側線（道路両側）に敷かれている。

### 法定外表示
法定外表示は標識令や道路交通法施行規則などの法令に定められたもの以外の看板、表示などを指す。交通事故対策、自転車の通行ルールの周知、逆走防止、生活道路や通学路の安全確保などのために全国で数多く設置され、道路交通の安全・円滑のために大きな役割を果たしている。路面標示は点在的に設置される道路標識と対照的に連続して設置され、判読しやすく、コストも安価のため、法定外の道路標識と比べ多く設置される。しかし、道路管理者の判断によって設置されているため不統一な状況が見られ、道路利用者の安全な通行に悪影響を及ぼすことも少なくない。また、法定外の路面標示が法定の路面標示と主客転倒するような乱用は避けなければならない。そのため、国土交通省や警察庁は通達やガイドラインを通じて全国的な統一化・標準化を努めている。
例えば、一時停止を示す「止まれ」の標示や、自転車の走行位置を示す帯型あるいは矢羽根型の路面標示が通達やガイドラインで定められている。

#### 法定外表示等の設置指針
警察庁では『法定外表示等の設置指針』を発出し、交通管理面で特に必要性が高く一定の効果が認められる法定外表示の統一を目指している。
| 名称                             | 様式 | 備考 |
| -------------------------------- | --- | --- |
| 「止まれ」文字表示               | 路面の「止まれ」の白文字 | 道路縦断方向に「止まれ」と表示するのが原則。道路標識の一時停止が設置されている場合はほとんど例外なく設置される。白色の帯線を用いて強調表示とすることができ、その効果を高めるために滑り止め式カラー舗装と組み合わせることもできる。                                 |
| 交差点クロスマーク表示           | 交差点中央部に「┼」「├」の白色の記号 | 中央線がない道路で、道路の交差が不明瞭になる場合に交差点クロスマークを設置する。見通しの悪い交差点では滑り止め式のカラー舗装を組み合わせることができる。 |
| ドットライン表示                 | 車道外側線などを交差点内に破線で延長したもの。幅15 - 30 cm、白線とその間隔を0.5 - 2.0 mごとに繰り返す。                                                              | 優先関係の標示として誤認されるおそれがあるため、優先関係が明確でない交差点では原則として設置してはならない。 |
| ハンプ路面表示                   | 底辺75 cmの三角形を横2つに並べるが、三角形の高さと間隔は道路によって異なる                                                                                           | 色彩はハンプ路面の色と対照的に分かりやすいものを用いるが、黄色を用いてはならない。 |
| 「進行方向別通行区分」の予告表示 | 進行方向を示す矢印を破線にしたもの | 「車両通行帯」と「進行方向別通行区分」の道路標示がある場所で予告が必要な場合設置される。交差点手前で車線数が増加する場合は、車線数が増加する手前で矢印を並行させて設置する。                                                                                       |
| 車道中央部のゼブラ表示           | 「導流帯」または「立ち入り禁止部分」とゼブラ表示として設置され、様式もそれらに準じる。                                                                               | 「導流帯」または「立ち入り禁止部分」とゼブラ表示として設置され、様式もそれらに準じる。 |
| 減速マークの表示                 | V型マークのもの、車線両側にドットマークを設けたもの、コ型のマークを凹型もしくは凸型に配置したもの                                                                    | カーブや事故多発区間などの手前で減速が必要な区間に設置される。必要に応じて減速が必要な理由を「急カーブ」「追突危険」などと文字によって追加で標示する。等間隔に設けたもの以外に、徐々に間隔を狭めて速度を出しているように感じさせるよう設置している事例も見られる。 |
| ゾーン30路面表示                 | 「ゾーン30」と路面上に表示し、「ゾーン」を上段、「30」を下段に設ける。各文字は白色とする。文字の周囲をカラー舗装にすることができ、その場合は原則として緑色を用いる。 | ゾーン30（最高速度30 km/hの区域規制）を実施する際に必要があればゾーン入口に設けられる。 |

上記で定められている法定外表示以外にも、道路管理者との連携を下にカラー舗装を実施することができる。警察庁の基準ではゾーン・エリア関係、バスレーン関係、普通自転車専用通行帯等の車道部の自転車専用通行空間関係において具体的な基準が発出されている。

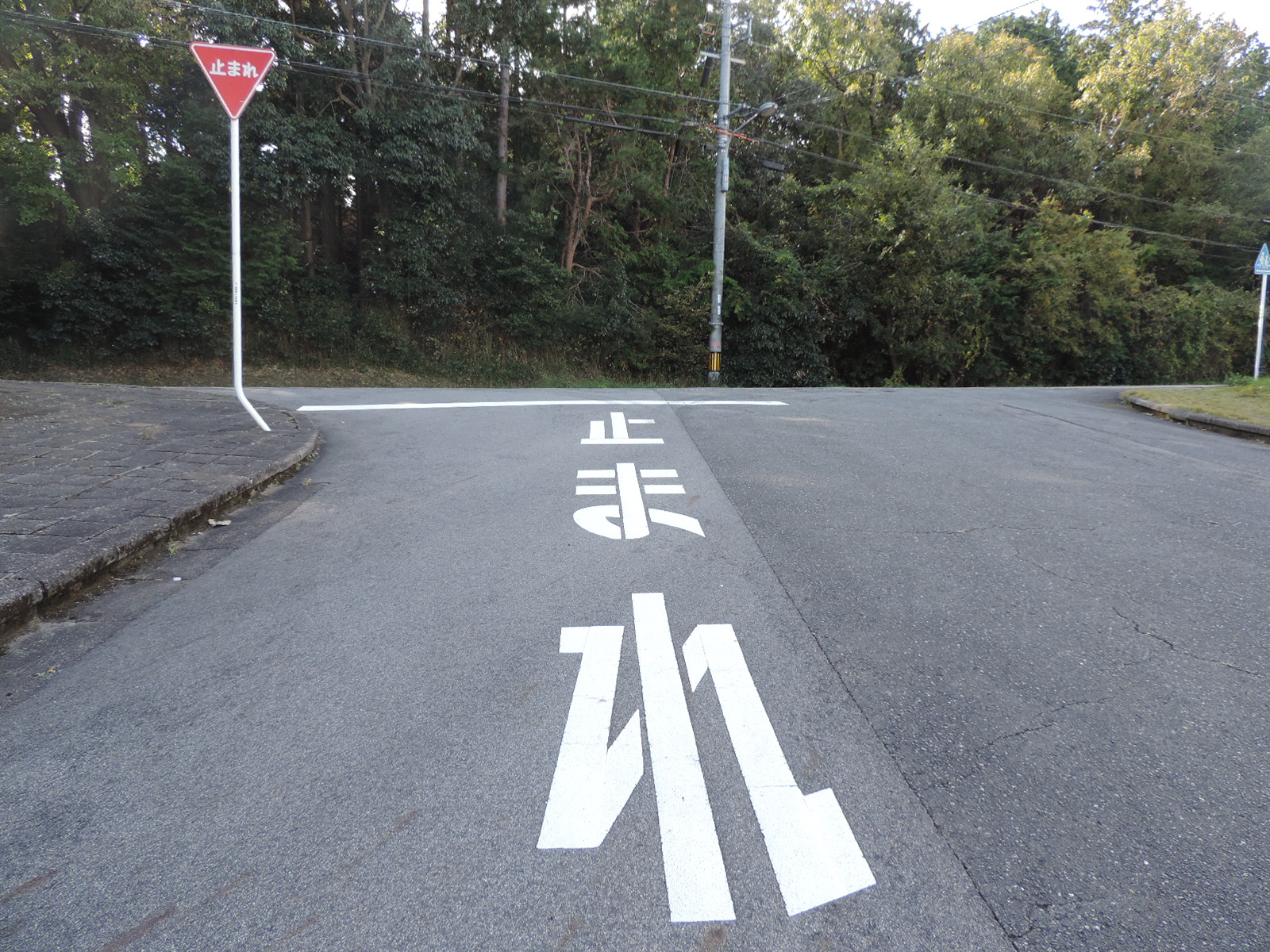
「止まれ」の文字表示
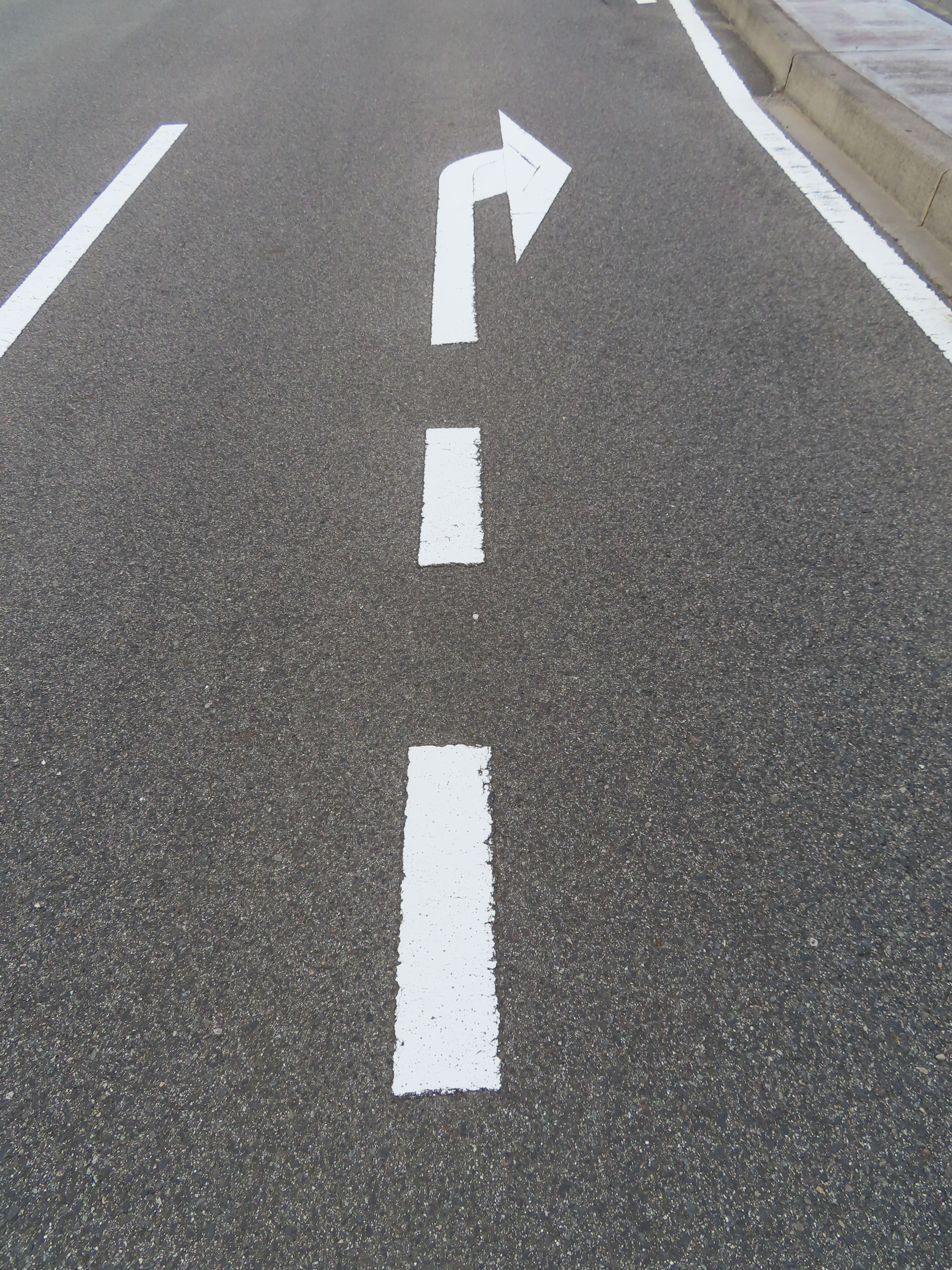
「進行方向別通行区分」の予告表示
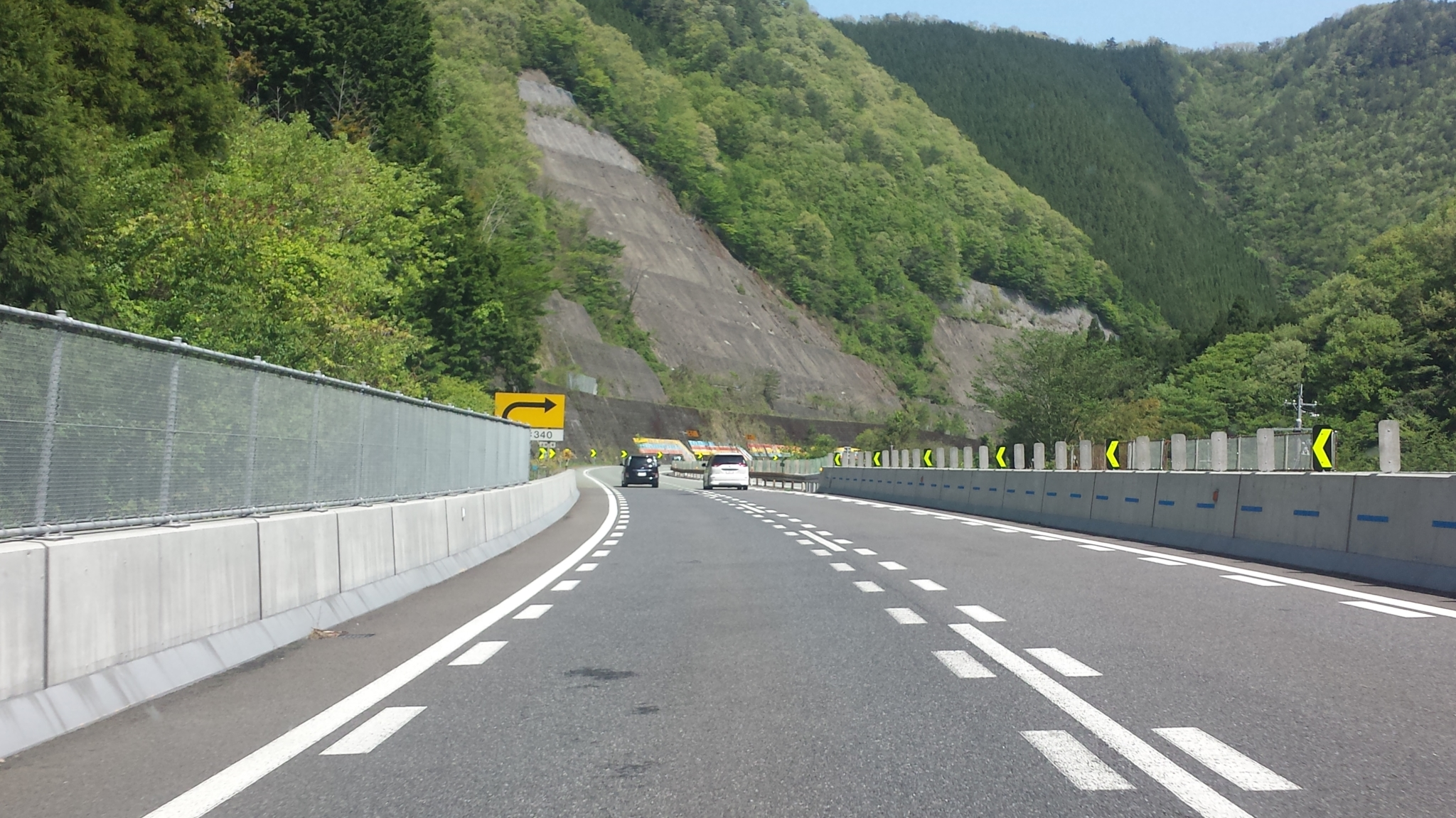
減速マークの表示
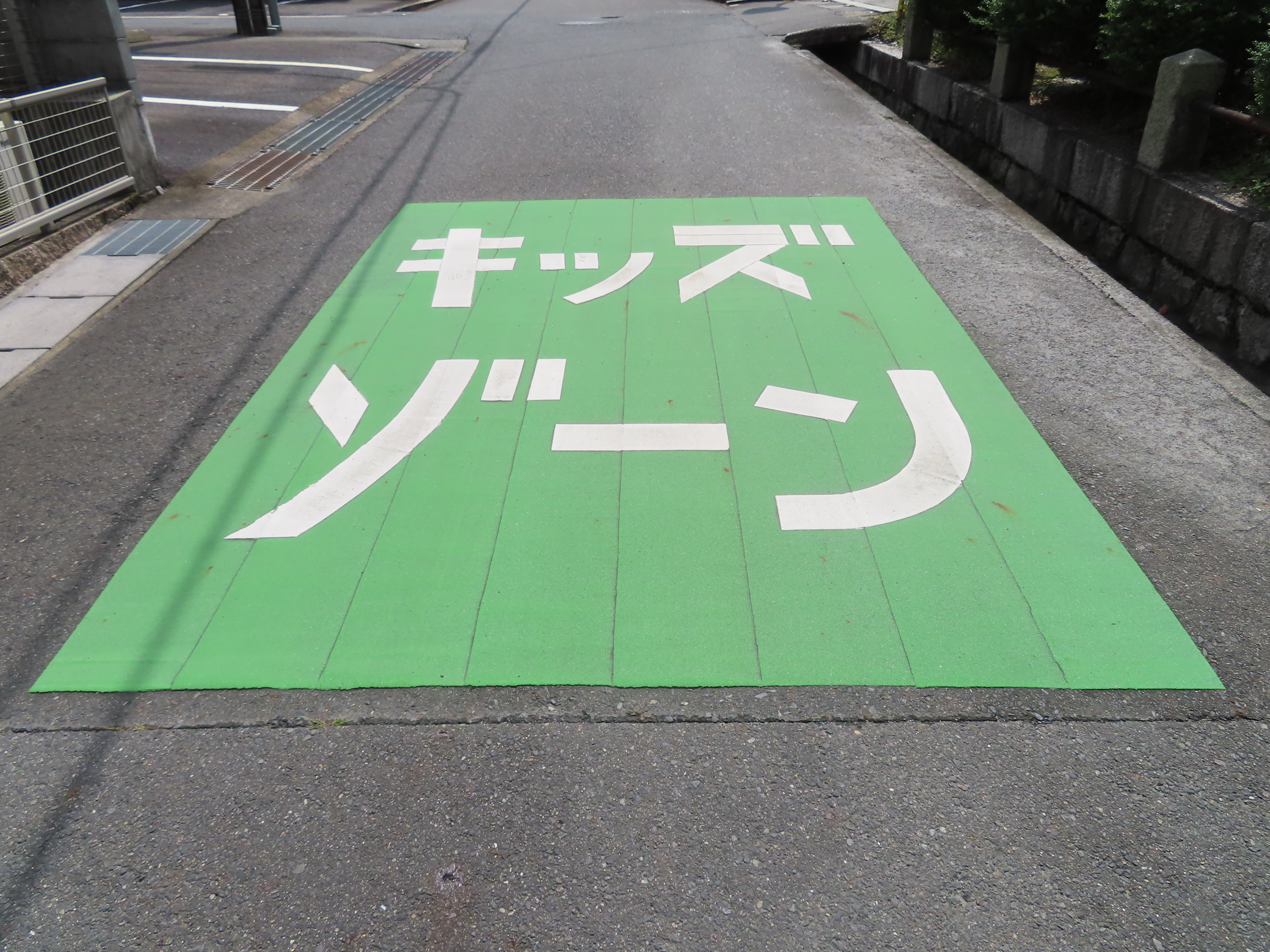
キッズゾーンを示す路面標示。周囲を緑色の矩形で囲う。
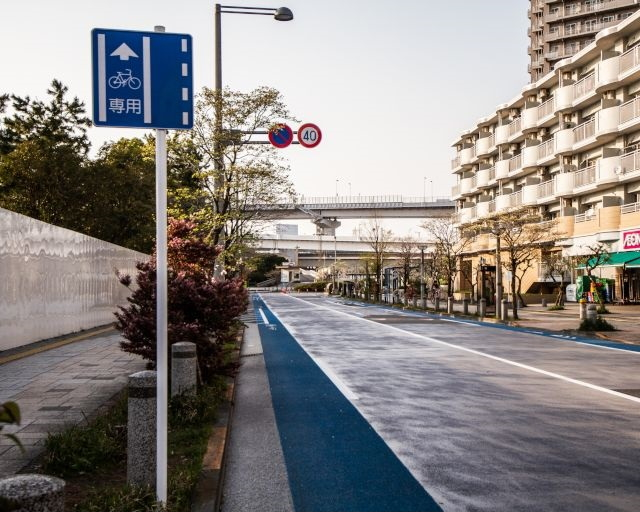
普通自転車専用通行帯を示すために道路左側を青く塗装している。

#### 安全で快適な自転車利用環境創出ガイドライン
国土交通省と警察庁が合同で『安全で快適な自転車利用環境創出ガイドライン』を発出し、これまで不統一な形で設置されていた「自転車ピクトグラム」「帯状路面表示」「矢羽型路面表示」などの路面標示に対してその仕様や色彩の標準化を図っている。
自転車道・自転車専用通行帯および車道混在の区間には法定外表示である「自転車ピクトグラム」を設置するが、この標示は「普通自転車歩道通行可」とは異なるものであり類似したデザインのものを設置してはならない。この標示は外側線と重ならないように設置し、幅は矢羽根型路面表示の幅と同じく75 cm以上とするのが望ましい。
自転車専用通行帯には「帯状路面表示」、車道混在の場合は「矢羽根型路面表示」を設置し、いずれも景観に配慮する必要が無い場合は色彩を青系色とする。
帯状路面表示の場合は通行帯全域に塗装する方法と、一部にのみ塗装する方法に分かれる。
矢羽根型路面表示の形状は幅75 cm以上、延長150 cm以上、矢尻の角度は1:1.6 （道路幅員が狭く歩行者を優先する道路の場合は幅75 cm、延長60 cm、矢尻の角度は1:0.8 ）とする。この矢羽根型路面表示は10 mの設置間隔を標準とし、道路の状況によっては設置間隔を小さくして設置する。夜間の視認性を確保する場合は矢羽根の車道側に白線を設けることがある。交差点の手前では、左折車と混在する区間では帯状路面表示を一旦打ち切って矢羽根型路面表示に切り替える。また、左折車と分離する場合でも交差点内は矢羽根型路面表示を用いる。

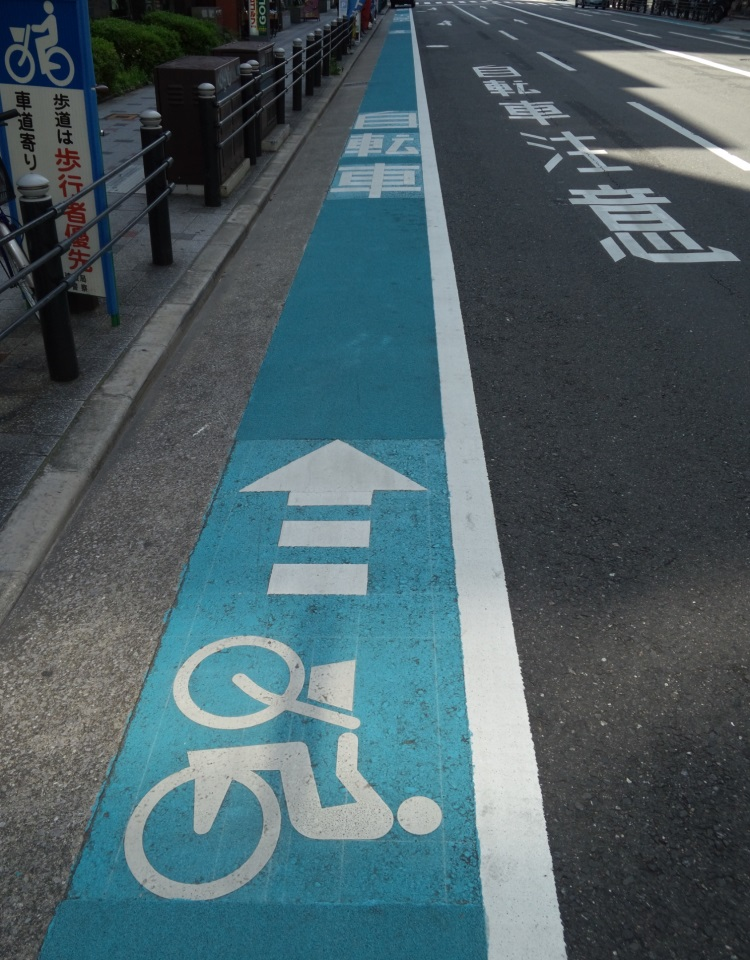
帯状路面表示の上に配置された自転車ピクトグラム
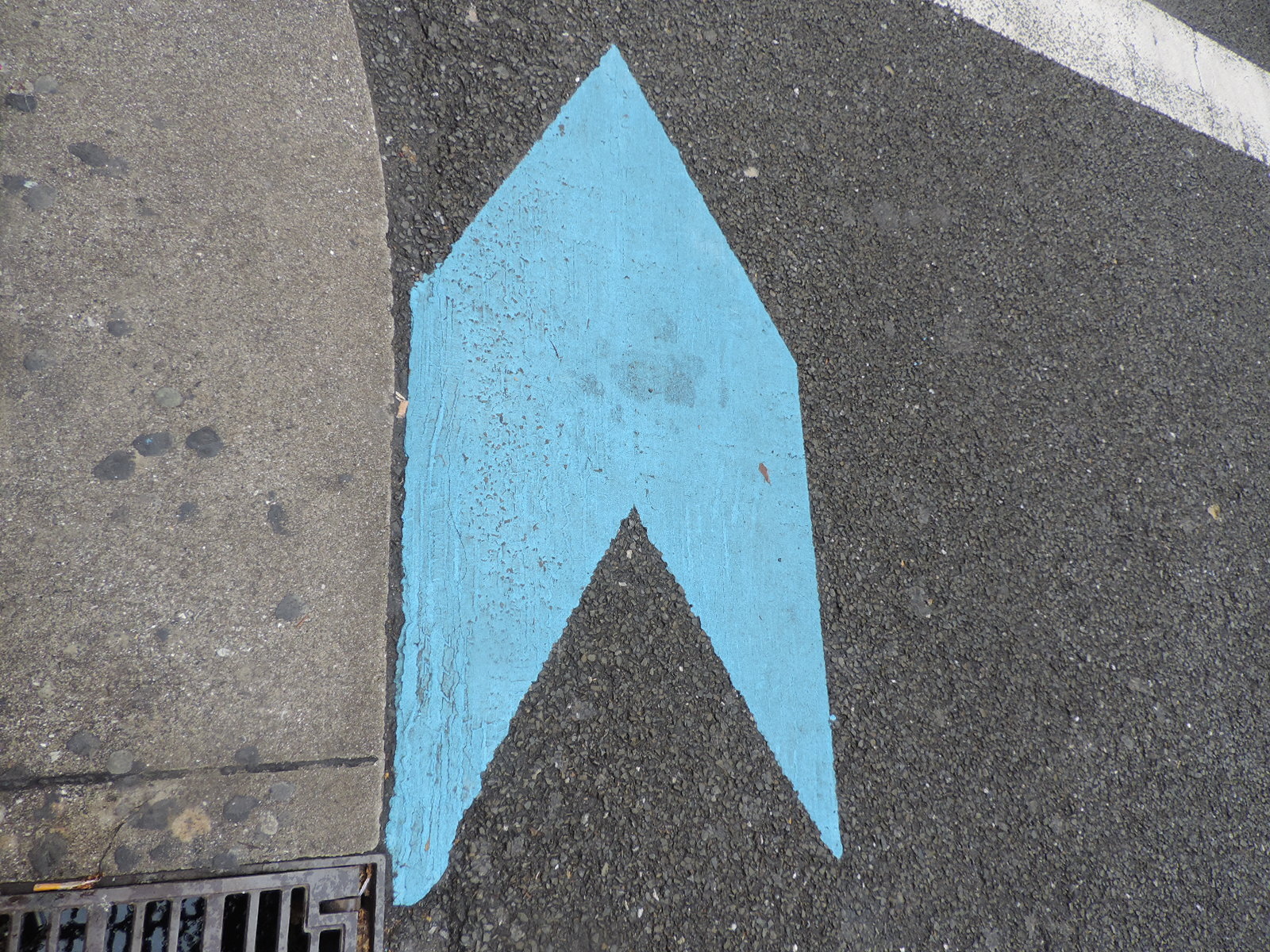
自転車誘導用の矢羽根

#### その他の法定外表示
通達で出されたもの以外でも道路・交通の状況によって現場に適した法定外表示が設けられている。例えば、カーブや複雑な交差点での走行位置を明示するためにカラー舗装、ドットマーク、アローマークが設置されることがある。速度を抑制するために水玉模様による「オプティカルドット」も導入されはじめている。また、法定の路面標示を補完・強調するもの（規制標示の停止禁止区域に「消防車出入口」の文字を入れてドライバーの理解と注意を促すものなど）や、法定の路面標示を改造して意味を変えたもの（矢印の標示に「×」印を加えて黄色のものとし、その方向には進めないことを示すものなど）が設置されることもある。一方で、道路標識を補完する目的で設置される法定外の標示が設けられることがある。その中でも案内標識を補完する目的の標示は縦書きの日本語がレイアウトとなるため、横書きの日本語でレイアウトが製作される案内標識よりも判読性が高い。
カラー舗装によって通常とは違う場所であることを目立たせてドライバーへの注意喚起を促すことも見られる。また、カラー舗装と案内標識での矢印を連動させて、車線と進行方向を明確にさせることもある。さらに、自転車以外の専用通行帯でもカラー舗装によって明確にさせるものが設置される。
ルールを明示するために法定外表示を活用することがあり、一例としてウィンカーを点灯するよう促すものが挙げられる。JAFのアンケートで「全国で一番ウインカーを出さない県」とされた岡山県では2005年から「☆合図」の標示を始め、同ワースト2位の香川県では2007年から「合図」の文字とオリーブマークの標示を始め、ウィンカーの点灯を促している。その他、佐賀県では2018年から「ウィンカー」の文字に方向に合わせた気球マークを標示することでウィンカーによる合図を行うよう促している。栃木県では幅員が十分でない交差点の手前に駐車を抑制するため橙色で「クリアゾーン」と書かれた路面標示が設置されていたが、一般のドライバーには浸透せず、今後は新設を行わないとしている。
見通しの悪い場所やカーブでは「危ない」「急カーブ」などの路面標示が設置されることがあるが、特に危険な場所では「あ、危ねー！」「超急カーブ」などの強いフレーズのものも存在する。ユニークなものとしては「あっ！」と書かれた路面標示が東京都多摩区・川崎市幸区・大阪府摂津市などで設置されている。

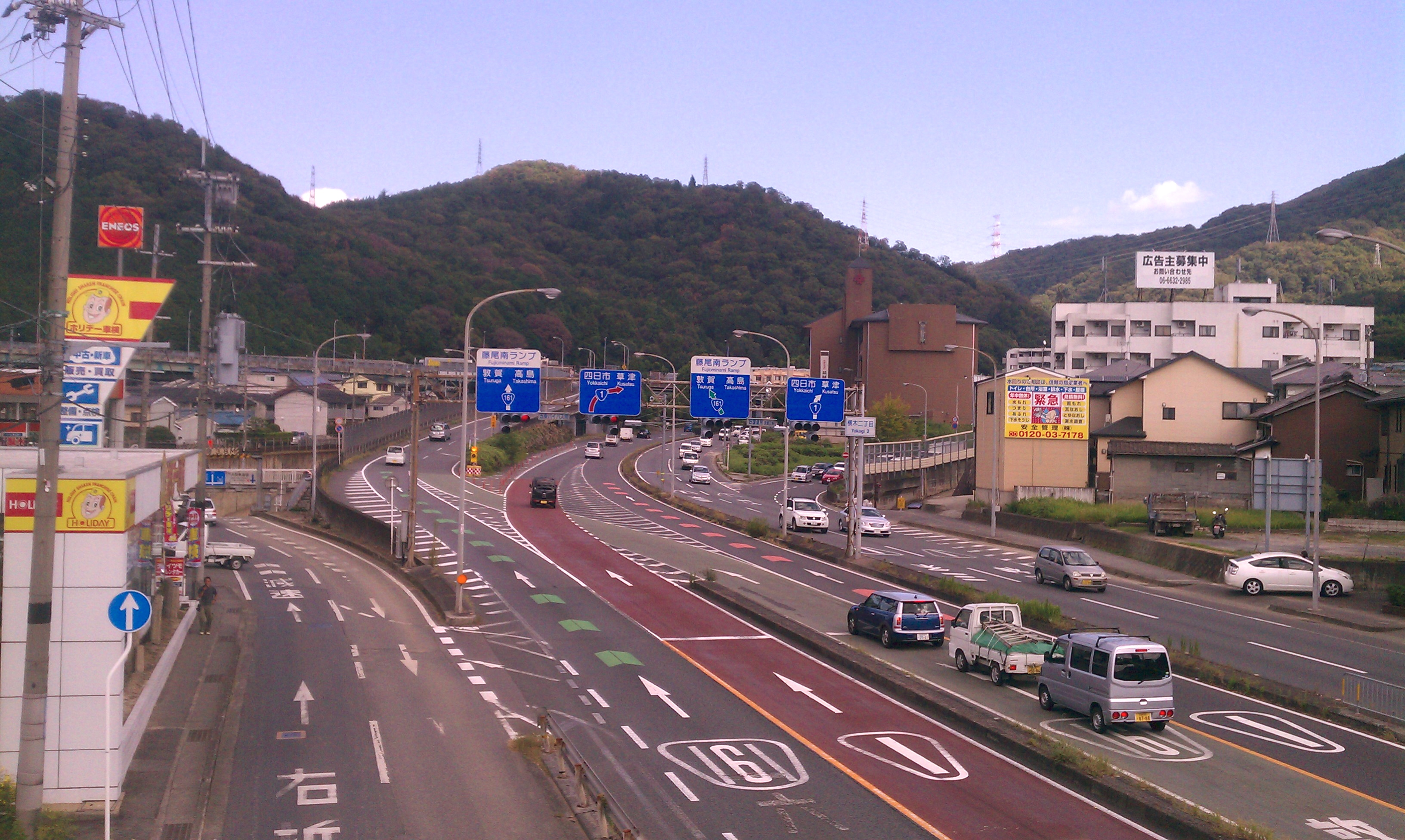
カラー舗装と案内標識を連動させている事例
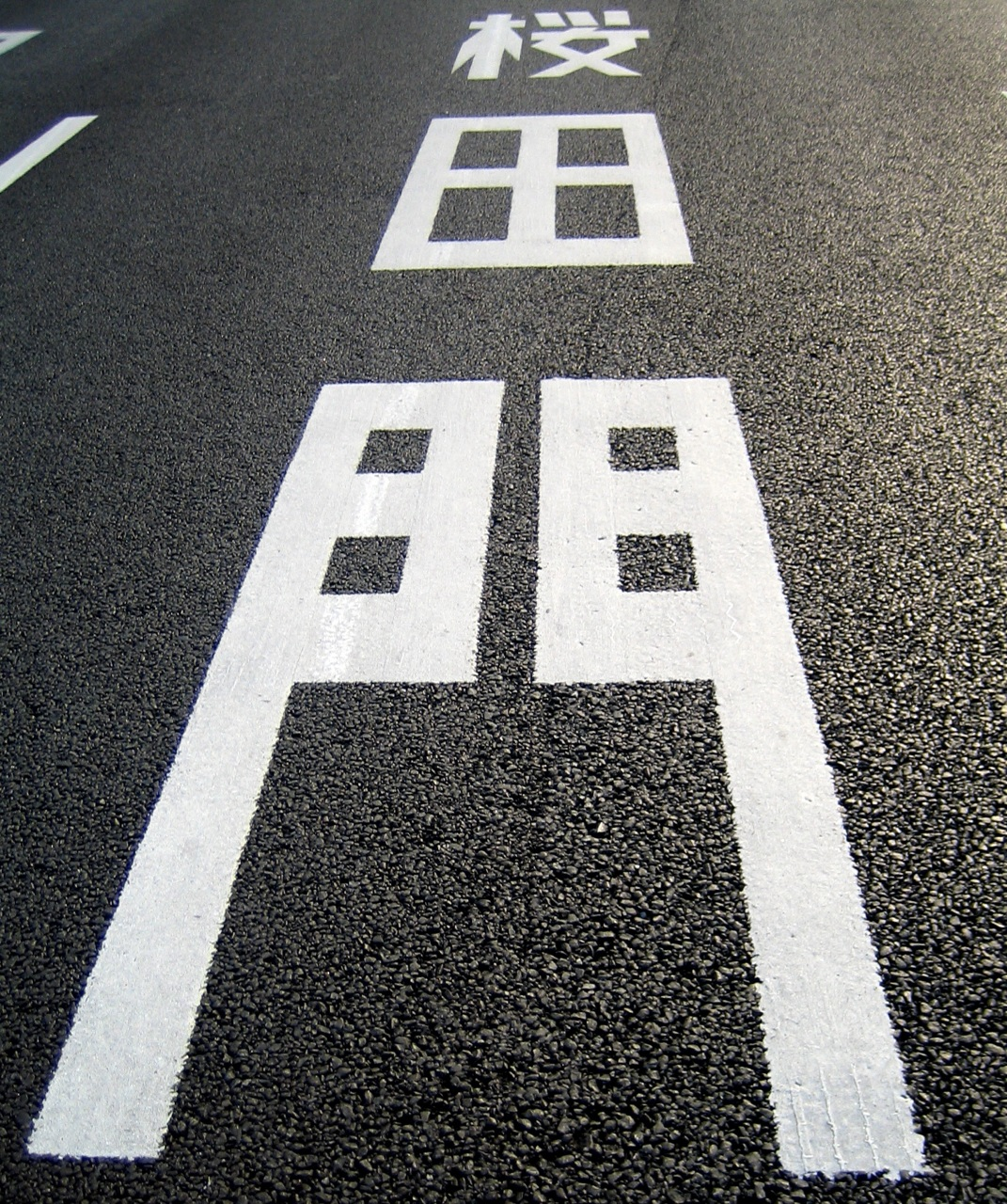
「桜田門」の路面標示。方面を示すために設置。
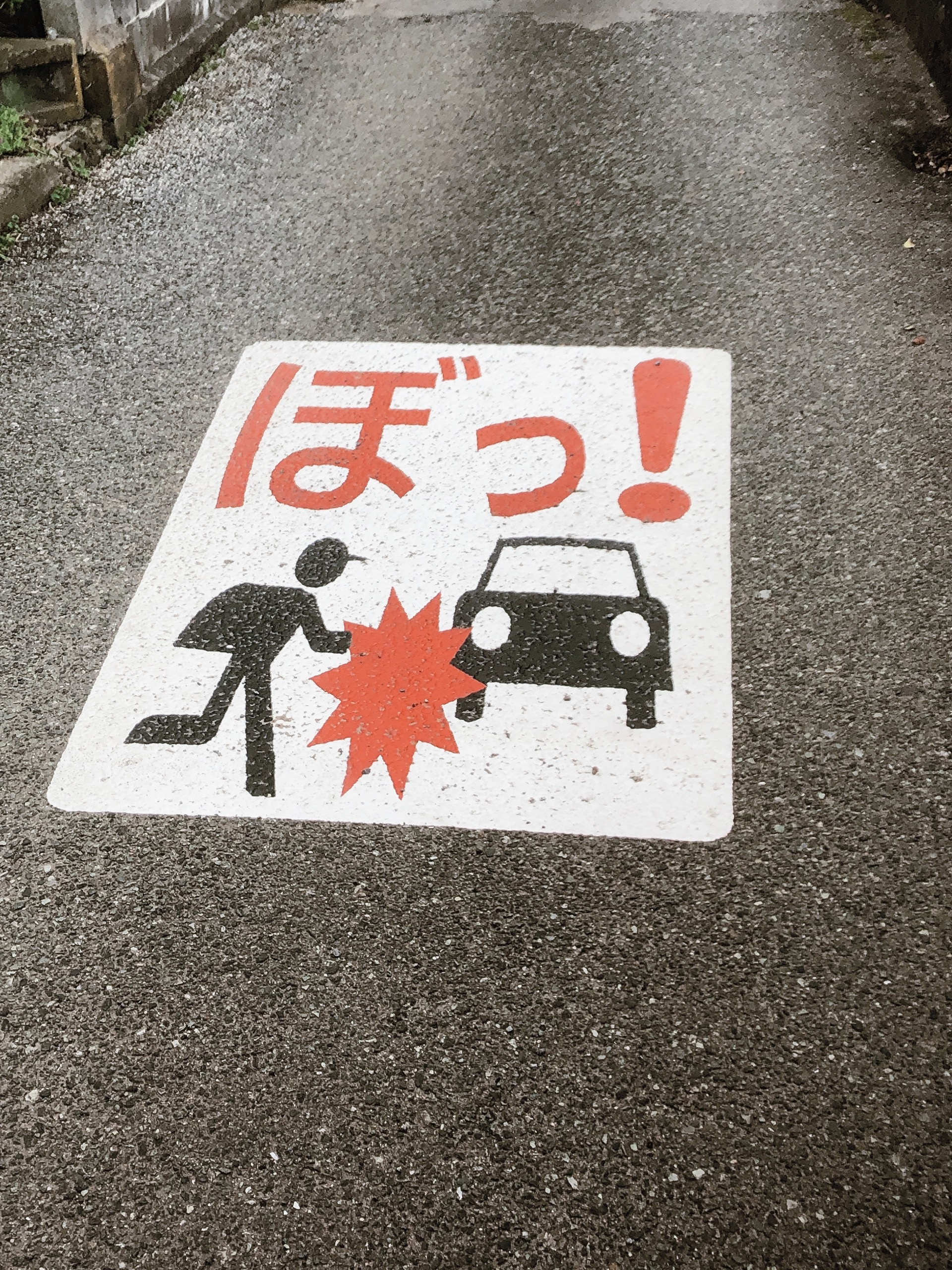
法定外表示の路面標示の事例

## 材料

### 路面標示用塗料

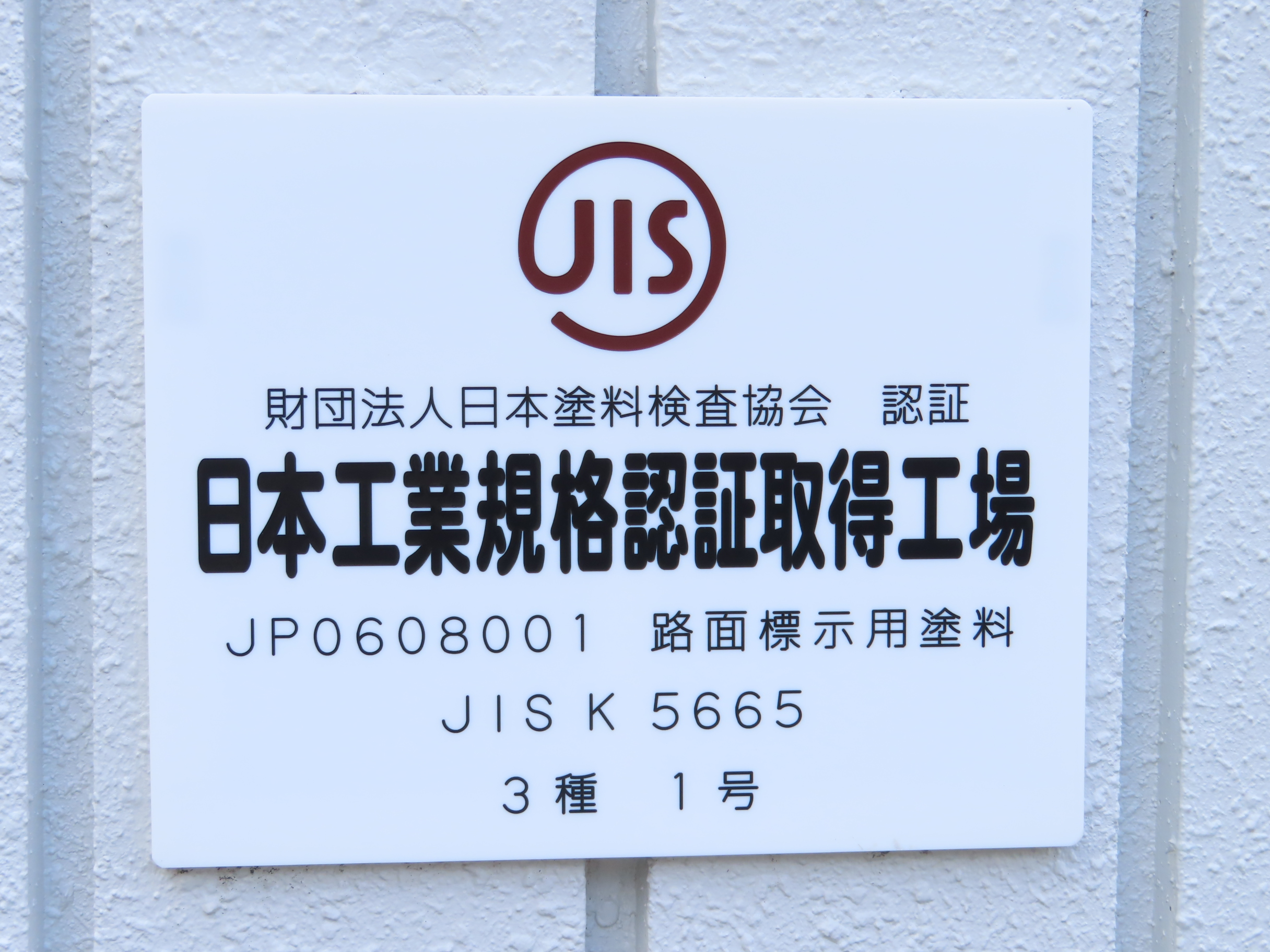
JIS規格に合致した製品の工場であることを示すプレート

路面標示に用いられる塗料は別名「トラフィックペイント」（traffic paint）とも言い、品質と種類は「JIS K 5665（路面標示用塗料）」で規定されている。ただし、NEXCO東日本・NEXCO中日本・NEXCO西日本で使用されるものは「レーンマーク管理施工要領」によって仕様が規定されており、この性能規定に満足な材料を用いればJIS規格に満足しなくても三社が管理する道路では使用可能である。2013年度の時点でアトミクスがこの塗料の国内シェア首位で、シェアの3割を占めている。この塗料は液状の1種・2種、粉状の3種に分けられている。いずれも物理的粘着によって路面と固着する。この3種類のうち、最も多く使用されているのは3種で、全体の約90％を占める。また、二液反応硬化型アクリル系樹脂を主な原料とする二液反応塗料も存在し、この塗料は主剤と硬化剤を混合して用いる液体塗料である。路面標示用塗料には光を反射するための小さなガラスビーズが混ぜられ、乾燥して固着するまでにもビーズをふりかける。
路面標示の表面は雨水や摩耗による平滑化によって滑りやすいと考えられているが、一方で表面を粗くして滑りにくくすると摩耗が進みやすくなり性能もJIS規程より低下することが考えられるため簡単に改善できる問題ではない。
新規の材料の開発に関しては、ホタテガイの貝殻の有効利用として路面標示用塗料の1種・2種に利用する方法が北海道立総合研究機構と信号器材によって共同開発されている。また、豊橋技術科学大学とキクテックとの共同研究で、路面標示用塗料に紫外線で発光する塗料を混ぜたものが2018年12月から2019年3月まで藤枝市で試験的に導入された。この材料を用いた路面標示に紫外線を照射することで赤や青などほかの色に発光するという。
1種
1種は常温で路面に塗装する。1種をさらに分類すると水を溶媒とする水系材料と、有機化合物を溶媒とする溶剤系材料に分けられる。前者は溶媒の水が揮発すると、造膜助剤の作用によって塗膜が硬化する。後者は有機溶媒の揮発のみに頼るものと、有機溶媒の揮発と合成樹脂の酸化・重合によって塗膜が硬化するものがある。乾燥時間は15分以内。交通量の少ない道路や積雪寒冷地での施工に適する。また路面が石畳やレンガの場合、仮舗装や損傷が激しいといった舗装状態が良くない場合も適している。
2種
2種は50 - 80 ℃に加熱して路面に吹き付けるものである。2種も1種と同様に水系材料と溶剤系材料に分けられ、塗膜が硬化するメカニズムも1種と共通する。乾燥時間は10分以内。道路縦断方向の施工や積雪寒冷地に適している。
3種
3種は一般に180 - 200 ℃に加熱溶融して使用される。こちらは溶媒を含まないため、速乾性を持つ。路面との粘着機構は、アスファルト舗装の場合は舗装と塗料の溶融結合であり、セメントコンクリート舗装の場合は物理的粘着である。なお、セメントコンクリート舗装の場合、作業不良や舗装の亀裂などで接着不良を起こすことがある。乾燥時間は3分以内。車両や歩行者による摩耗が激しいと判断される場所に適している。しかし、路面が石畳やレンガの場合、仮舗装や損傷が激しいといった舗装状態が良くない場合は適さない。
「溶袋式」として、路面標示用塗料を入れる袋そのものが原料の一部となり、袋ごと溶解釜に入れるものも開発されている。
ガラスビーズ
ガラスビーズは再帰反射によって夜間における視認性を高める反射材であり、小さな無色透明のガラス玉となっている。路面標示用塗料の3種ではさらにガラスビーズの含有率によって1号（15 - 18％）、2号（20 - 23％）、3号（25％以上）に分けられる。ガラスビーズの含有量が多くなるにつれて、経年での夜間の視認性が良好となる。このガラスビーズも粒度によって1号、2号、3号に分類される。製造方法は、溶融したガラス原料を流出してスプレーさせることでビーズ化させる「直接法」と、ガラスカレット（ガラス屑）を粉砕したガラス粒を加熱してビーズ化する「間接法」の2種類ある。後者の間接法が最も一般的な製造法である。雨天時には路面標示の部分が冠水・湿潤し光の屈折経路が変化することで視認性が低下する。そのため、1991年（平成3年）頃からこの問題点を克服した「高視認性標示」が採用され始めた。
日本ライナーはビーズを無数に固めた特殊ビーズを採用した新製品を販売し、価格は一般のものに比べ2倍するが輝きは3倍に向上させている。路面が雨天で濡れていたとしても従来品の晴天時使用よりも反射性や視認性に優れている。
高視認性標示
1989年（平成元年）に実施された建設省の公募による評価試験で実用性が確認され、1991年（平成3年頃）から普及し始めた。この標示には「リブ式」と「非リブ式」が存在する。前者（リブ式）は塗膜上に方形、または円型の突起（リブ）を形成し、突起を水膜から露出させることによって雨天時でもガラスビーズによる再帰反射を維持するものである。リブ上を車両が通行すると振動が発生し、運転者への注意喚起の効果がある。しかし、住宅地における騒音の問題や、横断歩道を通行する歩行者が通行しづらい問題点があった。そこで、後者（非リブ式）はリブではなく溝や粗表面の形成や特殊なガラスビーズを採用することで騒音や歩行のしやすさといった従来抱えていた問題も克服した上で夜間でも視認性を確保するようにしている。溝・粗表面・特殊なガラスビーズは単独で用いるより、これらを複合して施工することが多い。「非リブ式」より「リブ式」の方が設置数は多い。
全天候型路面標示
2007年頃より、屈折率の異なるガラスビーズの混合物を路面標示塗膜表面に散布・固着させることで晴天・雨天を問わず再帰反射を行える路面標示が普及しはじめている。これはガラスビーズの屈折率が2.0を境に、小さいときは乾燥時に、大きいときは湿潤時に良好な再帰反射性能を発揮する特性を生かしたものである。

### 貼付材

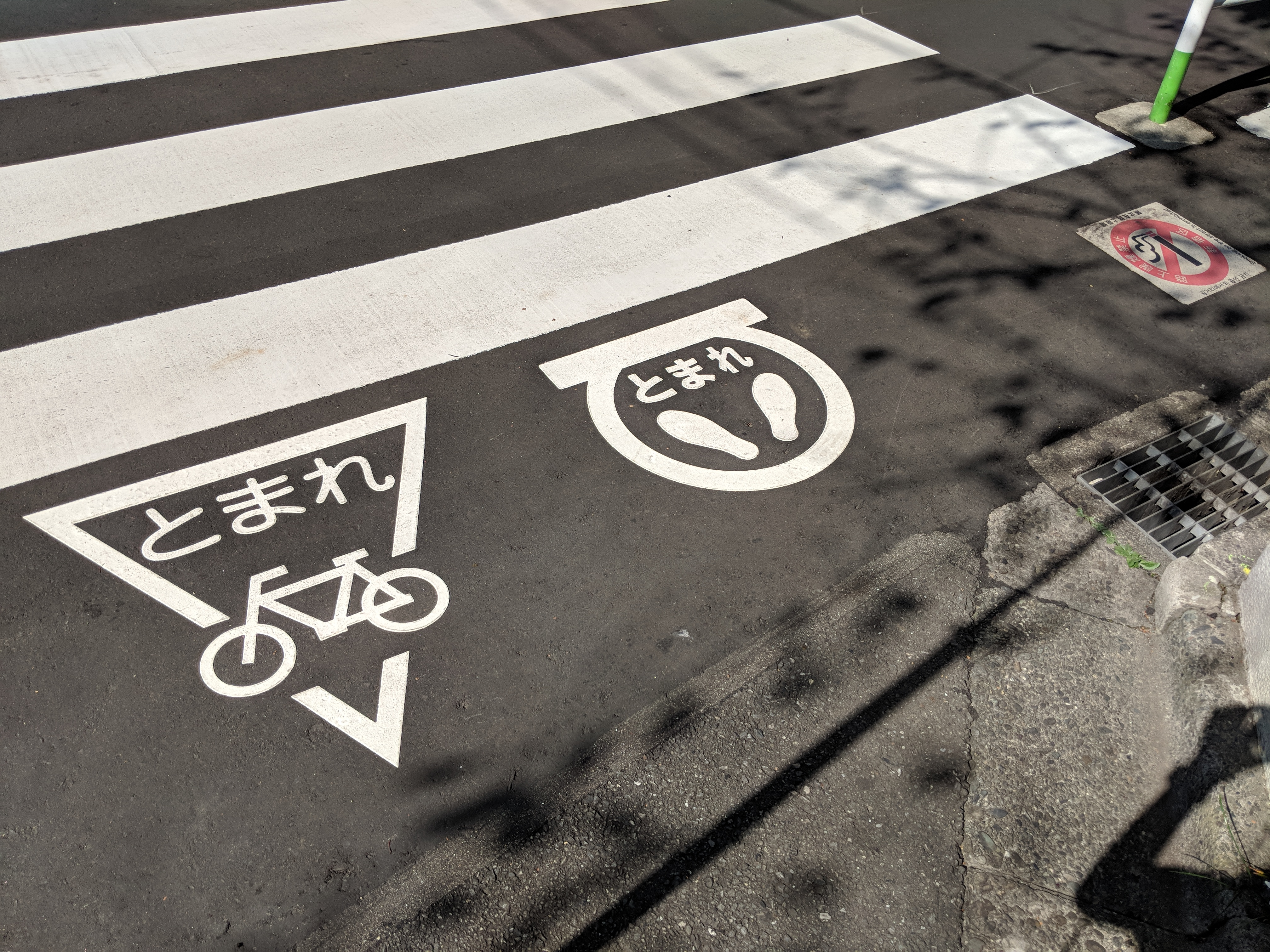
「とまれ」の路面標示（自転車マークのものと足跡マークのもの）は貼付材を用いたものである

合成ゴムまたは合成樹脂からなる結合剤と、顔料・体質材・反射材の主成分とからなるシート状およびテープ状の路面標示用材料をいう。複雑な文字やカラーマークの施工にも適する。裏面に接着剤を塗布し、剥離紙を設けたものも存在する。貼付方法は加熱粘着式と常温粘着式の2種類に分けられる。加熱粘着式は路面にプライマーを塗布し、その上に置いたシート・シールを半溶融状になるまで加熱し、ハンドローラーなどで地面になじませた後に自然冷却をして設置する。一方、常温粘着式は路面にシート・シールを貼り付け、ハンドローラーなどで圧着して設置する。貼付材による路面標示は耐摩耗性が大きく、特別な設備を用いなくても簡単に施工が可能である。

### 道路鋲
道路鋲は路面標示用材料には含まれるが、塗料とは全く異なる材料である。主な原料はアルミまたは樹脂。一般的に、路面標示の視線誘導性能を補助するために、路面または縁石に取り付ける。設置方法は、接着剤によって接着させるものと、道路鋲の脚部を路面に埋め込みモルタルなどによって接着させる方法がある。反射式道路鋲と自発光式道路鋲の2種類に分けられる。道路鋲の設置間隔は直線道路で2 m、曲線道路では1 mを目安として設置するのが望ましい。ただし、分合流や交通事故多発地点などはより短い設置間隔にすることがある。

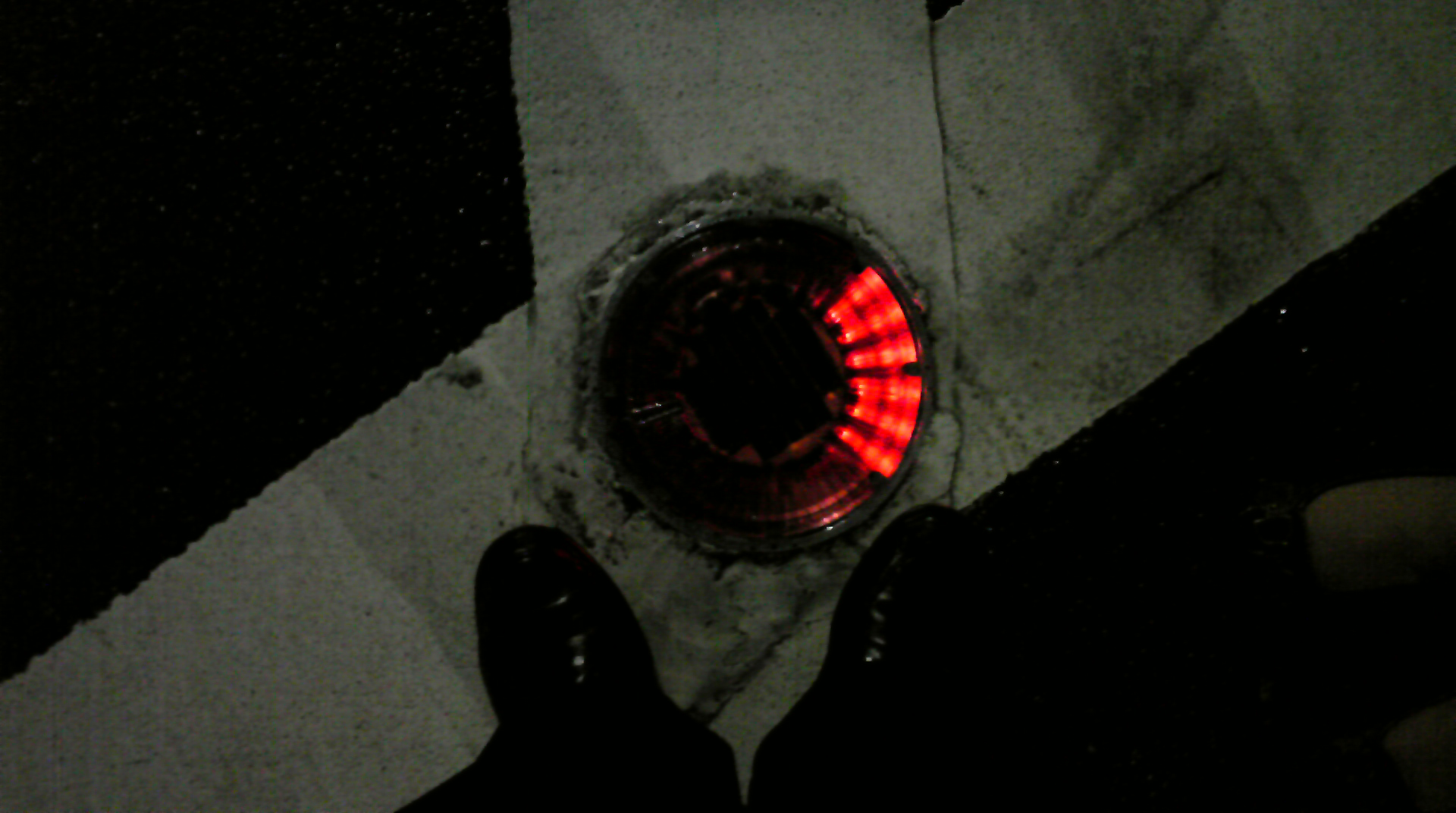
自発光道路鋲
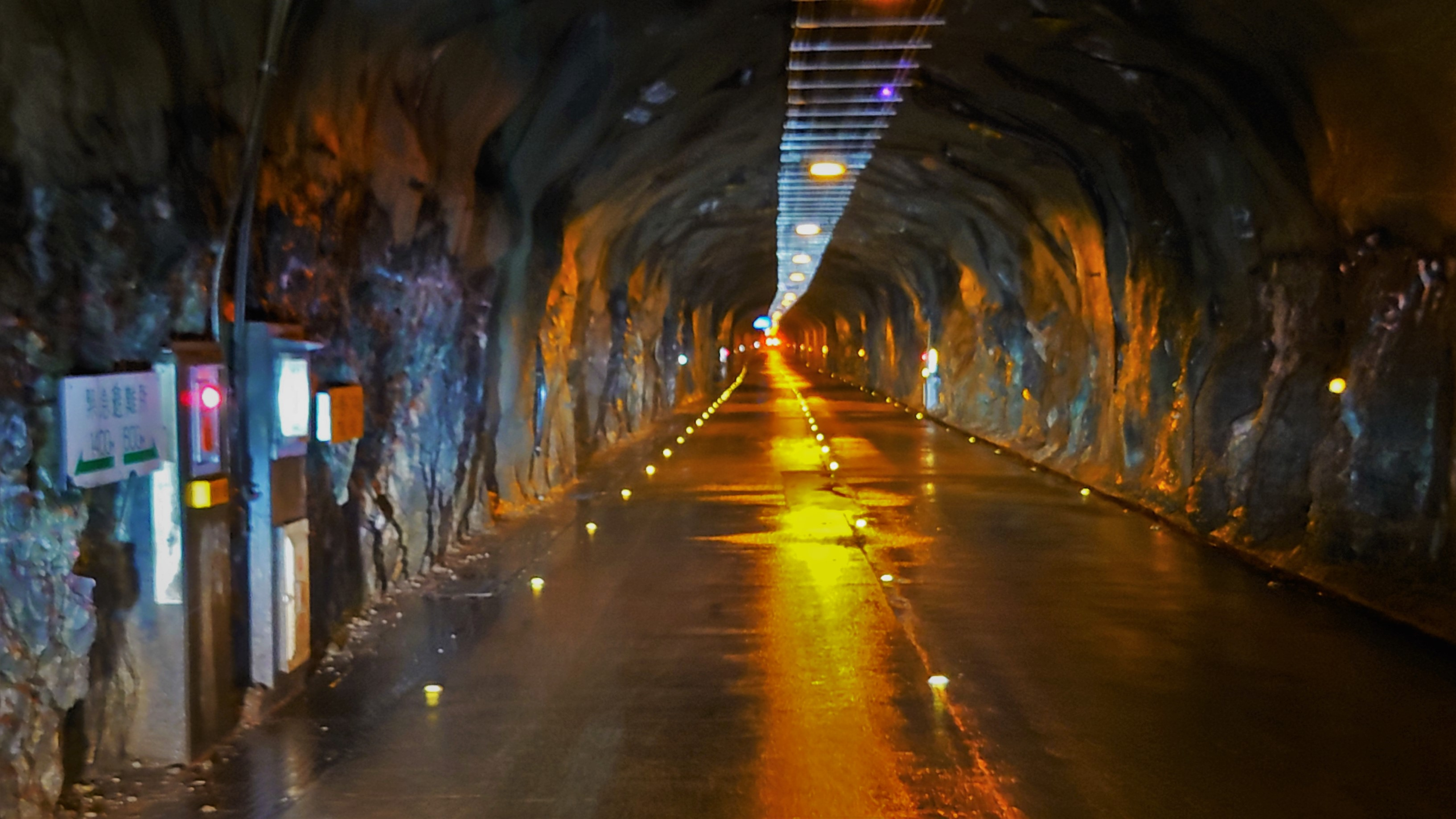
トンネル内に設置された道路鋲の例

## 施工
主に路面標示用塗料を用いた施工方法について解説する。

### 設置

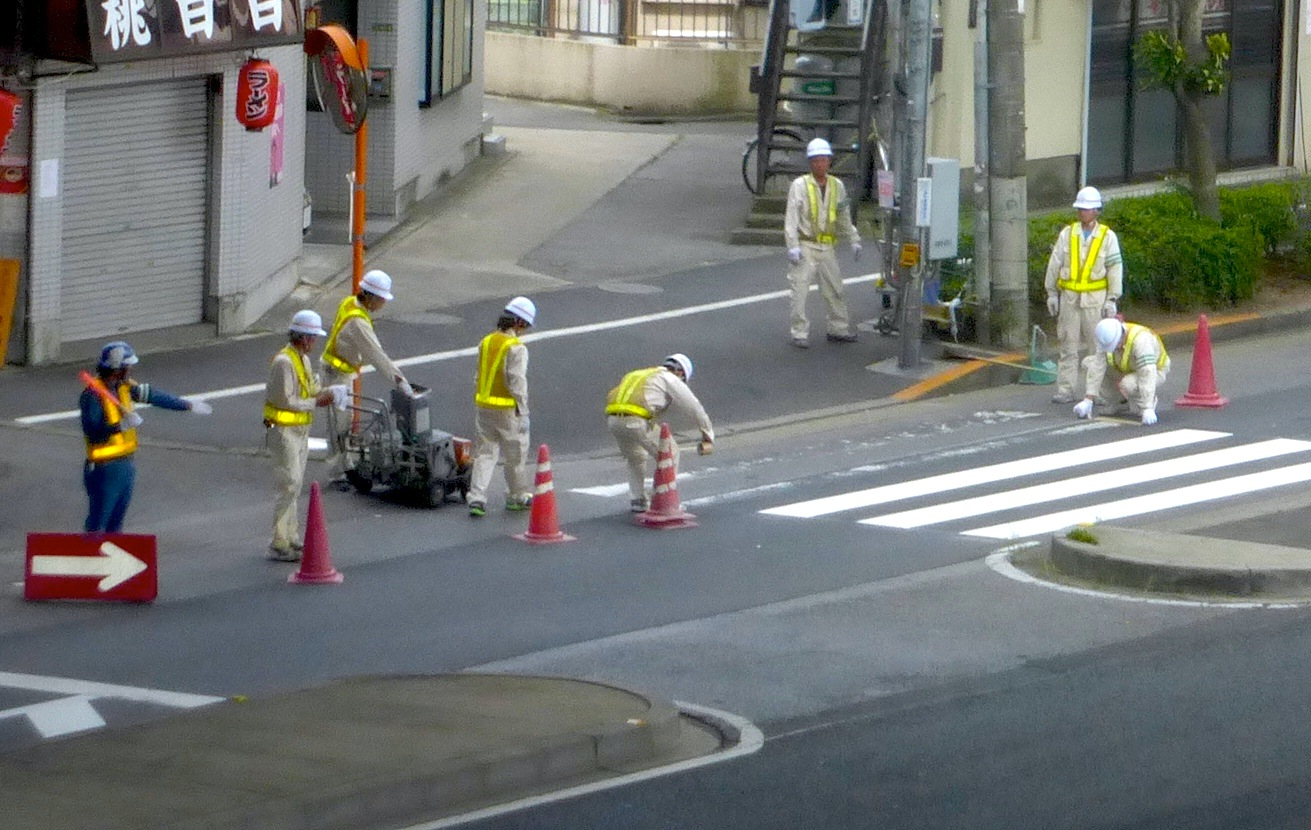
（201）横断歩道の路面標示を塗り直している

#### 特殊性
路面標示の設置工事は以下の特殊性がある。
- 道路上を移動しながら連続作業する
- 加熱した塗料、可燃物、火気などを取り扱う
- 機敏な機動力を要求される

以上のような条件で行うため、消防法、高圧ガス保安法、労働安全衛生法などを厳守しつつ、工事従事者に対しての安全教育が怠れない。
供用中の道路上で行われるため、交通事故の危険性が高い。そのため、交通量の少ない時間帯に選んで施工するのが良いが、夜間に実施した場合は施工精度の低下や交通事故の恐れのため昼間の施工を原則とする。また、バリケード、セーフティーコーンや道路標識などを設置して安全に作業できる作業帯を確保する。場合によっては回転灯付きの作業車を移動させながら作業の安全性を確保することもある。
日本国内で路面標示を施工するための資格として路面標示施工技能士がある。
塗装用の機械などの改良は進んでいるが、既設の構造物に合わせてバランスを確認していかなければならず人力による作業は現在でも変わらない。
準備
事前の作業として、塗装する位置や内容の選定が行われる。この作業では道路利用者が充分視認でき、かつ正しく伝わるよう配慮する必要がある。測量用具やチョークなどを用いて、路面に罫書きする。チョークの粉を付けた糸を張って墨出しをすることもある。矢印や数字は既に様式が定められているが、地名に用いる文字はバランスを考えて工事毎にレイアウトが考えられる。なお、この罫書きの作業を自動的に行うためのロボットが技工社（鳥取県鳥取市）から開発されており、熟練作業員の手作業に比べおよそ3分の1の時間で完了できるとされる。
既設の路面標示を補修する場合、塗料と旧塗膜との密着具合を調査し、施工に影響が出る場合は消去する必要がある。
塗装前は箒やブラシによって路面を充分に清掃しなければならない。この作業が不充分だとプライマーの接着不良が生じ、はがれの原因となる。また、水分は強制的に乾燥するか、乾燥まで待たなければならない。
路面標示用塗料の3種を施工する場合は掃除・乾燥後はプライマーを必ず塗布する。プライマーは塗料と路面との接着を強固にし、路面上の微細な汚れを洗浄する役割を持つ。
1種・2種の施工
路面標示用塗料が1種・2種の場合、ラインマーカー（路面標示用塗料を路面に塗装する機械）に付属するスプレーガンで塗料を吹き付ける工法が主流であるが、1種の場合はハンドローラーで塗装することも可能である。小規模な工事ではこの工法が採用されることがある。スプレーガンを用いる工法はエアレススプレーを用いるもの、エアースプレーを用いるものの2種類があるが、現在は前者を使う工法が主流である。一般的に塗装前にプライマーを塗布しないが、路面が新設のコンクリート舗装であり養生材やレイタンスが付着している場合は塗布した方が良い。文字や記号を描く場合はラインマーカーの使用が困難なため、代わりにハンドガンを用いて施工する。
3種の施工
路面標示用塗料が3種の場合もラインマーカーを用いるが、工法は「スリット式」「噴射式」「フローコーター式」の3種類に分類される。
「スリット式」では、ラインマーカーの塗布部が路面と一定の間隔を持つことによって塗料を流下圧着させながら塗膜を形成する工法である。機構が簡単で分かりやすく、小回りが利き、交通への支障も比較的小さいため、あらゆる種類の路面標示に適用が可能である。そのため、「スリット式」が3種の施工では主流である。
「噴射式」は「スプレー式」とも呼ばれ、塗料吐出口が路面と一定の間隔を保ちながら塗料を噴射して塗布する工法である。塗膜の厚さは一定に保たれ、材料ロスも少なく、作業の安全性が高いメリットがある。一方で、規模の小さい工事には向いておらず、機械の整備に手間がかかるというデメリットが存在する。ラインマーカーは一般的に車載式のものが用いられ、長物（中央線や外側線、はみ禁など）の施工に向いている。噴射機構は回転体スプレー式が主流であるが、エアレススプレー式やエアスプレー式のものも存在する。
「フローコーター式」は塗料吐出口付近に設けられたギアロールを施工速度に合わせて回転させ、塗料をカーテン状に塗布する工法である。施工速度とギアロールの回転が連動しているため、適正な塗布量で施工ができ、材料ロスも少なく施工管理が行いやすい。
仕上
施工後は出来高の計測（厚み、寸法、線形など）を行い、その時に過剰に吐出された塗料やガラスビーズは除去して道路の通行の支障にならないようにしなければならない。そして、ラインマーカーなどの施工用の機械を整理や写真撮影を行う。
検査

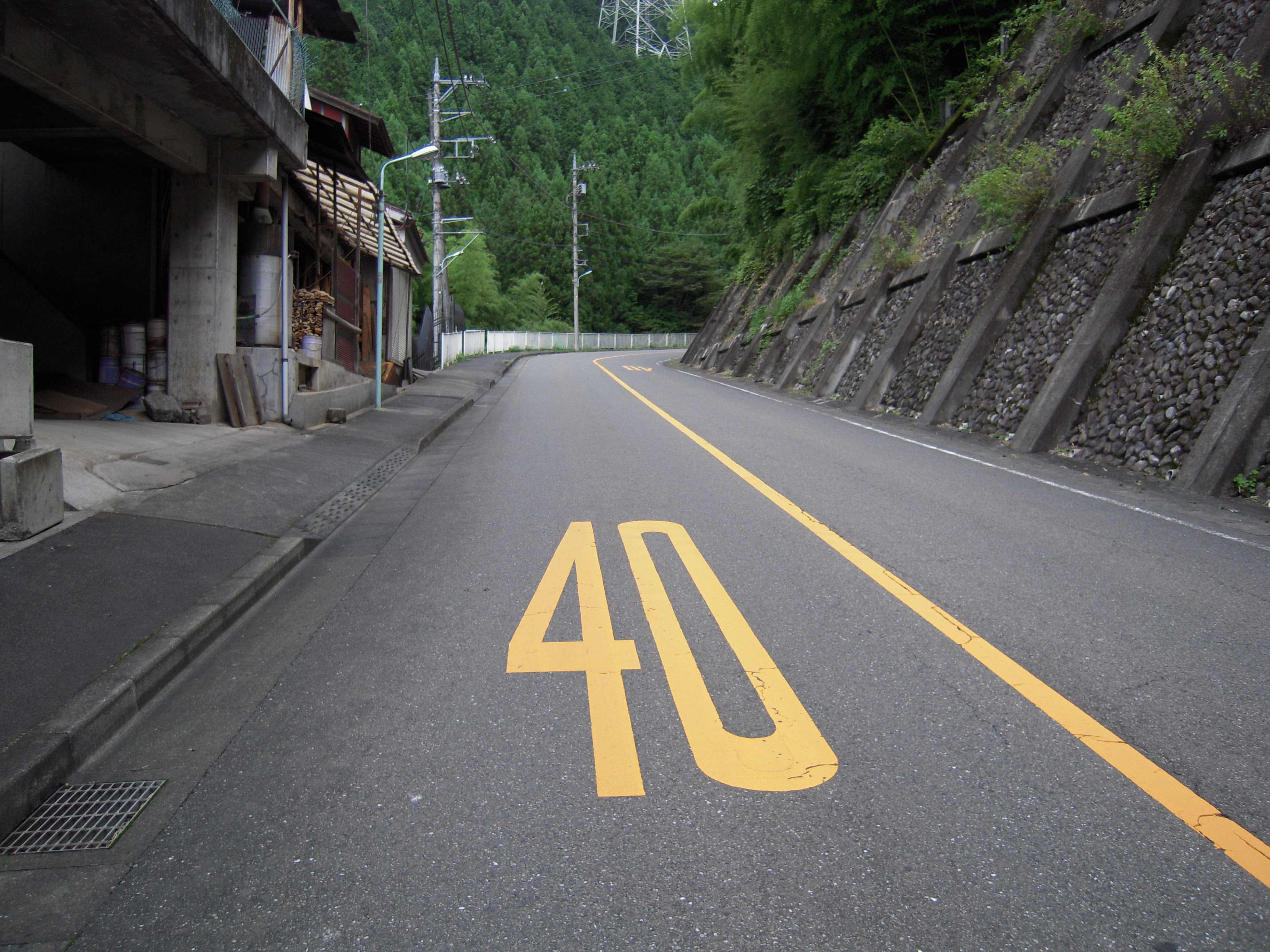
橙色（黄色）の標示は検査で適切な色彩であるか確認される

工事が終了した路面標示が設計書や仕様書に満足しているものかを判定するために検査が行われ、検査に合格することは路面標示が受注者から発注者に引き渡す際に品質保証がなされていることを意味する。検査する際は幅、延長、厚さなどの施工量のほかにも線形、レイアウトの全体的な調和も重要である。そこで、こうした検査は車両で走行して視認することも効果的である。塗膜厚を検査する場合は、一部の路面から供試体を抜き取る形での検査は困難であり、通常は塗布量で確認する方法や、3種（溶融式）の場合はノギスなどで直接的に測定する方法がある。黄色の標示の色彩は全国道路標識・標示業協会で発行している「道路標示黄色見本」と見比べて検査する。また、塗料やガラスビーズの品質は、製造者による試験成績表をJIS規格と照合する形で行う。

### 撤去
道路・交通条件の変化に伴い路面標示を消去しなければならないことがある。この方法は「物理的方法」と「化学的方法」に大別される。
「物理的方法」には、「塗装処理法」「機械的切削法」「ブラスト工法」「ウォータージェット工法」の4種類がある。「塗装処理法」では黒色の路面標示用塗料を既設の路面標示に上書きする工法で、時間の経過とともに既設の路面標示が露出するため暫定的な方法として用いられる。「機械的切削法」はカッターブレードによって塗膜を切削する方法であり、作業が早く処理スピードが速いため最も多く採用されている方法である。「ブラスト工法」はブラストを吹きかけて塗膜を除去する方法であり、吹付粒子を適切に選定することで路面をほとんど損傷することなく完全に除去できるメリットがあるが、労力を要し経費が割高になるデメリットがある。「ウォータージェット工法」は超高圧水を吹きかけて塗膜を除去する方法であり、除去と同時に発生処理剤の吸引回収が可能で比較的早く作業が終えられる工法であるが、比較的大型の設備を用いるため作業に必要な面積が大きくなる欠点がある。
「化学的方法」には、「化学薬品処理法」と「燃焼法」があるが、現在ではあまり使用しない。「化学薬品処理法」は最も簡単な処理法であるが、路面を痛め、塗膜のみを上手く剥離することができない。「燃焼法」はバーナーによって加熱溶融して塗膜を取り除く作業であるが、路面を損傷する可能性があり、また燃焼物を取り除く手間が発生するため作業能率が良いとは言えない。この方法を改善したものとしてジェットバーナーを用いた工法もある。この方法は摩耗によって薄くなった標示や他の方法で消去したが消え残った標示に対して適用することが多かった。

## 維持管理

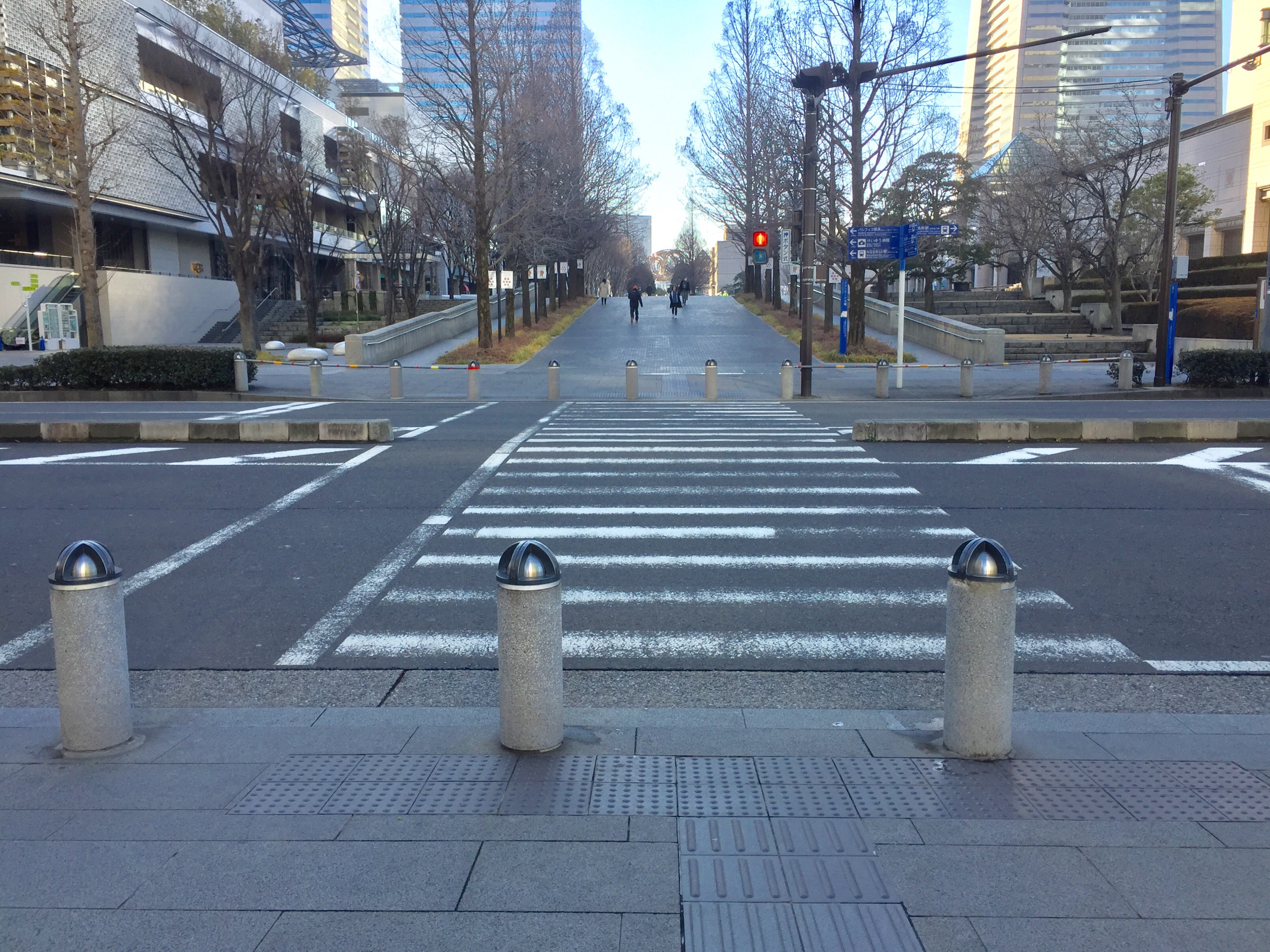
横断歩道と自転車横断帯の路面標示が摩耗によって薄れている

路面標示は道路交通の安全と円滑のためには重要な交通安全施設であり、設置後に汚れや剥離などによってその効用が損なわれないよう維持管理を充分に行い良好な状態に保たなければならない。視認性が良好な道路標示は、道路利用者に道路交通法を遵守させるためにも有効に機能する。設置後の維持管理は原則として当初の設置者（警察・道路管理者）によって行われる。
日本交通科学協議会が1995年（平成7年）度に行ったアンケート調査では、路面標示が鮮明であると運転時に不安が少なく、夜間や雨天時には視認性が大きく低下するため運転時の不安が増大するという結論を得た。そして、運転時の快適性や法律遵守性を守るためにも遅くとも12か月以内に路面標示を再施工するのが望ましいとしている。ただし、摩耗が進んでいても再施工が追い付かない場合はスプレーによって応急補修をする地域もみられる。
路面標示の耐久性は設置時の工法、道路や交通の条件、気象条件などによって左右され、一概に決定することはできない。特に積雪が多い地域では劣化が早く進みやすく、融雪後に点検を実施することが望まれる。タイヤチェーンによって摩耗することが多いが、スパイクタイヤが廃止されてからは路面標示の減耗が減っている。標示の種類による違いとしては、停止線はわだち部分の摩耗が目立つが、車両に踏まれにくい矢印のマークは摩耗が進みにくい。舗装の種類による違いとしては、同じ横断歩道でも密粒舗装は間粒舗装と比べて視認性の低下が進みやすい。これは間粒舗装の場合は塗料が内部まで浸透するため、表面が摩耗しても塗料が残るためである（しかし、夜間の視認性は確実に低下している）。流入する車両に関しては、大型車混入率が多い道路では摩耗が進行しやすい。

### 点検
点検を行う場合、以下の3項目をチェックする。
- 剥離・汚れなどによる不鮮明部分の有無
- 摩耗による不鮮明部分の有無
- 夜間視認性の有無

この点検によって、視認性が低下したと考えられる場合は塗り替えを行う必要がある。塗り替えの基準を考えるにあたっては、目視や画像解析によってランク分けをして判断する方法と、測定機器を用いて総合的に判断する方法がある。点検を簡易にするため、遠隔地から携帯電話回線を用いてモニタリングする技術も愛知県立大学とキクテックの共同研究で開発されている。その他、デジタルカメラで自動的に路面標示を撮影して解析ソフトウェアで数値化・可視化する方法、スマートフォンで撮影した画像より人工知能で自動的に診断して地図上に塗り替えが必要な場所を表示する方法、タブレット端末で撮影した画像を専用のサーバー上でデータ収集・分析する方法などが開発されている。

## 歴史
1919年（大正8年）に自動車取締令と道路法が制定されているが、この中で道路通行者は標示に従うよう定められている。1920年（大正9年）頃から、警視庁管内では白線2本による「電車線路横断線」が設置されている。材料は石灰水で、1930年（昭和5年）までこの材料が用いられていたとされる。1926年（大正15年）頃には石材やアルミニウム板が材料として用いられていた。
1926年（昭和2年）阪神国道が整備された際に、緩行車線と高速車線を分けるため東亜ペイントのトラフィックペイントが施工された。ペンキを塗るとアスファルトが溶けて表面にでるため、色は白でなくクリーム色とし、視認性の観点から光沢でなく半光沢とした。しかし、ペイントが持たないため道路管理者の大阪府と兵庫県は塗り直し費用がかかるとペイント会社や内務省技師に相談している。
1929年（昭和4年）には初めて白色の「横断歩道」が施工され、その後、真鍮製の「横断歩道」も施工された。
1934年（昭和9年）頃、「ペイントは3、4月程度しかもたないため、塗り直しが必要。東京市内では年数回の交通週間に塗っている。台北市は市中全部にトラフィックペイントが塗ってあり、年3、4回塗っている。真鍮の鋲より視認性は良い。阪神では、ペイントの幅は3インチ、長さは2間おきに塗っている。」と報告されている。
1947年（昭和22年）11月に道路交通取締法が施行され、路面標示は「区画線」として法的な裏付けが行われた。また、1957年（昭和32年）には道路法でも「区画線」が規定された。しかし、この頃は路面標示の様式の制定がなく、全国で統一的な運用が行われていなかった。その中で、警視庁管内では、アメリカ合衆国における「統一交通管理施設マニュアル」などを参考に、1951年（昭和26年）「交通区画線記号」を制定した。これを各道府県が採用することで全国的に普及・定着が進んだ。
路面標示用塗料がJISで仕様化されたのは1951年（昭和26年）である。
1960年（昭和35年）に道路交通法が制定され、公安委員会が設置する路面標示は「区画線」から「道路標示」となった（道路法に基づく「区画線」はそのままの呼称が存続し改名されなかった）。また、同年に標識令が総理府・建設省令として制定され、このとき初めて路面標示（道路標示・区画線）の様式が全国で統一されたものとなった。特に必要なものは夜間にも反射するよう設置することが規定され、反射材としてガラスビーズの利用が始まっていた。この頃から路面標示用塗料も溶融式（現在の3種）が用いられはじめ、塗装方法も人力によるもののほかに自走式の機械によるものが広まり始めた。
1963年（昭和38年）3月には道路標識の様式が大きく変更されたが、路面標示でも改正が行われ、道路標示も設置数が少ない・必要性が乏しいものは削除し、新たに停止線や進行方向などが追加された。同時に、横断歩道では標識と標示の両方を設置しなければならない原則だったが、標識または標示の設置と法的要件が改められた。同年5月には名神高速道路の開通に合わせて高速道路用の路面標示が追加された。進行方向を示す矢印を一般道路と高速道路で区別するよう様式を追加することが提案されたが、検討の結果見送りされた。横断歩道の標示は、ゼブラ式のものは信号機のある交差点では使用しない（すなわち、側線のみのものを使用する）原則を改め、信号機のある交差点および交差点の付近以外の場所でも設置することができるようになった。
黄色の路面標示が夜間に白色と誤認されやすくなり、路面標示用塗料を作るメーカーが独自で赤みを付けた塗料を生産していた。そのため、全国で異なる黄色が用いられる結果となった。そこで、1978年（昭和53年）に路面標示に用いられる黄色の色相の基準となる「路面標示黄色」が定められた。1978年6月に警察庁から出された通達により、公安委員会関係が発注する路面標示の工事にはこの黄色を用いるよう指示された。それ以降、路面標示用塗料のメーカーが合同で年に1、2回測色し、基準通りに生産していることを確認している。
1989年（平成元年）に建設省（現：国土交通省）から雨天（夜間）でも視認が可能な区画線の開発が公募に出された。この時、高視認性路面標示用塗料が開発された。
2016年（平成28年）からは黄色塗料は鉛・クロムフリーにするよう規定された。
新たな路面標示の形態として路面に投光する形態のものを導入する試みがある。首都高速道路の浜崎橋ジャンクションでは、2017年3月29日に「可変式路面表示」としてLED投光器で矢印を路面上に映し出して車両を誘導する実験が行われた。また、横断歩道の手前で歩行者が安全確認するよう促す標示を映し出す実験が藤枝市で2018年12月から2019年3月まで試験導入された。一方で、三菱電機からは車両側から路面に投光するものも提案されている。
2021年（令和3年）11月から2024年（令和6年）6月にかけて国土交通省が主体で自動運転に対応した区画線の要件案作成に向けて研究を進めていく方針である。